# Championnat du monde de Formule 1 2012
Navigation
2011 2013
Le championnat du monde de Formule 1 2012, 63e édition du championnat du monde des pilotes de Formule 1, comporte vingt Grands Prix dont le Grand Prix des États-Unis qui fait son retour, sur un circuit inédit. Les titres reviennent à Sebastian Vettel et à son écurie Red Bull-Renault pour la troisième année consécutive.
En début de saison, sept pilotes différents (Jenson Button, Fernando Alonso, Nico Rosberg, Sebastian Vettel, Pastor Maldonado, Mark Webber et Lewis Hamilton) remportent les sept premières courses de ce championnat, ce qui constitue une première. De fait, la situation est indécise en tête du classement où se succèdent Button, Alonso, Vettel et Hamilton.
À partir du Grand Prix d'Europe qu'il remporte le 24 juin au volant de la  Ferrari F2012 sur le Circuit urbain de Valence, Alonso s'installe durablement aux commandes. Puis, vainqueur de quatre courses consécutives en commençant par la quatorzième manche, à Singapour, Vettel prend les devants.
Au Brésil, pour le dernier Grand Prix de la saison, Vettel (six pole positions, cinq victoires, dix podiums) et Alonso (deux pole positions, trois victoires, treize podiums), restent seuls en lice pour l'attribution du titre ; l'Espagnol compte treize points de retard. La course est remportée par Jenson Button, Alonso se classe deuxième et Vettel, victime d'un accrochage au premier tour, finit néanmoins sixième et gagne son troisième titre mondial avec trois points d'avance. Il devient le plus jeune triple champion du monde de l'histoire, à 25 ans et 4 mois.
La saison voit la première victoire, après cent-onze départs, de Nico Rosberg, en Chine, premier succès de Mercedes depuis 1955. Pastor Maldonado remporte également sa première course, en Espagne, et permet à Williams de combler un vide de huit années. Enfin, Kimi Räikkönen offre, à Abou Dabi, un premier succès à la nouvelle écurie Lotus F1 Team où il fait équipe avec Romain Grosjean, responsable de plusieurs accidents spectaculaires pour sa première saison complète en Formule 1.
Michael Schumacher, qui obtient au volant de la Mercedes AMG F1 W03 le 155e podium de sa carrière à Valence et son 77e meilleur tour en course à Hockenheim, mais en reste à 91 victoires et 68 pole positions, autant de records, se retire définitivement de la compétition à l'issue de la saison.
Sebastian Vettel et Mark Webber permettent à Red Bull Racing de remporter un troisième sacre consécutif, obtenu lors de l'avant-dernière manche aux États-Unis.

## Repères de début de saison

### Pilotes
- Fernando Alonso, Jenson Button, Lewis Hamilton, Michael Schumacher, Kimi Räikkönen et Sebastian Vettel sont les six champions du monde en activité[1].
- Michael Schumacher est le pilote engagé en 2012 totalisant le plus de points (1 517 points), devant Fernando Alonso (1 086 points), Jenson Button (811 points), Sebastian Vettel (773 points), et Lewis Hamilton (723 points)[2].
- Michael Schumacher, avec 287 départs en Grand Prix à l'entame de la saison, est le pilote engagé en 2012 ayant le plus d'expérience devant Jenson Button (208 départs), Fernando Alonso (177 départs), Mark Webber (176 départs) et Kimi Räikkönen (156 départs)[3].
- 9 pilotes engagés en 2012 ont déjà remporté au moins un Grand Prix : Michael Schumacher (91 victoires), Fernando Alonso (27 victoires), Sebastian Vettel (21 victoires), Kimi Räikkönen (18 victoires), Lewis Hamilton (17 victoires), Jenson Button (12 victoires), Felipe Massa (11 victoires), Mark Webber (7 victoires) et Heikki Kovalainen (1 victoire)[4].

Débuts en tant que pilote titulaire de :
- Charles Pic chez Marussia F1 Team[5].
- Jean-Éric Vergne chez Scuderia Toro Rosso[6],[7].

Débuts en tant que pilote essayeur :
- Oliver Turvey chez McLaren Mercedes.
- Davide Rigon chez Scuderia Ferrari.
- Giedo van der Garde chez Caterham F1 Team[8],[9].
- Alexander Rossi chez Caterham F1 Team.
- Dani Clos chez HRT Formula One Team[10],[11].
- Ma Qing Hua chez HRT Formula One Team[12].
- María de Villota chez Marussia F1 Team[13].
- Max Chilton chez Marussia F1 Team[14].
- Susie Wolff chez Williams F1 Team[15],[16].

Transferts :
- Bruno Senna perd sa place de titulaire chez Renault F1 Team et remplace Rubens Barrichello chez Williams F1 Team[17],[18].
- Vitaly Petrov perd sa place de titulaire chez Renault F1 Team et remplace Jarno Trulli chez Caterham F1 Team[8],[9].
- Daniel Ricciardo quitte HRT Formula One Team et rejoint Scuderia Toro Rosso[6],[7].
- Gary Paffett devient pilote de réserve pour Sahara Force India à l'occasion du Grand Prix d'Australie en plus de son rôle de pilote de réserve chez McLaren Racing.

Départs :
- Rubens Barrichello (323 GP, 658 points, 11 victoires, 14 pole positions, 68 podiums, vice-champion du monde en 2002 et 2004) prend sa retraite de pilote en Formule 1 à l'issue de la saison 2011.
- Nick Heidfeld, (186 GP, 254 points), remplacé par Bruno Senna chez Renault F1 Team en cours de saison 2011.
- Adrian Sutil, (90 GP, 95 points), non reconduit par Force India à l'issue de la saison 2011.
- Jaime Alguersuari, (46 GP, 31 points), non reconduit par Scuderia Toro Rosso à l'issue de la saison 2011[19].
- Karun Chandhok, (11 GP, 0 point), non reconduit par Team Lotus à l'issue de la saison 2011.
- Vitantonio Liuzzi, (80 GP, 26 points), non reconduit par HRT Formula One Team à l'issue de la saison 2011.
- Jarno Trulli, (252 GP, 246,5 points), non reconduit par Caterham F1 Team à l'issue de la saison 2011.
- Jérôme d'Ambrosio, perd sa place de titulaire chez Marussia Virgin Racing et devient troisième pilote chez Lotus F1 Team[20],[21].
- Sébastien Buemi, perd sa place de titulaire chez Scuderia Toro Rosso et devient troisième pilote chez Red Bull Racing et Scuderia Toro Rosso[6],[22],[23].

Retours :
- Kimi Räikkönen (156 GP, 579 points inscrits, 18 victoires, 16 pole positions, 62 podiums, champion du monde 2007 et vice-champion du monde en 2003 et 2005) fait son retour en tant que pilote titulaire chez Lotus F1 Team après deux ans d'absence.
- Romain Grosjean (7 GP et 0 point inscrit) fait son retour en tant que pilote titulaire chez Lotus F1 Team après deux ans d'absence.
- Nico Hülkenberg (19 GP et 22 points inscrits, 1 pole position), troisième pilote en 2011, fait son retour en tant que titulaire chez Sahara Force India[24],[25].
- Pedro de la Rosa (86 GP, 35 points, 1 podium) troisième pilote chez McLaren Racing et remplaçant de Sergio Pérez au Grand Prix du Canada en 2011 chez Sauber fait son retour en tant que titulaire chez HRT Formula One Team[10],[21].

### Écuries
- Mercedes Grand Prix est désormais engagée sous le nom Mercedes AMG Petronas F1 Team.
- Renault F1 Team, rachetée par Genii Capital, est désormais engagée sous le nom Lotus F1 Team.
- Force India est désormais engagée sous le nom Sahara Force India F1 Team.
- Team Lotus est désormais engagée sous le nom Caterham F1 Team.
- Marussia Virgin Racing est désormais engagée sous le nom Marussia F1 Team.

### Grands Prix
Le calendrier 2012 comporte 20 épreuves :
- Retour du Grand Prix des États-Unis à Austin.
- Retour du Grand Prix de Bahreïn à Sakhir.
- Le Grand Prix de Turquie à Istanbul n'est pas reconduit.
- Le Grand Prix d'Allemagne retourne à Hockenheim.

### Essais privés
| Date            | Session                          | Circuit                       | Pays        |
| --------------- | -------------------------------- | ----------------------------- | ----------- |
| 7-10 février    | Essais hivernaux                 | Circuit de Jerez              | Espagne     |
| 21-24 février   | Essais hivernaux                 | Circuit de Catalogne          | Espagne     |
| 1-4 mars        | Essais hivernaux                 | Circuit de Catalogne          | Espagne     |
| 1-3 mai         | Essais en cours de saison        | Circuit du Mugello            | Italie      |
| 12-13 juillet   | Essais privés des jeunes pilotes | Circuit de Silverstone        | Royaume-Uni |
| 11-13 septembre | Essais privés des jeunes pilotes | Circuit de Nevers Magny-Cours | France      |
| 6-8 novembre    | Essais privés des jeunes pilotes | Circuit Yas Marina            | Abou Dabi   |

## Réglementation

Mappemonde représentant les pays accueillant un Grand Prix en 2012.

### Règlement sportif: les nouveautés
- Les voitures doivent avoir réussi tous les crash-tests avant de pouvoir rouler dès les essais privés d'avant saison.
- La limite maximale de durée d'une épreuve est fixée à quatre heures de courses en cas de suspension de course très longue.
- Avant que la voiture de sécurité ne rentre aux stands, toutes les voitures à un tour pourront se dédoubler pour rejoindre la queue du peloton, comme il y a quelques années, afin de permettre des courses plus fluides entre les leaders lorsque le départ de la course est de nouveau donné.
- Les voitures engagées dans la voie des stands lors d'une interruption de course seront autorisées à regagner la grille à la position qu'elles occupaient avant l'interruption.
- Les pilotes ne peuvent plus emprunter des raccourcis en coupant des chicanes ou des échappatoires pour économiser de l’essence et de gagner du temps lors de leur tour de chauffe ou de décélération sans raison valable.
- Les pilotes ne peuvent plus revenir sur la ligne de course après en être sorti pour défendre leur position : un seul mouvement de défense est donc autorisé.
- Trois jours d'essais sont organisés pendant la saison.
- Les pilotes peuvent utiliser toute leur allocation de pneus dès le premier jour alors qu'auparavant seuls trois jeux de pneumatiques étaient autorisés le vendredi. Un train de pneus pour le sec supplémentaire peut désormais être utilisé le samedi si les deux séances qui se sont déroulées le vendredi ont été déclarées comme disputées sous la pluie afin que les pilotes effectuent plus de tours le samedi.
- Des changements sont apportés concernant le couvre-feu à respecter par le personnel des équipes pour que les périodes de repos restent constantes, quel que soit le planning des séances lors des Grands Prix.
- Le directeur de course peut interdire l'usage de l'aileron arrière mobile s'il juge que la visibilité n'est pas assez bonne en conditions de pluie.

### Règlement technique: les nouveautés
- Le museau des voitures est abaissé à 550 mm par rapport au plan de référence au lieu de 625 mm pour garantir que toutes les parties du nez se trouvent à une hauteur inférieure à celle des côtés du cockpit et éviter un problème en cas de choc latéral.
- Le châssis est constitué de certains panneaux (« panneaux homologués ») réglementés afin d'atteindre un plus grand niveau de résistance pour protéger le pilote. Pour offrir une meilleure protection dans le cas d'un choc latéral, ces panneaux homologués voient leur hauteur accrue à 550 mm au-dessus du plan de référence comme la partie la plus haute du museau des monoplaces.
- Les structures absorbant l'énergie sur les côtés du châssis, qui agissent en zones de déformation dans le cas d'un choc latéral doivent subir un crash-test avant la saison. Elles doivent supporter une poussée horizontale pour vérifier qu'elles ne sauteront pas de la voiture dans le cas d'un choc qui ne serait pas exactement perpendiculaire.
- Chaque bras de suspension sortant de la carrosserie arrière ne peut le faire que par une seule ouverture. Avec l'ancien règlement, il était possible de fabriquer une carrosserie ondulée où les bras de suspension sortaient et rentraient plusieurs fois, cumulant plusieurs ouvertures légales.
- L'accord prévu en 2011 et pour une seule année concernant la répartition des masses de la monoplace est prolongé.
- La position des caméras, placées dans le nez des voitures et sur l'arceau ces dernières saisons, doit respecter un standard minimum afin que la qualité de l'image ne soit pas sacrifiée pour privilégier les appuis aérodynamiques.
- Les éléments de suspension (triangles, bras) sont liés par des limitations aérodynamiques. L'article 10.5.3 est modifié pour éviter que les montants ne dépassent au-delà du volume autorisé pour les écopes de freins.
- Le plancher (plan de référence) doit être plat avec une tolérance de fabrication réduite de 5 mm à 3 mm.
- Afin d'assurer que les câbles de retenue des roues offrent une véritable redondance en cas de problème sur un de leurs points de montage, ils doivent désormais avoir des points d’ancrage distincts.
- Le soufflage des échappements dans le diffuseur arrière est interdit. Les échappements doivent sortir dans une zone située dans une zone haute similaire à celle de 2008. Ils doivent respecter des angles et des diamètres de sortie particuliers de manière à prévenir d'autres restrictions.
- Le soufflage hors accélération est également interdit.
- Les pistolets pneumatiques, utilisés pour changer les pneumatiques lors des arrêts au stand, ne peuvent plus fonctionner à l'hélium qui permettait de fournir plus de puissance au pistolet pour une pression de gaz donnée.

## Pilotes et monoplaces
| Écurie                        | Constructeur  | Châssis | Moteur               | Pneus | no | Pilotes                           | Pilotes d'essais, de réserve ou de développement     |
| ----------------------------- | ------------- | ------- | -------------------- | ----- | -- | --------------------------------- | ---------------------------------------------------- |
| Red Bull Racing               | Red Bull      | RB8     | Renault RS27-2012    | P     | 1  | Sebastian Vettel                  | Sébastien Buemi                                      |
| Red Bull Racing               | Red Bull      | RB8     | Renault RS27-2012    | P     | 2  | Mark Webber                       | Sébastien Buemi                                      |
| Vodafone McLaren Mercedes     | McLaren       | MP4-27  | Mercedes AMG FO 108Z | P     | 3  | Jenson Button                     | Gary Paffett Oliver Turvey                           |
| Vodafone McLaren Mercedes     | McLaren       | MP4-27  | Mercedes AMG FO 108Z | P     | 4  | Lewis Hamilton                    | Gary Paffett Oliver Turvey                           |
| Scuderia Ferrari              | Ferrari       | F2012   | Ferrari 056          | P     | 5  | Fernando Alonso                   | Giancarlo Fisichella Marc Gené Davide Rigon          |
| Scuderia Ferrari              | Ferrari       | F2012   | Ferrari 056          | P     | 6  | Felipe Massa                      | Giancarlo Fisichella Marc Gené Davide Rigon          |
| Mercedes AMG Petronas F1 Team | Mercedes-Benz | F1 W03  | Mercedes AMG FO 108Z | P     | 7  | Michael Schumacher                | Sam Bird                                             |
| Mercedes AMG Petronas F1 Team | Mercedes-Benz | F1 W03  | Mercedes AMG FO 108Z | P     | 8  | Nico Rosberg                      | Sam Bird                                             |
| Lotus F1 Team                 | Lotus         | E20     | Renault RS27-2012    | P     | 9  | Kimi Räikkönen                    | Jérôme d'Ambrosio                                    |
| Lotus F1 Team                 | Lotus         | E20     | Renault RS27-2012    | P     | 10 | Romain Grosjean Jérôme d'Ambrosio | Jérôme d'Ambrosio                                    |
| Sahara Force India F1 Team    | Force India   | VJM05   | Mercedes AMG FO 108Z | P     | 11 | Paul di Resta                     | Jules Bianchi Gary Paffett                           |
| Sahara Force India F1 Team    | Force India   | VJM05   | Mercedes AMG FO 108Z | P     | 12 | Nico Hülkenberg                   | Jules Bianchi Gary Paffett                           |
| Sauber F1 Team                | Sauber        | C31     | Ferrari 056          | P     | 14 | Kamui Kobayashi                   | Esteban Gutiérrez                                    |
| Sauber F1 Team                | Sauber        | C31     | Ferrari 056          | P     | 15 | Sergio Pérez                      | Esteban Gutiérrez                                    |
| Scuderia Toro Rosso           | Toro Rosso    | STR7    | Ferrari 056          | P     | 16 | Daniel Ricciardo                  | Sébastien Buemi                                      |
| Scuderia Toro Rosso           | Toro Rosso    | STR7    | Ferrari 056          | P     | 17 | Jean-Éric Vergne                  | Sébastien Buemi                                      |
| Williams F1 Team              | Williams      | FW34    | Renault RS27-2012    | P     | 18 | Pastor Maldonado                  | Valtteri Bottas Susie Wolff,                         |
| Williams F1 Team              | Williams      | FW34    | Renault RS27-2012    | P     | 19 | Bruno Senna                       | Valtteri Bottas Susie Wolff,                         |
| Caterham F1 Team              | Caterham      | CT01    | Renault RS27-2012    | P     | 20 | Heikki Kovalainen                 | Giedo van der Garde Alexander Rossi Rodolfo González |
| Caterham F1 Team              | Caterham      | CT01    | Renault RS27-2012    | P     | 21 | Vitaly Petrov                     | Giedo van der Garde Alexander Rossi Rodolfo González |
| HRT Formula 1 Team            | HRT           | F112    | Cosworth CA2012k     | P     | 22 | Pedro de la Rosa                  | Dani Clos Vitantonio Liuzzi Ma Qing Hua              |
| HRT Formula 1 Team            | HRT           | F112    | Cosworth CA2012k     | P     | 23 | Narain Karthikeyan                | Dani Clos Vitantonio Liuzzi Ma Qing Hua              |
| Marussia F1 Team              | Marussia      | MR01    | Cosworth CA2012k     | P     | 24 | Timo Glock                        | María de Villota Max Chilton                         |
| Marussia F1 Team              | Marussia      | MR01    | Cosworth CA2012k     | P     | 25 | Charles Pic                       | María de Villota Max Chilton                         |

## Grands Prix de la saison 2012
Calendrier de la saison 2012, officialisé par la FIA :
| no  | Date         | Grand Prix                    | Lieu              | Vainqueur        | Écurie           | Pole position    | Record du tour     | Résumé |
| --- | ------------ | ----------------------------- | ----------------- | ---------------- | ---------------- | ---------------- | ------------------ | ------ |
| 859 | 18 mars      | Grand Prix d'Australie        | Melbourne         | Jenson Button    | McLaren-Mercedes | Lewis Hamilton   | Jenson Button      | Résumé |
| 860 | 25 mars      | Grand Prix de Malaisie        | Sepang            | Fernando Alonso  | Ferrari          | Lewis Hamilton   | Kimi Räikkönen     | Résumé |
| 861 | 15 avril     | Grand Prix de Chine           | Shanghai          | Nico Rosberg     | Mercedes         | Nico Rosberg     | Kamui Kobayashi    | Résumé |
| 862 | 22 avril     | Grand Prix de Bahreïn         | Sakhir            | Sebastian Vettel | Red Bull-Renault | Sebastian Vettel | Sebastian Vettel   | Résumé |
| 863 | 13 mai       | Grand Prix d'Espagne          | Barcelone         | Pastor Maldonado | Williams-Renault | Pastor Maldonado | Romain Grosjean    | Résumé |
| 864 | 27 mai       | Grand Prix de Monaco          | Monaco            | Mark Webber      | Red Bull-Renault | Mark Webber      | Sergio Pérez       | Résumé |
| 865 | 10 juin      | Grand Prix du Canada          | Montréal          | Lewis Hamilton   | McLaren-Mercedes | Sebastian Vettel | Sebastian Vettel   | Résumé |
| 866 | 24 juin      | Grand Prix d'Europe           | Valence           | Fernando Alonso  | Ferrari          | Sebastian Vettel | Nico Rosberg       | Résumé |
| 867 | 8 juillet    | Grand Prix de Grande-Bretagne | Silverstone       | Mark Webber      | Red Bull-Renault | Fernando Alonso  | Kimi Räikkönen     | Résumé |
| 868 | 22 juillet   | Grand Prix d'Allemagne        | Hockenheimring    | Fernando Alonso  | Ferrari          | Fernando Alonso  | Michael Schumacher | Résumé |
| 869 | 29 juillet   | Grand Prix de Hongrie         | Budapest          | Lewis Hamilton   | McLaren-Mercedes | Lewis Hamilton   | Sebastian Vettel   | Résumé |
| 870 | 2 septembre  | Grand Prix de Belgique        | Spa-Francorchamps | Jenson Button    | McLaren-Mercedes | Jenson Button    | Bruno Senna        | Résumé |
| 871 | 9 septembre  | Grand Prix d'Italie           | Monza             | Lewis Hamilton   | McLaren-Mercedes | Lewis Hamilton   | Nico Rosberg       | Résumé |
| 872 | 23 septembre | Grand Prix de Singapour       | Marina Bay        | Sebastian Vettel | Red Bull-Renault | Lewis Hamilton   | Nico Hülkenberg    | Résumé |
| 873 | 7 octobre    | Grand Prix du Japon           | Suzuka            | Sebastian Vettel | Red Bull-Renault | Sebastian Vettel | Sebastian Vettel   | Résumé |
| 874 | 14 octobre   | Grand Prix de Corée du Sud    | Yeongam           | Sebastian Vettel | Red Bull-Renault | Mark Webber      | Mark Webber        | Résumé |
| 875 | 28 octobre   | Grand Prix d'Inde             | New Delhi         | Sebastian Vettel | Red Bull-Renault | Sebastian Vettel | Jenson Button      | Résumé |
| 876 | 4 novembre   | Grand Prix d'Abou Dabi        | Yas Marina        | Kimi Räikkönen   | Lotus-Renault    | Lewis Hamilton   | Sebastian Vettel   | Résumé |
| 877 | 18 novembre  | Grand Prix des États-Unis     | Austin            | Lewis Hamilton   | McLaren-Mercedes | Sebastian Vettel | Sebastian Vettel   | Résumé |
| 878 | 25 novembre  | Grand Prix du Brésil          | Sao Paulo         | Jenson Button    | McLaren-Mercedes | Lewis Hamilton   | Lewis Hamilton     | Résumé |

## Déroulement de la saison et faits marquants du championnat

### Grand Prix d'Australie

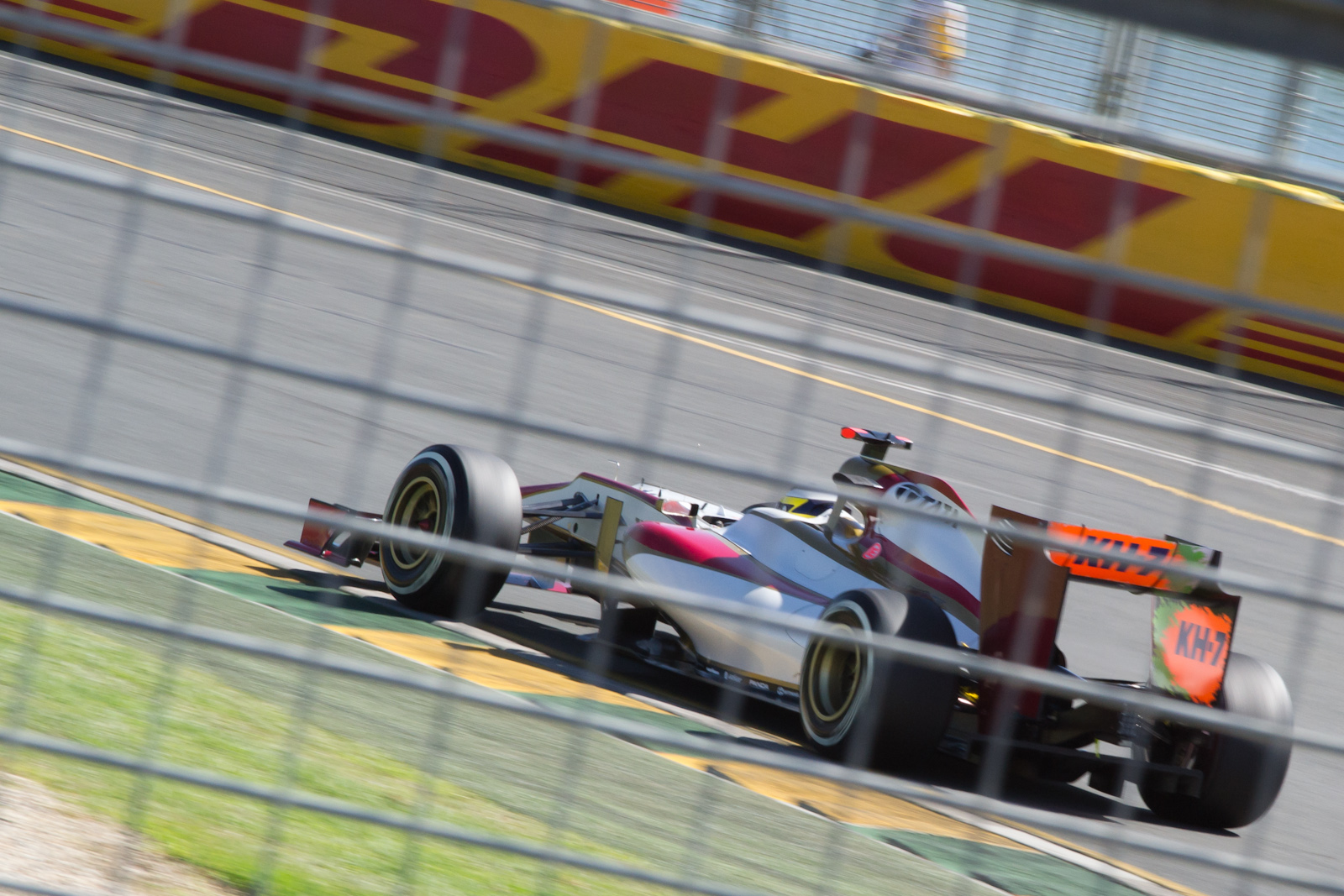
Pedro de la Rosa sur HRT, non qualifié à Melbourne.

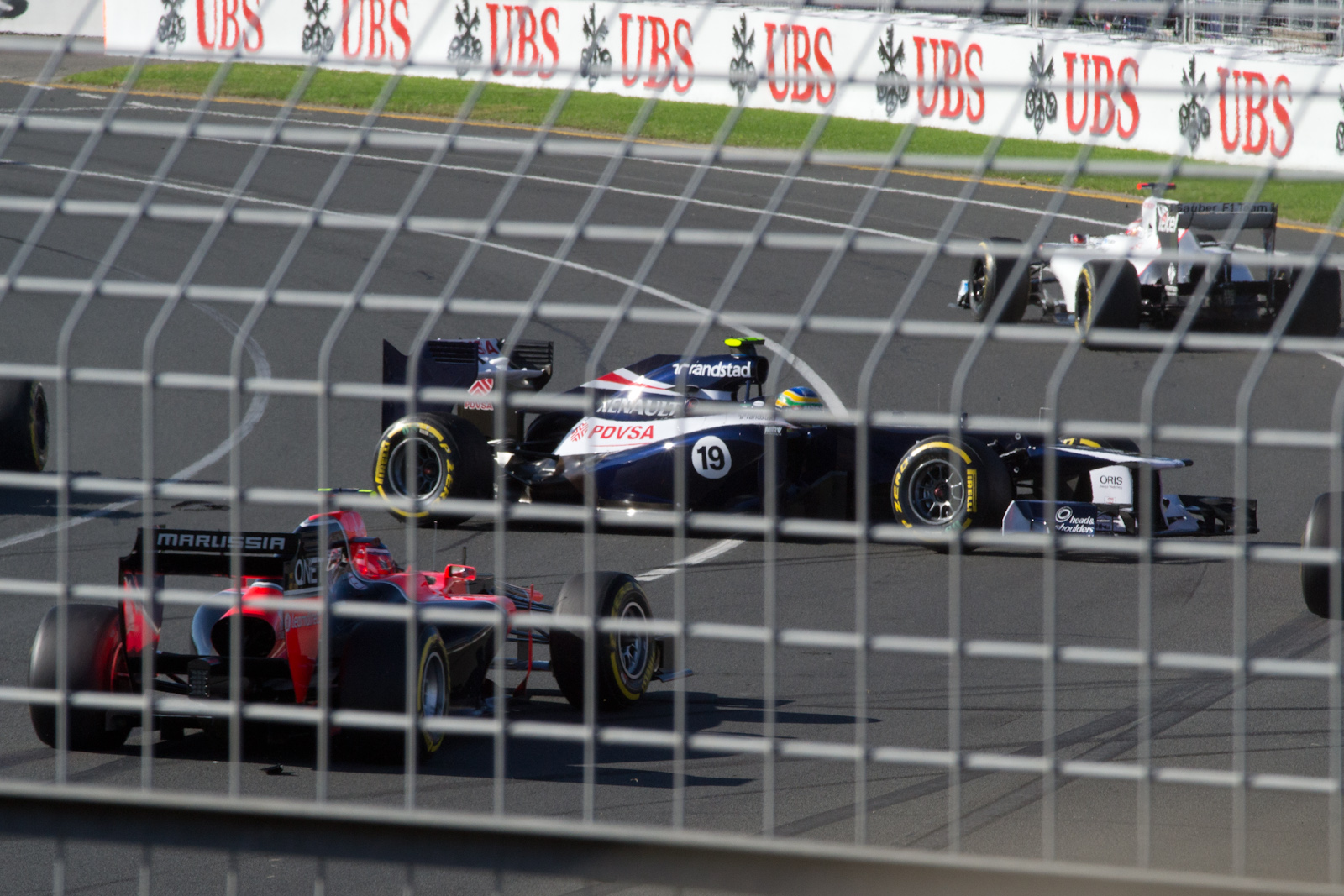
Le tête-à-queue de Bruno Senna au départ du Grand Prix.

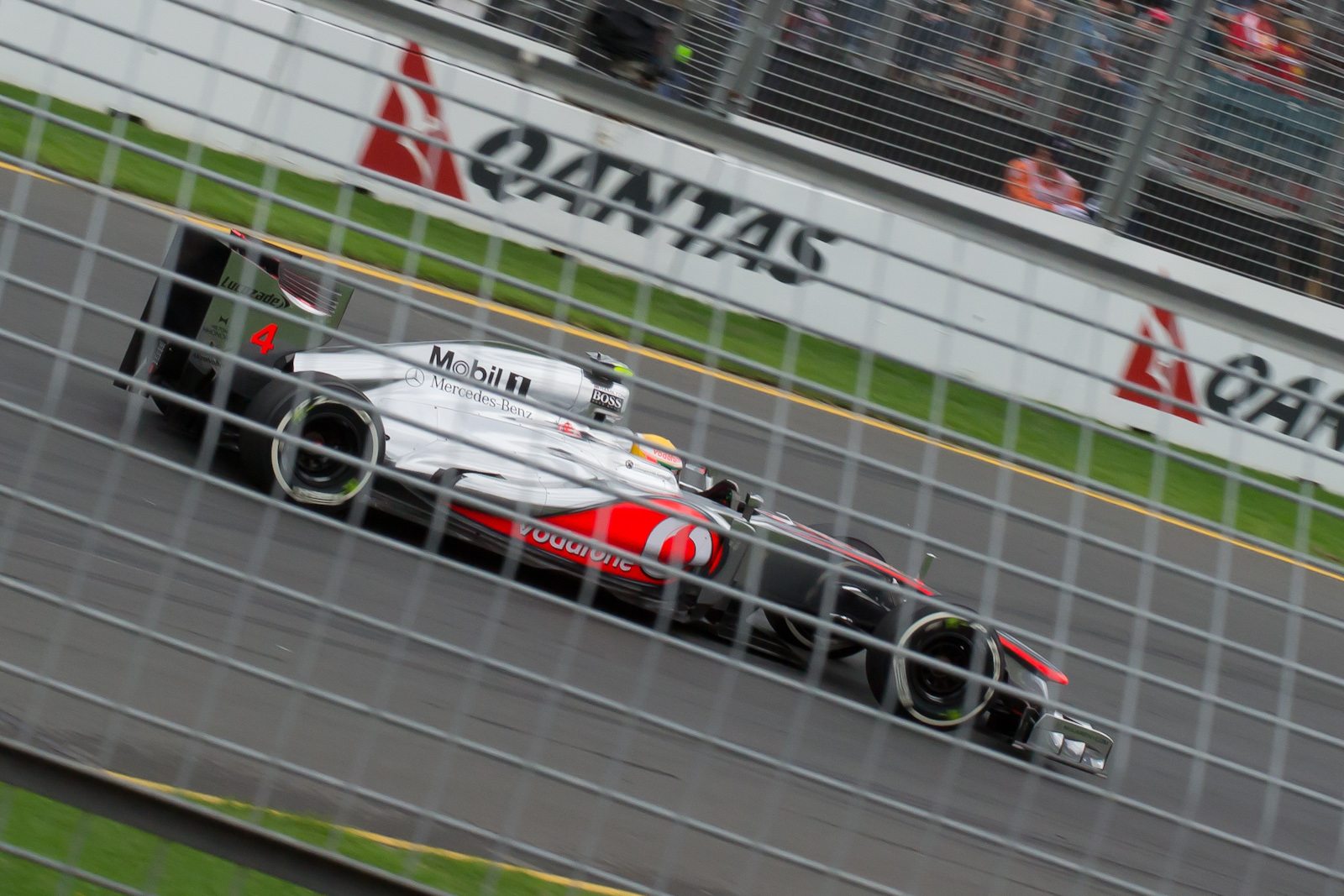
McLaren place deux voitures sur le podium de Melbourne.

Dès l'extinction des feux, Jenson Button s'engouffre en tête dans le premier virage, devançant son coéquipier Lewis Hamilton et Michael Schumacher. À la fin du premier tour, il précède Hamilton, Schumacher, Nico Rosberg, Sebastian Vettel, Romain Grosjean, Pastor Maldonado, Fernando Alonso, Mark Webber, Felipe Massa et Kamui Kobayashi,,.
Dans le deuxième tour, Grosjean s'accroche avec Maldonado et abandonne, roue avant-droite arrachée. Nico Hülkenberg abandonne également à la suite d'un accrochage dans la cohue du départ. En tête de course, Button prend immédiatement le large et, au sixième passage sur la ligne de départ, compte 3 secondes d’avance sur Hamilton, 9 s sur Schumacher, 11 s sur Vettel, 13 s sur Rosberg et Alonso, 14 s sur Webber, 18 s sur Massa, 19 s sur Maldonado et 20 s sur Sergio Pérez,,.
Au neuvième tour, Sebastian Vettel attaque Michael Schumacher et réussit à le dépasser au tour suivant à la faveur d'une panne de boîte de vitesses. Schumacher rentre au ralenti dans son stand pour abandonner. Pendant ce temps, Felipe Massa indique à son équipe que ses pneus arrière sont déjà détruits et est le premier à les changer au onzième tour. Rosberg l'imite au tour suivant, Alonso, Kobayashi, Paul di Resta au treizième, Webber, Kovalainen au quatorzième, Button, Vettel et Maldonado au seizième, Hamilton, Petrov au dix-septième, Räikkönen et Jean-Éric Vergne au tour suivant,,.
Au vingt-quatrième tour, Button est en tête avec 11 secondes d’avance sur Hamilton, 12 s sur Vettel, 17 s sur Alonso, 19 s sur Rosberg, 20 s sur Webber. Suivent Maldonado, Massa, Kobayashi et Räikkönen. À la mi-course, Lewis Hamilton réalise le meilleur tour en course sous la pression de Vettel tandis que Räikkönen prend l'avantage sur Kobayashi et Massa pour accéder à la huitième place. Massa rentre changer ses pneus au vingt-huitième tour, Rosberg au trente-et-unième, di Resta au trente-troisième, Alonso au tour suivant, Button, Hamilton et Kobayashi au trente-sixième. Vitaly Petrov, en panne, immobilise alors sa Caterham dans la ligne droite des stands, obligeant la sortie de la voiture de sécurité,,.
Vettel, Webber, Maldonado, Räikkönen, Charles Pic, Vergne, Timo Glock, Massa rentrent changer leurs pneus au trente-septième passage alors que la voiture de sécurité est en piste et Vettel en profite pour prendre la deuxième place à Hamilton. Au trente-huitième tour, derrière la voiture de sécurité, Button précède Vettel, Hamilton, Webber, Alonso, Maldonado, Perez, Rosberg, Räikkönen, Kobayashi, di Resta, Vergne, Massa, Bruno Senna et Daniel Ricciardo. Heikki Kovalainen, pilote retardataire à un tour, n'attend pas de passer la première ligne blanche juste avant les stands pour commencer à dépasser pour se dédoubler : il est sanctionné de cinq places de pénalité sur la grille de départ du prochain Grand Prix de Malaisie,,.
La course est relancée au quarante-et-unième et Button conserve l'avantage sur Vettel, Hamilton, Webber, Alonso et Maldonado. 
Kobayashi dépasse alors Räikkönen tandis que Jenson Button s'assure immédiatement un avantage de plus de deux secondes sur Vettel. Massa abandonne au quarante-huitième tour. Deux boucles plus tard, Button possède trois secondes d'avance sur Vettel et quatre secondes sur Hamilton. À la cinquième place, Alonso a fort à faire pour contenir Maldonado et doit laisser filer Mark Webber qui revient peu à peu sur Hamilton,,.
Dans le dernier tour, Maldonado sort de la piste et touche violemment le mur. Quelques secondes plus tard, Rosberg est au ralenti en piste avec un pneu crevé après un contact avec Pérez. Jenson Button remporte la victoire en devançant Sebastian Vettel et Lewis Hamilton. Suivent pour les points Webber, Alonso, Kobayashi, Räikkönen, Pérez, Ricciardo et di Resta,,. Au championnat du monde des constructeurs, McLaren possède 40 points et devance Red Bull Racing (30 points), Sauber (12 points), Ferrari (10 points), Lotus F1 Team (6 points), Scuderia Toro Rosso (2 points) et Force India (1 point).

### Grand Prix de Malaisie

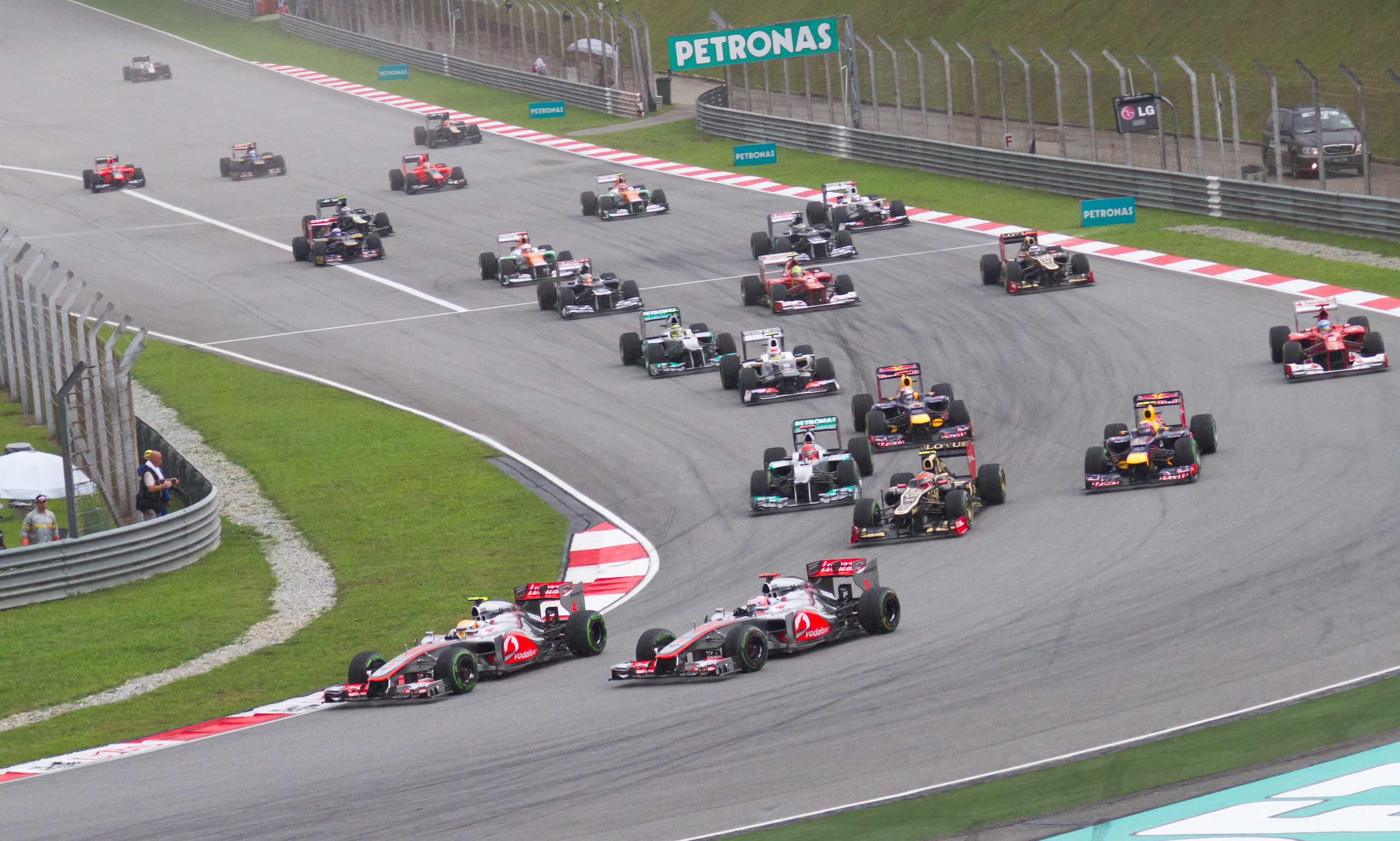
Le départ du Grand Prix.

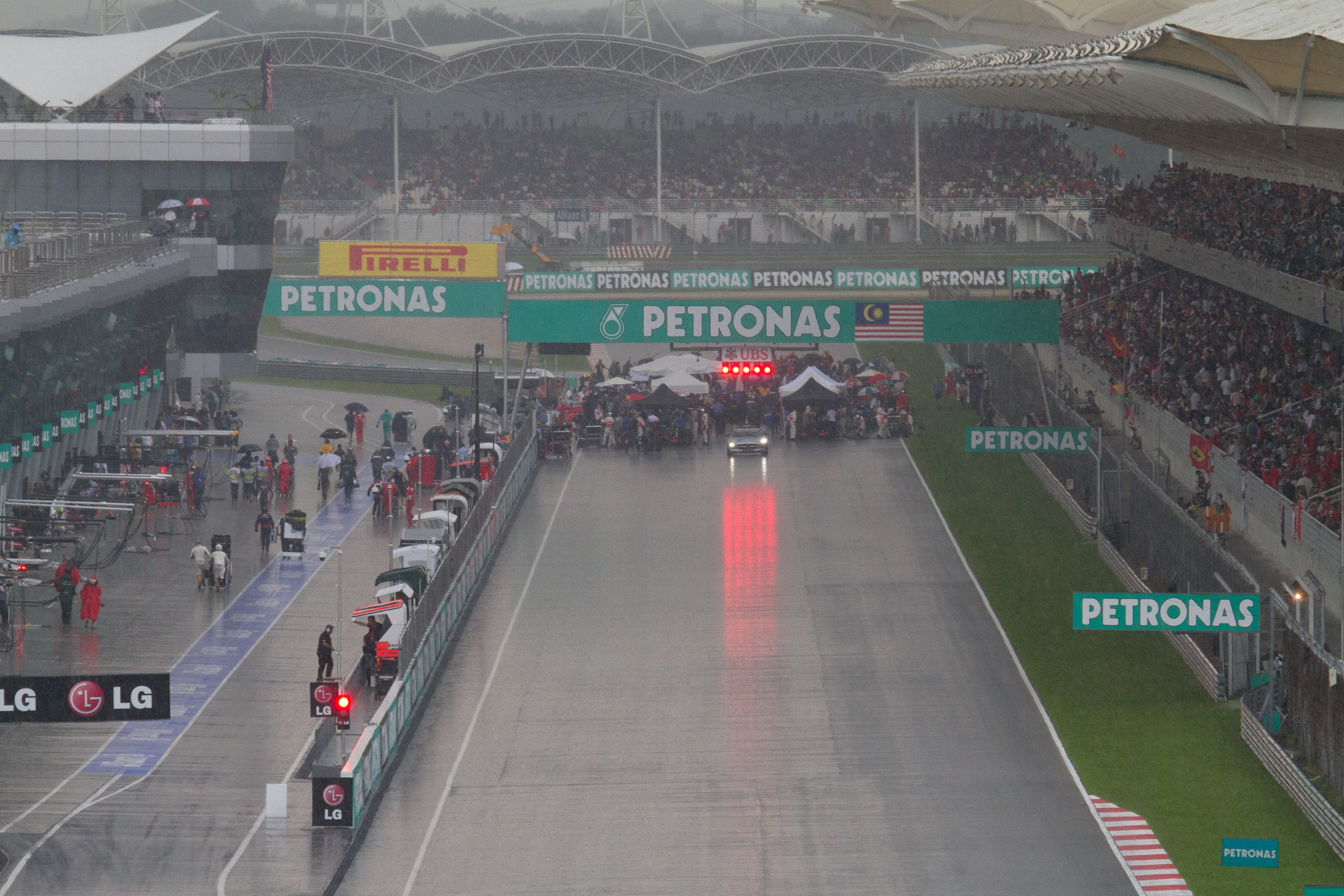
La grille de départ après l'arrêt de la course.

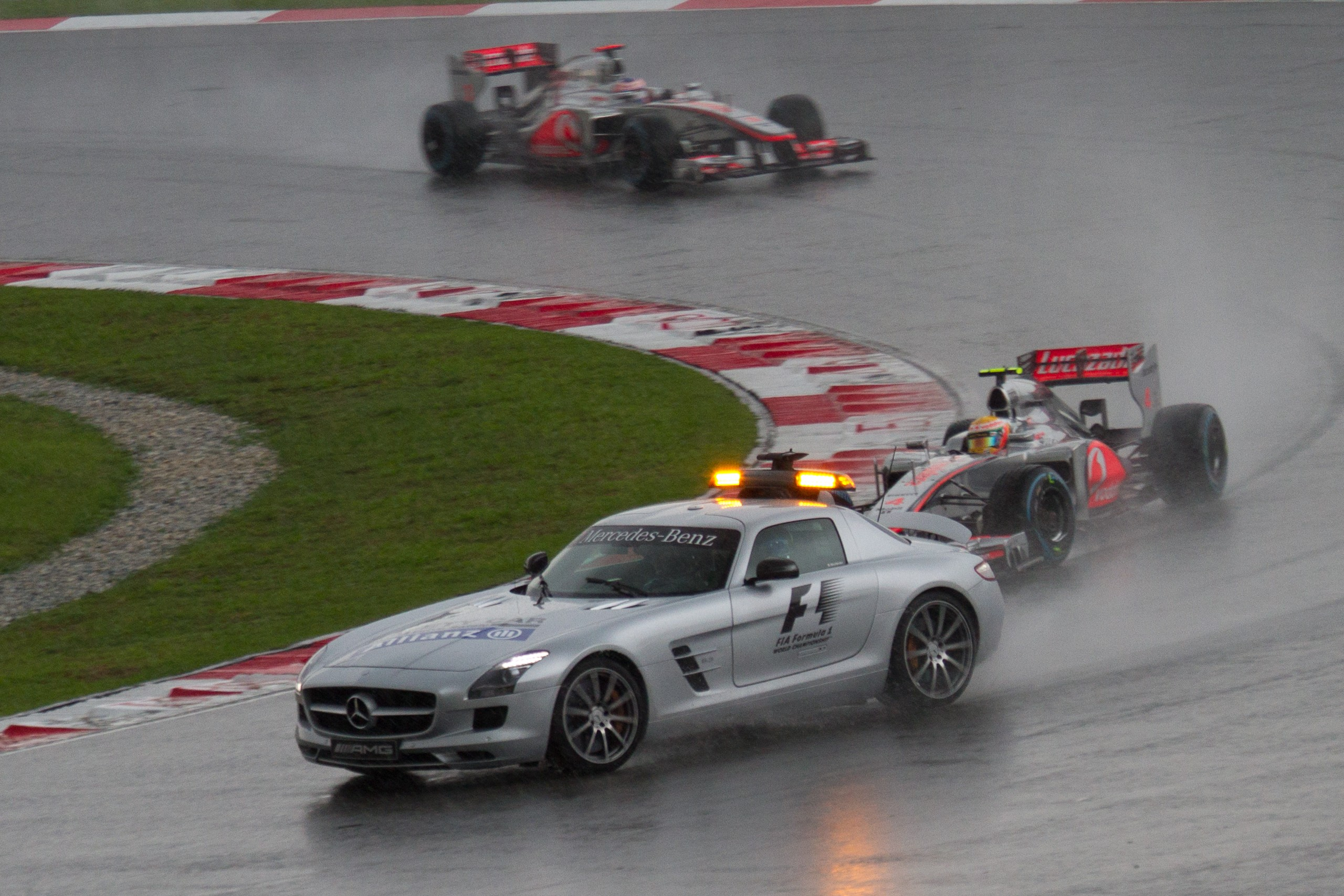
Lewis Hamilton et Jenson Button derrière la voiture de sécurité.

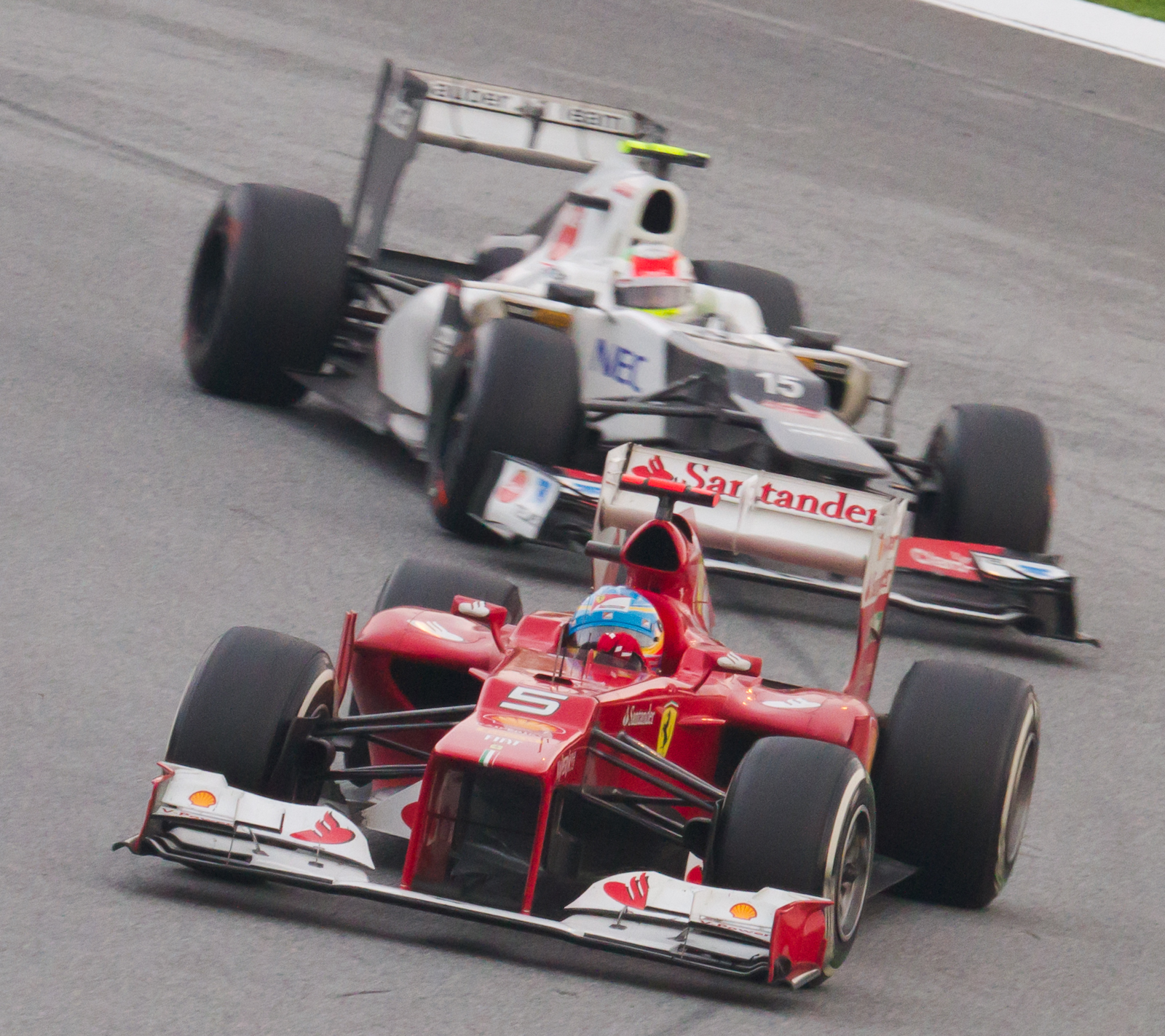
La lutte en tête entre Alonso et Pérez.

Les vingt-trois pilotes sur la grille de départ, Pedro de la Rosa ayant calé sur la grille du tour de formation, prennent le départ du Grand Prix de Malaisie sous une pluie légère et en pneus intermédiaires. À l'extinction des feux, Lewis Hamilton s'engouffre en tête dans le premier virage devant son coéquipier Jenson Button, Mark Webber, Romain Grosjean, Michael Schumacher, Sebastian Vettel, Fernando Alonso, et Nico Rosberg. Quelques instants plus tard, Michael Schumacher et Romain Grosjean partent à la faute après un accrochage et sombrent en fond de classement,,.
Au premier passage sur la ligne, Hamilton précède Button, Webber, Vettel, Alonso, Rosberg, Pastor Maldonado, Kimi Räikkönen, Kamui Kobayashi, Felipe Massa et Sergio Pérez. Certains pilotes rentrent au stand pour changer leurs pneus intermédiaires pour des pneus pluie car la pluie s’intensifie. Pérez rentre dès la fin du premier tour, Massa, Timo Glock et Charles Pic au troisième, Button, Alonso, Hülkenberg, Daniel Ricciardo, Vitaly Petrov, Heikki Kovalainen s'arrêtent dans le quatrième tour, Hamilton, Webber, Vettel, Rosberg, Maldonado, Räikkönen, Kobayashi et Schumacher au cinquième tour. Entretemps, Romain Grosjean abandonne, sa monoplace restant coincée dans un bac à graviers,,.
La direction choisit de neutraliser la course avec la voiture de sécurité. Le classement, derrière la voiture de sécurité est : Hamilton, Button, Pérez, Webber, Alonso, Vettel, Vergne, Massa, Rosberg, Karthikeyan, Hülkenberg, di Resta, Räikkönen, Maldonado, Schumacher, Kobayashi, de la Rosa, Ricciardo, Petrov, Glock, Kovalainen, Pic et Senna. Alors que le peloton achève son huitième tour, la direction de course interrompt la course sur drapeau rouge. La course est relancée après une interruption d'un peu moins d'une heure,.
La voiture de sécurité s'efface à l'entame du treizième tour. Alors que les conditions de piste sont désormais adaptées aux pneus intermédiaires, tous les pilotes sont en pneus pluie. Tandis que Lewis Hamilton se relance en tête de la course, Button, Rosberg, Räikkönen, Kobayashi, de la Rosa, Petrov, Glock et Senna plongent dans les stands chausser des pneus intermédiaires. Hamilton, Alonso, Webber, Massa, di Resta, Maldonado, Schumacher, Ricciardo et Kovalainen s'arrêtent au tour suivant et Sergio Pérez effectue le premier tour en tête de sa carrière en Formule 1. Quelques secondes plus tard, Jenson Button accroche Narain Karthikeyan et doit changer son aileron avant : il repart en fond de classement. Pérez, Vettel, Vergne, Hülkenberg, Pic, Karthikeyan et Maldonado s'arrêtent dans le quinzième tour et Fernando Alonso prend la tête de la course. Au seizième passage, il devance Pérez, Hamilton, Rosberg, Vettel, Räikkönen, Webber, Massa, di Resta, Vergne, Hülkenberg, Kobayashi, Schumacher, Senna, Ricciardo, Kovalainen et Petrov,,.
Sergio Pérez revient peu à peu sur Alonso alors que le reste du peloton est distancé par les deux hommes de tête. Rosberg change ses pneus au vingt-sixième tour tandis que Massa part à la faute et est dépassé par di Resta et Vergne. Quatre tours plus tard, Pérez ravit le meilleur tour en course à Alonso et revient à moins de six secondes de lui. Alonso entame le trente-neuvième tour avec Pérez dans son sillage à 1 s 3 alors que Ricciardo tente le pari de chausser des pneus pour le sec. Il est imité par Massa, Webber, di Resta, Senna, Schumacher, Maldonado, Rosberg, Button, Petrov, Glock et Pic qui rentrent au trente-neuvième tour. Alonso, Vettel, Räikkönen, Vergne, Hülkenberg et Kobayashi rentrent au tour suivant. Pérez et Hamilton font de même au quarante-et-unième tour : le Mexicain perd plusieurs secondes sur Alonso qui a tourné beaucoup plus vite que lui grâce à ses pneus slicks chaussés plus tôt,,.
Au quarante-deuxième passage, Alonso devance Pérez de 7 secondes, Hamilton de 19 s et Vettel de 23 s. Suivent Webber, Räikkönen, di Resta, Senna, Vergne et Hülkenberg. Au quarante-sixième tour, Pérez est revenu à 2 secondes d'Alonso. Pendant ce temps, Vettel crève après un contact avec Karthikeyan alors qu'il occupait la cinquième place. Au quarante-huitième tour, Pérez est à moins d'une seconde d'Alonso et peut utiliser son aileron arrière mobile pour tenter de le dépasser. Il part toutefois à la faute à la fin du quarante-neuvième tour et se retrouve à cinq secondes d'Alonso. Pastor Maldonado abandonne alors sur panne technique dans l'avant-dernier tour alors qu'il occupait la dixième place,,.
Fernando Alonso remporte la victoire devant Sergio Pérez et Lewis Hamilton. Suivent pour l'attribution des points : Webber, Räikkönen, Senna, di Resta, Vergne, Hülkenberg et Schumacher,. Alonso prend la tête du championnat du monde avec 35 points et devance Hamilton (30 points) et Button (25 points). Au championnat du monde des constructeurs, McLaren possède 55 points et devance Red Bull Racing (42 points), Ferrari (35 points), Sauber (30 points), Lotus F1 Team (16 points), Force India (9 points), Williams (8 points), Scuderia Toro Rosso (6 points) et Mercedes (1 point).

### Grand Prix de Chine
Vingt-trois pilotes sont sur la grille de départ car Jean-Éric Vergne s'élance depuis la voie des stands. Nico Rosberg prend un excellent départ depuis la pole position et, au premier passage sur la ligne, devance son coéquipier Michael Schumacher, Jenson Button, Kimi Räikkönen, Lewis Hamilton, Sergio Pérez, Kamui Kobayashi, Fernando Alonso, Mark Webber et Felipe Massa,,.
Nico Rosberg s'échappe rapidement et, au quatrième passage, compte 2 secondes d'avance sur Schumacher, 3 s sur Button, 4 s sur Räikkönen, 5 s sur Hamilton, 6 s sur Pérez, 7 s sur Kobayashi et 8 s sur Alonso. Mark Webber s'arrête le premier changer ses pneus au sixième tour et reprend la piste en vingtième position en pneus durs. Kobayashi, Vettel et Nico Hülkenberg s'arrêtent au neuvième tour, Räikkönen, Hamilton et Vitaly Petrov au suivant, Button, Romain Grosjean, Paul di Resta, Pastor Maldonado et Vergne au onzième, Schumacher, Alonso, Bruno Senna et Heikki Kovalainen au douzième et le leader Rosberg au suivant. Après cette vague de changements de pneus, Pérez mène devant Felipe Massa, aucun des deux ne s'étant arrêté,,.
Michael Schumacher abandonne juste après son changement de pneus car il a été libéré alors que l'écrou à l'avant-droit de sa monoplace n'était pas encore serré. Pérez change ses pneus au seizième tour et Felipe Massa est en tête de la course avec ses pneus durs du départ. Daniel Ricciardo et Pedro de la Rosa changent leurs pneus au dix-septième tour et Massa au passage suivant. Au dix-neuvième tour, Rosberg mène l'épreuve devant Button à 5 secondes, Hamilton à 6 s, Webber à 9 s, Raikkonen à 10 s, Alonso à 11 s, Kobayashi à 15 s, Grosjean à 16 s, Vettel à 17 s et Pérez à 18 s. Mark Webber est à nouveau le premier à lancer la vague de changements de pneus en rentrant au vingt-et-unième tour. Hamilton rentre au tour suivant, Button au vingt-quatrième, Kobayashi au suivant, Alonso au vingt-septième, Räikkönen, Vergne et Kovalainen au suivant, Senna, Petrov et Hülkenberg au trentième, Vettel au suivant, Grosjean, di Resta et de la Rosa au trente-deuxième, Maldonado, Ricciardo, Karthikeyan au trente-troisième, Rosberg et Webber au trente-quatrième (Webber changeant alors pour la troisième fois de pneumatiques) et Pérez au suivant,,.
Jenson Button mène la course mais doit encore s'arrêter une fois alors que Rosberg, à 9 secondes, tente le pari d'aller jusqu'au drapeau à damier avec ses pneus durs. Au trente-septième passage, Button devance Rosberg de 8 secondes, Hamilton est à 13 s, Alonso à 14 s, Massa à 22 s, Räikkönen à 23 s, Kobayashi, Vettel et Grosjean à 24 s, Senna à 29 s, Webber à 31 s et Maldonado à 33 s. Hamilton, Alonso, Kobayashi changent de pneus au trente-huitième tour et Button au suivant. Son arrêt prend énormément de temps et le fait chuter au classement. Rosberg récupère la première place devant Räikkönen et Vettel alors que Button est désormais quatrième après son long arrêt,,.
Au quarante-sixième passage, Rosberg précède Räikkönen, Vettel, Button, Webber, Hamilton, Senna, Grosjean, Maldonado, Alonso, Pérez, di Resta, Kobayashi, Massa et Hülkenberg. Räikkönen, dont les pneumatiques sont complètement détruits perd alors pied et chute jusqu'à la quatorzième place. Button, Hamilton et Webber prennent le dessus sur Vettel qui rétrograde en cinquième position. Grosjean dépasse Senna pour le gain de la sixième place et Kobayashi double son coéquipier pour accéder à la dixième place. En moins de dix tours, la hiérarchie en tête est donc totalement modifiée. Nico Rosberg remporte la première victoire de sa carrière en Formule 1 et devance donc Button, Hamilton, Webber, Vettel, Grosjean, Senna, Maldonado, Alonso et Kobayashi,,.
Hamilton prend la tête du championnat du monde avec 45 points et devance Button (43 points) et Alonso (37 points). Au championnat du monde des constructeurs, McLaren possède 88 points et devance Red Bull Racing (64 points), Ferrari (37 points), Sauber (31 points), Mercedes (26 points), Lotus F1 Team (24 points), Williams (18 points), Force India (9 points) et Scuderia Toro Rosso (6 points).

### Grand Prix de Bahreïn

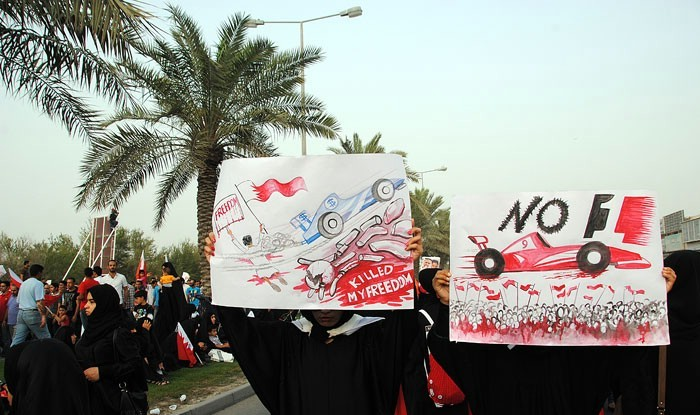
Le Grand Prix s'est déroulé dans une atmosphère de protestation à Bahreïn.

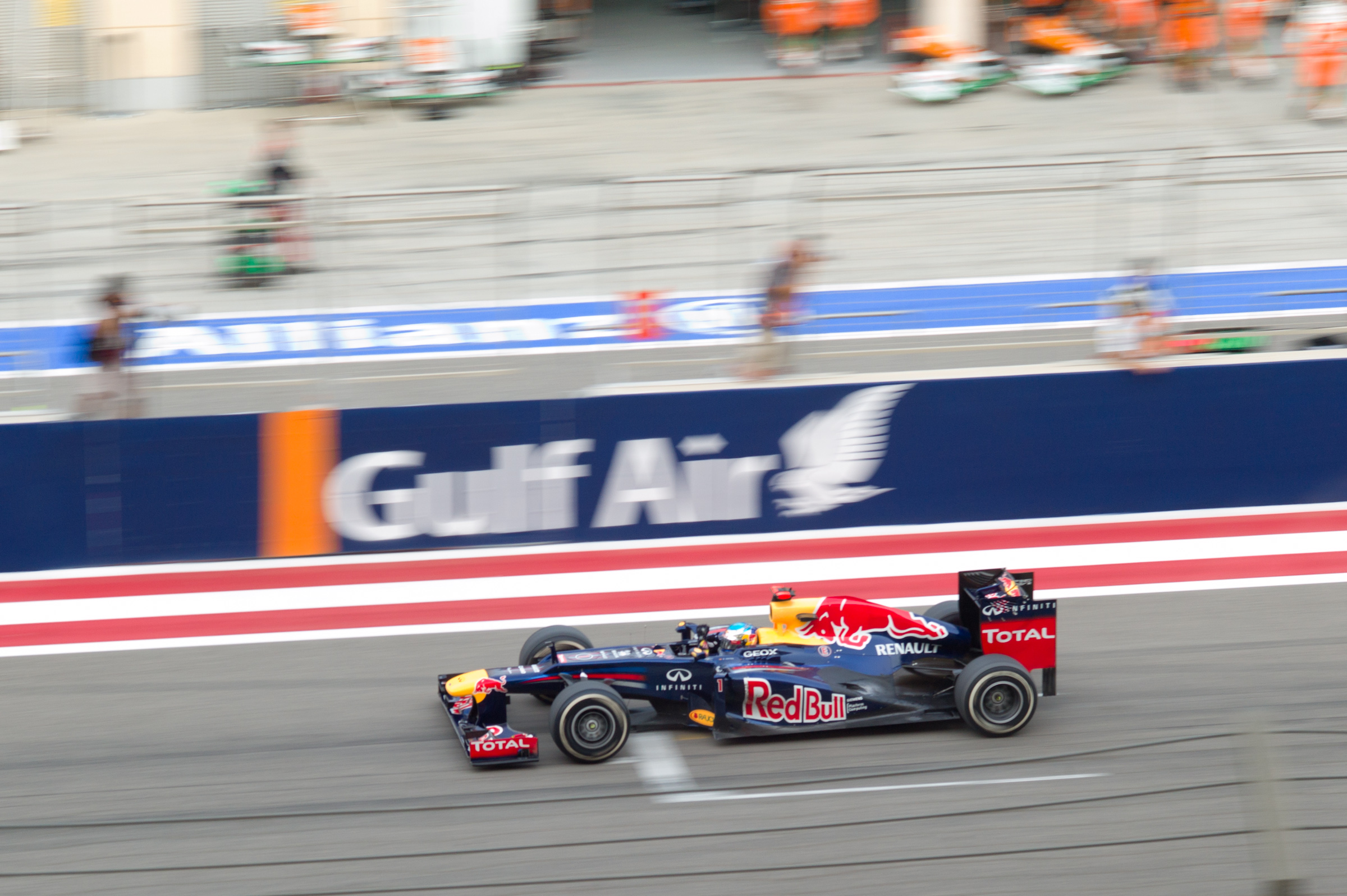
Sebastian Vettel remporte la victoire et prend la tête du championnat du monde.

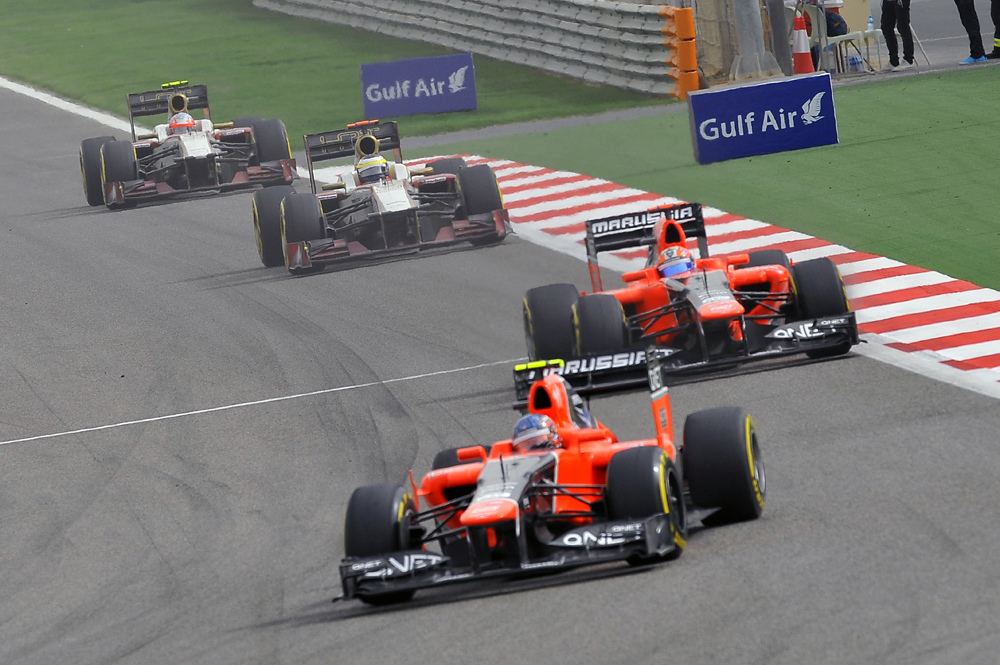
Deux Marussia et les deux HRT à Barheïn.

À l'extinction des feux. Sebastian Vettel conserve l'avantage procuré par sa pole position et s'engouffre en tête dans le premier virage. Il devance Lewis Hamilton, Mark Webber, Romain Grosjean, Fernando Alonso, Jenson Button, Kimi Räikkönen, Felipe Massa et Nico Rosberg. Romain Grosjean dépasse Mark Webber au troisième tour et son coéquipier Räikkönen prend l'avantage sur Massa pour le gain de la huitième place. Quelques instants plus tard, Grosjean réalise le meilleur tour en course et dépasse Hamilton pour pointer deuxième derrière Vettel tandis que Räikkönen dépasse Jenson Button et Fernando Alonso,,.
Button change ses pneus au neuvième tour, Hamilton, Webber et Alonso au dixième, Grosjean au tour suivant et Vettel au douzième. Lewis Hamilton rencontre un souci au stand avec sa roue arrière gauche et perd beaucoup de temps. De retour en piste, il se retrouve aux prises avec Rosberg qui le tasse vers la droite, et sort largement de la piste pour le dépasser. Tous les pilotes aux avant-postes sont désormais chaussés de pneus durs sauf Raïkkönen qui a économisé un train de gommes tendres durant les essais qualificatifs. Le Finlandais fausse compagnie à Webber pour le gain de la troisième place et revient sur son équipier. Les deux Lotus remontent rapidement sur Vettel, toujours en tête de la course. Après dix-huit tours, Vettel devance Grosjean, Raïkkönen, Webber, Button, Hamilton, Alonso, Rosberg, Massa et Pérez. Au vingt-troisième tour, Räikkönen est revenu à une demi-seconde de son coéquipier tandis que Massa et Button rentrent changer leurs pneus,,.
Räikkönen, en pneus tendres, prend l'avantage sur Grosjean en pneus durs. Webber, Hamilton, Alonso et Rosberg s'arrêtent au vingt-quatrième tour, Räikkönen au suivant. Rosberg réédite sa manœuvre entreprise plus tôt à l'encontre d'Hamilton en poussant Alonso vers l'extérieur de la piste. Vettel et Grosjean rentrent au stand au vingt-cinquième tandis que Pastor Maldonado part en tête-à-queue et doit rentrer au stand au ralenti. Après ce second changement de pneus, Räikkönen, désormais en pneus durs, revient sur Vettel en pneus tendres. L'écart n'est que de deux secondes au vingt-huitième tour mais l'Allemand réagit et réalise le meilleur tour en course. Au trentième tour, Vettel devance Räikkönen, Grosjean, Webber, di Resta, Button, Kobayashi, Rosberg, Alonso et Massa,,.
L'écart se stabilise entre les deux hommes de tête alors que Romain Grosjean, troisième, est à moins de dix secondes. Raïkkönen revient peu à peu sur Vettel au point de pouvoir activer son aileron arrière mobile pour tenter de le dépasser. L'Allemand connaît des ennuis avec son SREC alors qu'il est sous la menace de Raïkkönen depuis plusieurs tours. Cette lutte en tête fait les affaires de Grosjean qui leur reprend trois secondes. Vettel et Raïkkönen rentrent aux stands au même moment pour effectuer leur dernier changement de pneus. Vettel se constitue un matelas de trois secondes d'avance sur Raïkkönen. Suivent Grosjean, Webber, di Resta (qui ne s'est arrêté qu'à deux reprises), Rosberg, Button, Alonso, Hamilton et Massa,,.
À cinq tours du but, Rosberg prend l'avantage sur di Resta pour le gain de la sixième place. À trois tours du but, Jenson Button attaque à son tour di Resta mais doit rentrer au stand, victime d'une crevaison lente. Il ressort en pneus tendres, réalise le meilleur tour en course, puis rentre à nouveau au stand au ralenti pour abandonner, victime d'un problème de différentiel, ce qui permet à Michael Schumacher d'entrer dans les points. Vettel réalise un hat trick et Lotus F1 Team place ses deux monoplaces sur le podium, avec Raïkkönen second et Grosjean troisième. Webber termine quatrième devant Rosberg, di Resta, Alonso, Hamilton, Massa et Schumacher,,.
Vettel prend la tête du championnat du monde avec 53 points et devance Hamilton (49 points) et Webber (48 points). Au championnat du monde des constructeurs, Red Bull Racing possède 101 points et devance désormais McLaren (92 points), Lotus F1 Team (57 points), Ferrari (45 points), Mercedes (37 points), Sauber (31 points), Williams (18 points), Force India (17 points) et Scuderia Toro Rosso (6 points).

### Grand Prix d'Espagne
Pastor Maldonado est en pole position pour la première fois de sa carrière et partage la première ligne avec Fernando Alonso. À l'extinction des feux, Alonso s'engouffre en tête dans le premier virage et devance Maldonado, Kimi Räikkönen, Nico Rosberg et Romain Grosjean. Le Français s'accroche légèrement avec Sergio Pérez et casse un élément de son aileron avant tandis que Pérez, victime d'une crevaison, doit s'arrêter dès le deuxième tour pour changer de pneus. Au sixième tour, Alonso précède Maldonado, Räikkönen, Rosberg, Grosjean, Michael Schumacher, Sebastian Vettel, Jenson Button, Kamui Kobayashi et Jean-Éric Vergne. Au tour suivant, Webber change ses pneumatiques alors qu'il occupait la douzième place, Vettel l'imite au huitième tour, Kobayashi au tour suivant, Rosberg et Paul di Resta au dixième, Alonso, Vergne, Felipe Massa, Nico Hülkenberg, Vitaly Petrov, Grosjean, Schumacher et Massa au onzième et Maldonado au douzième. Quelques minutes plus tard, Michael Schumacher tente de doubler Bruno Senna au freinage du premier virage mais le percute violemment à l'arrière : les deux pilotes abandonnent,,.
Lewis Hamilton change ses pneus au quinzième tour mais, comme cela est déjà arrivé lors de Grands Prix précédents, l'équipe lui fait perdre un temps précieux. Au dix-septième tour, Alonso mène devant Maldonado, Räikkönen, Rosberg, Grosjean, Vettel, Button et Kobayashi. Son avantage sur Maldonado est passé à presque quatre secondes. Mark Webber lance la seconde phase de changements de pneumatiques au dix-neuvième tour et change également son aileron avant qui ne lui donne pas satisfaction. L'Australien remonte en piste à la dix-septième place. Pérez change ses pneus dans le même tour tandis que Maldonado revient sur Alonso en tête de course : au vingt-et-unième passage, l'écart est désormais inférieur à deux secondes. Maldonado change ses pneus au vingt-cinquième tour, Hamilton et Alonso au vingt-sixième, Grosjean au suivant, Räikkönen et Vettel au vingt-huitième. Alonso reprend la piste derrière Maldonado,,.
Lewis Hamilton est revenu dans les échappements de Massa, mais n'a pas à forcer son talent pour le doubler : Massa et Vettel doivent purger une pénalité (drive-through) pour dépassement sous drapeaux jaunes. À la mi-course, Alonso revient à six secondes de Maldonado. Hamilton change ses pneus au trente-cinquième tour alors que l'écart entre Maldonado et Alonso continue à se réduire : quatre secondes au quarantième tour. Button change ses pneus au trente-huitième tour, Hülkenberg au trente-neuvième, Rosberg, Webber et Vergne au suivant, Maldonado et Kobayashi au quarante-et-unième, Vettel au quarante-deuxième, Alonso au quarante-quatrième et Räikkönen au quarante-huitième. Comme son coéquipier plus tôt dans la course, Vettel change son aileron avant qui ne donne pas satisfaction,,.
Si Räikkönen et Grosjean ont désormais des pneus leur permettant d'envisager d'aller au bout de la course, la question demeure pour les deux leaders, Maldonado et Alonso qui sont roues dans roues puisque moins d'une seconde les sépare, Alonso pouvant maintenant utiliser son aileron arrière mobile pour tenter de dépasser son rival. Au cinquantième tour, Maldonado précède Alonso, Grosjean (à 19 secondes), Räikkönen (à 21 secondes), Rosberg, Kobayashi, Hamilton, Button, Vettel et Hülkenberg. Romain Grosjean s'arrête alors changer de pneus et reprend la piste derrière son coéquipier : il n'est plus en lice pour la victoire. Räikkönen, quant à lui, remonte au rythme de plus d'une seconde au tour sur Alonso et Maldonado, toujours séparés par moins d'une seconde. À dix tours de l'arrivée, Maldonado et Alonso, sous la pression de Räikkönen, ne peuvent plus se permettre de changer de pneumatiques s'ils veulent conserver leurs chances de victoire,,.
Au cinquante-quatrième passage, Alonso lâche finalement prise pendant que Sebastian Vettel prend l'avantage sur Hamilton en très grande difficulté avec ses pneus. Pastor Maldonado signe sa première victoire en Formule 1, la première d'une Williams depuis le Grand Prix du Brésil 2004 avec Juan Pablo Montoya. Fernando Alonso termine à la deuxième place juste devant Räikkönen. Suivent Grosjean, Kobayashi, Vettel, Rosberg, Hamilton, Button et Hülkenberg,,. Vettel conserve la tête du championnat du monde à égalité de points avec Alonso (61 points). Ils devancent Hamilton (53 points), Räikkönen (49 points) et Webber (48 points). Au championnat du monde des constructeurs, Red Bull Racing possède 109 points et devance McLaren (98 points), Lotus F1 Team (84 points), Ferrari (63 points), Williams (43 points), Mercedes (43 points), Sauber (41 points), Force India (18 points) et Scuderia Toro Rosso (6 points).

### Grand Prix de Monaco

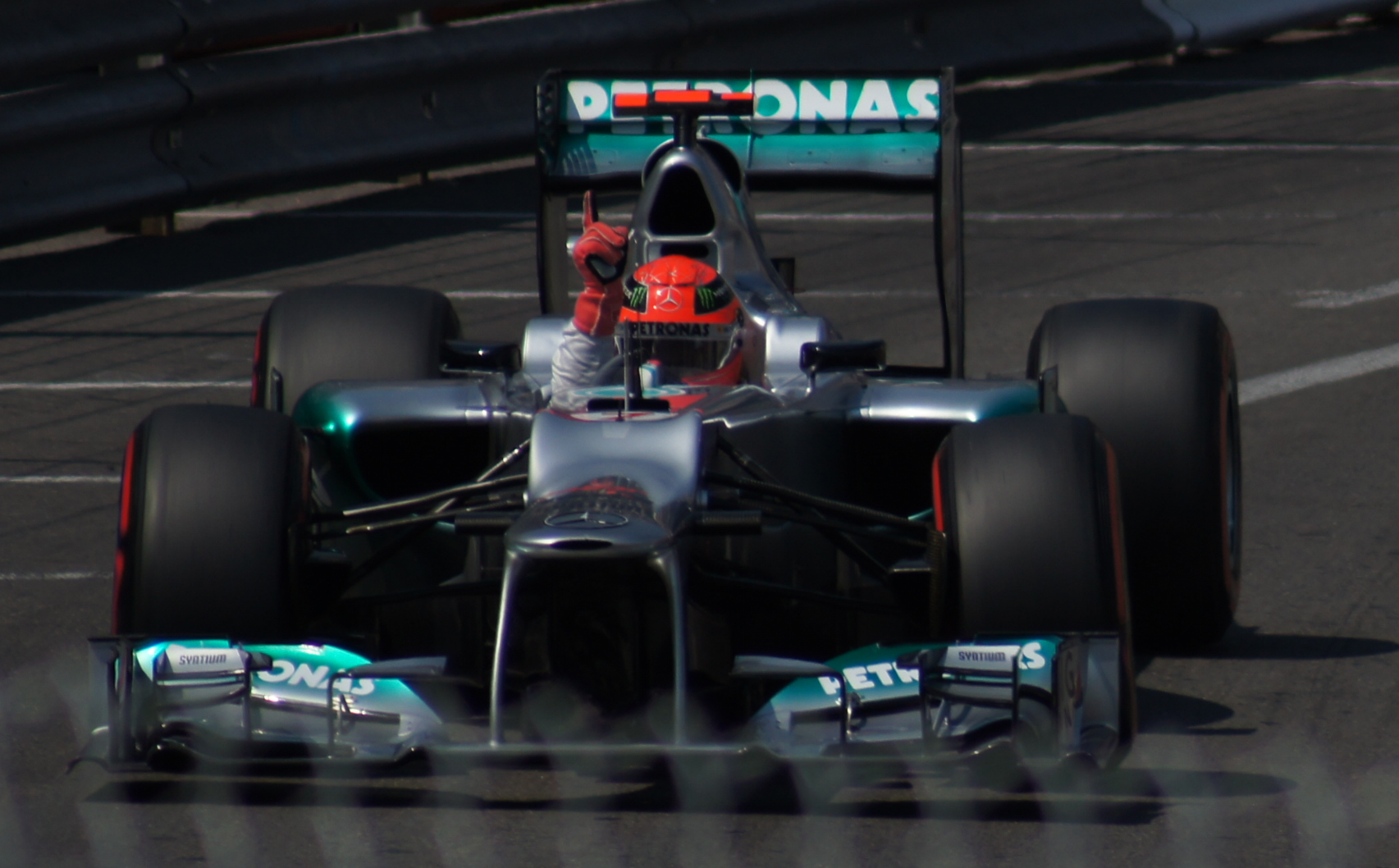
Michael Schumacher réalise le meilleur temps des qualifications, mais ne décroche pas pour autant la pole position à cause d'une pénalité de cinq places.

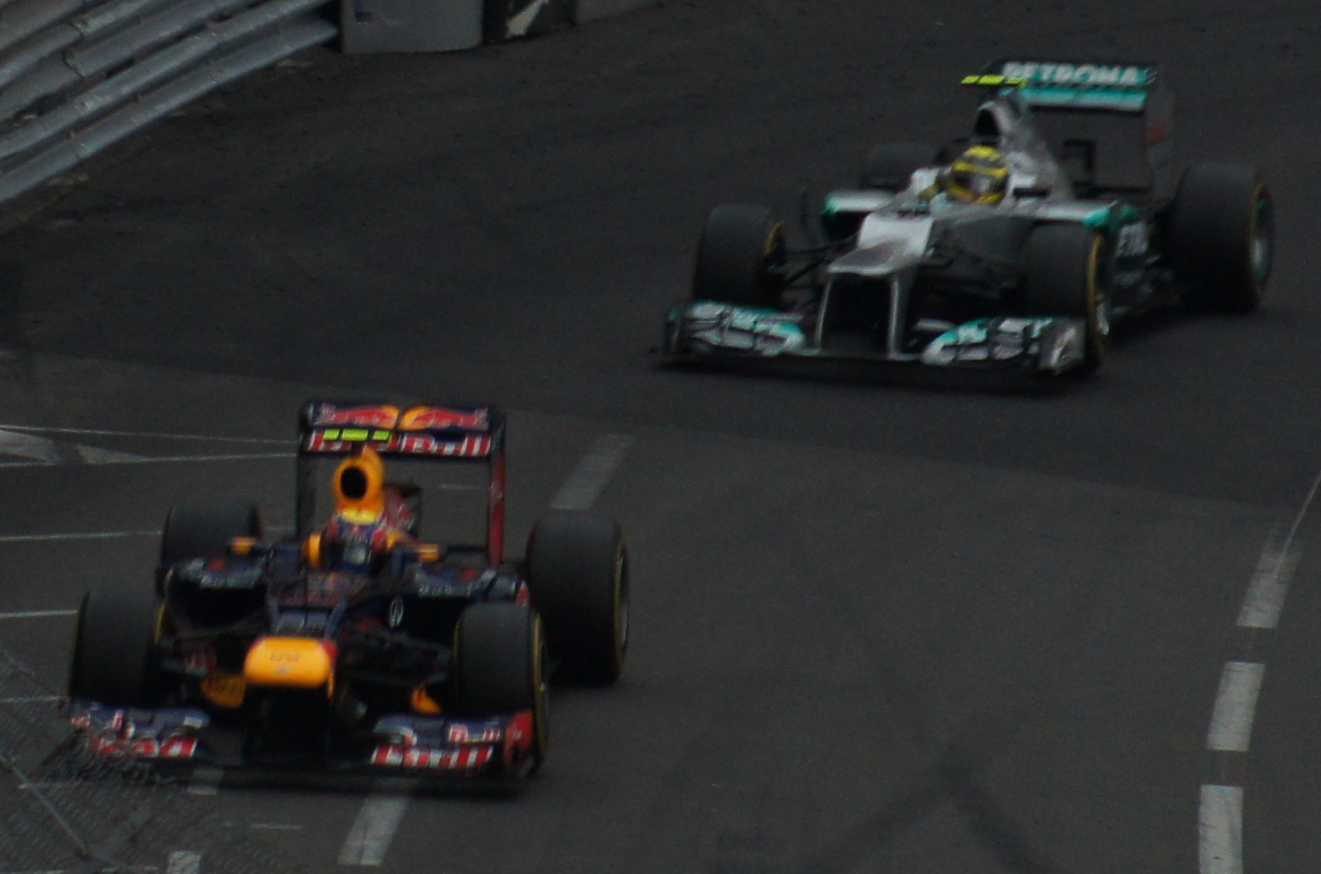
Dans le dernier tour de course, Mark Webber, futur vainqueur, est talonné par Nico Rosberg, second sous le drapeau à damier.

Mark Webber est en pole position pour la première fois de la saison et partage la première ligne avec Nico Rosberg. Alors que tous les pilotes du haut de la grille sont en pneus tendres, Sebastian Vettel, neuvième, est le seul à avoir choisi de s'élancer en pneus durs. À l'extinction des feux, Webber conserve la tête de la course devant Nico Rosberg, Lewis Hamilton, Fernando Alonso, Felipe Massa et Sebastian Vettel. Romain Grosjean rate son envol à cause d'un souci d'embrayage, est légèrement touché par Alonso sur sa droite et percute Michael Schumacher en se décalant sur la gauche. Le Français casse sa suspension arrière gauche, part en tête-à-queue et abandonne. Cet accident a des conséquences à l'arrière du peloton puisque Pastor Maldonado, Pedro de la Rosa et Kamui Kobayashi abandonnent tous les trois à la suite de contacts provoqués par un carambolage. La voiture de sécurité entre en piste pour permettre aux commissaires de piste d'évacuer les nombreux débris,,.
Derrière la voiture de sécurité, Webber devance Rosberg, Hamilton, Alonso, Massa, Vettel, Kimi Räikkönen, Schumacher, Nico Hülkenberg, Bruno Senna, Paul di Resta, Daniel Ricciardo, Heikki Kovalainen, Jenson Button, Timo Glock, Charles Pic, Jean-Éric Vergne, Sergio Pérez, Vitaly Petrovet Narain Karthikeyan,,.
La course est relancée au troisième tour et Mark Webber parvient peu à peu à creuser un écart sur ses poursuivants. Au treizième tour, l'Australien a presque 2 secondes d'avance sur Rosberg, 3 s sur Hamilton, 6 s sur Alonso, 7 s sur Massa, 8 s sur Vettel, 9 s sur Räikkönen et Schumacher, 10 s sur Hülkenberg et 12 s sur Senna,,. Vergne s'arrête le premier changer ses pneus au dix-septième tour tandis que les autres pilotes retardent au maximum leur arrêt car la pluie est annoncée. Ainsi, Rosberg s'arrête dix tours plus tard, Webber, Hamilton, Räikkönen, Hülkenberg, Senna au vingt-neuvième tour, Alonso, Kovalainen et Glock au suivant, Massa au trente-et-unième tour, Schumacher et Pérez au trente-quatrième et di Resta au suivant. Seul Sebastian Vettel, parti en pneus durs, ne s'est pas arrêté et mène désormais la course devant Webber, Rosberg, Alonso, Hamilton et Massa. Vettel s'arrête au quarante-sixième tour et reprend la piste devant Lewis Hamilton, en quatrième position,,.
Au quarante-septième passage, Webber possède 1 seconde d'avance sur Rosberg, 2 secondes sur Alonso, 3 secondes sur Vettel et 4 secondes sur Hamilton ; suivent Massa, Schumacher, Vergne, di Resta et Hülkenberg. Tous les pilotes baissent alors leur rythme de course pour aller jusqu'au drapeau à damier sans avoir à changer une nouvelle fois de pneumatiques. À une quinzaine de tours de l'arrivée, Michael Schumacher, victime d'ennui de pression d'essence, se fait dépasser par Jean-Éric Vergne, qui accède à la septième place, Paul di Resta puis Nico Hülkenberg avant d'abandonner au soixante-troisième tour,,.
Alors qu'il reste douze tours, la pluie fait son apparition de façon très sporadique. Mark Webber, par prudence, ralentit et tous ses poursuivants comblent leur retard sur lui. Nico Rosberg est désormais à moins d'une seconde de l'Australien au soixante-huitième tour. À huit tours du terme, il n'y a plus que 3 secondes d'écart entre Webber, toujours premier, et Massa, sixième. Si l'averse s'intensifie, la piste n'est toujours pas assez humide pour chausser des pneus intermédiaires. Pour autant, Vergne rentre changer ses pneus au soixante-dixième tour et ressort des stands en pneus intermédiaires, désormais hors des points. Heikki Kovalainen, douzième, doit également passer par les stands car il a cassé son aileron avant en défendant sa position face à Button,,. Mark Webber remporte la victoire, ce qui fait de lui le sixième vainqueur différent en six Grands Prix. Rosberg termine deuxième et Fernando Alonso complète le podium ; suivent pour l'attribution des points : Sebastian Vettel, Lewis Hamilton, Felipe Massa, Paul di Resta, Nico Hülkenberg, Kimi Räikkönen et Bruno Senna,,.
Alonso est désormais en tête du championnat du monde avec 76 points et devance Vettel, à égalité de points avec Webber (73 points). Ils précèdent Hamilton (63 points), Rosberg (59 points) et Räikkönen (51 points). Au championnat du monde des constructeurs, Red Bull Racing possède 146 points et devance McLaren (108 points), Lotus F1 Team (86 points), Ferrari (86 points également), Mercedes (61 points), Williams (44 points), Sauber (41 points), Force India (28 points) et Scuderia Toro Rosso (6 points).

### Grand Prix du Canada

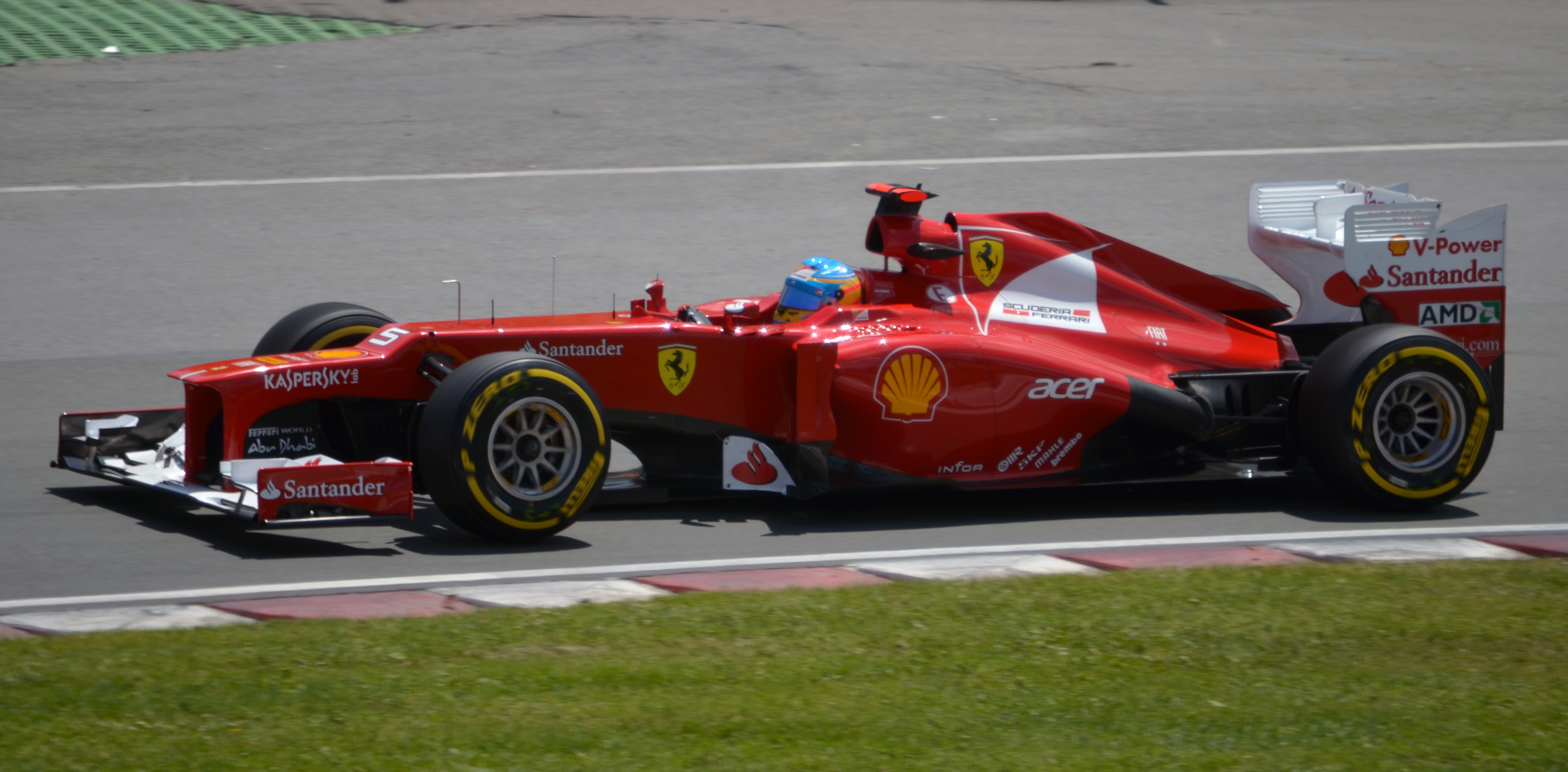
Fernando Alonso au Grand Prix du Canada.

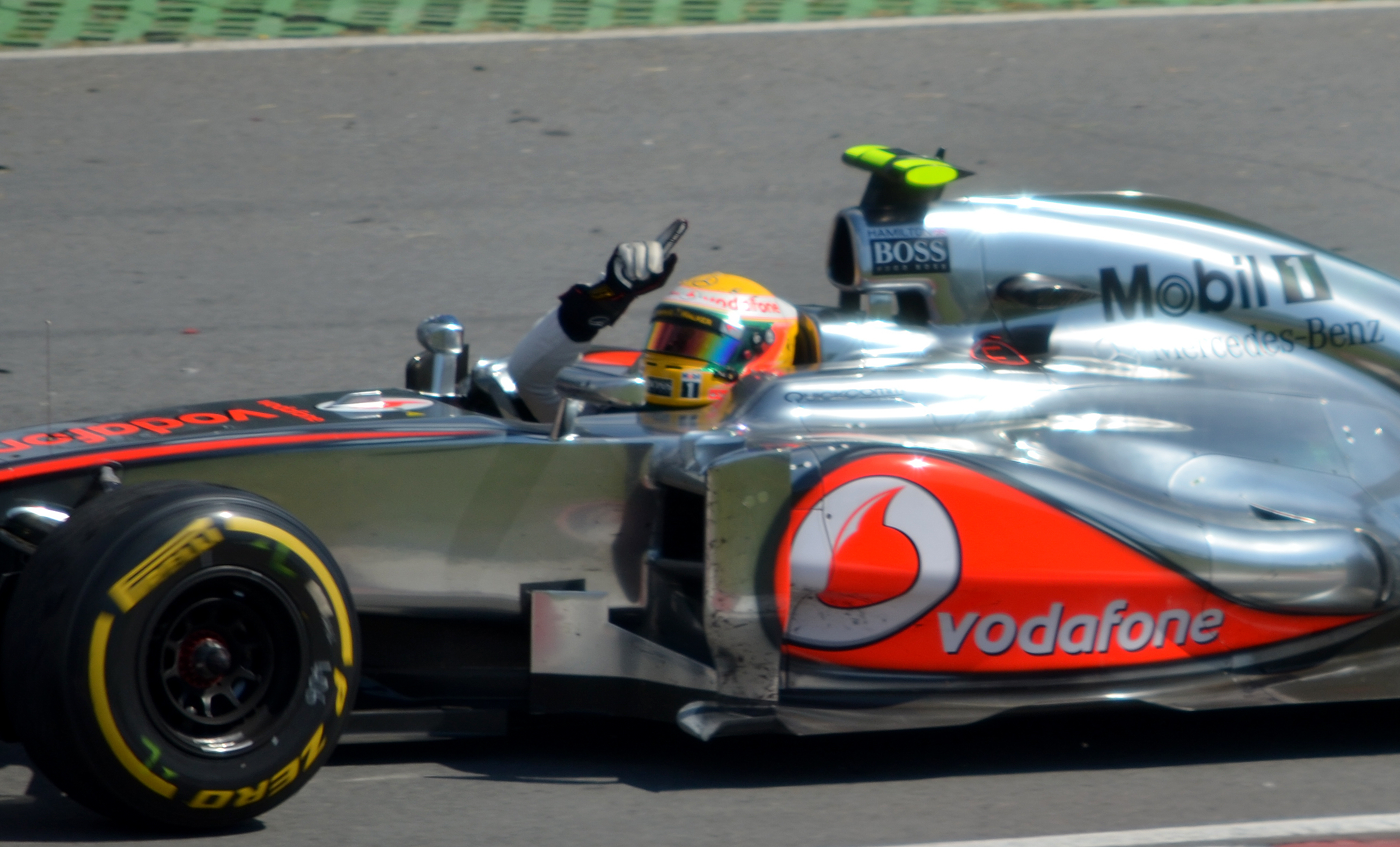
Lewis Hamilton célébrant sa victoire au Grand Prix du Canada.

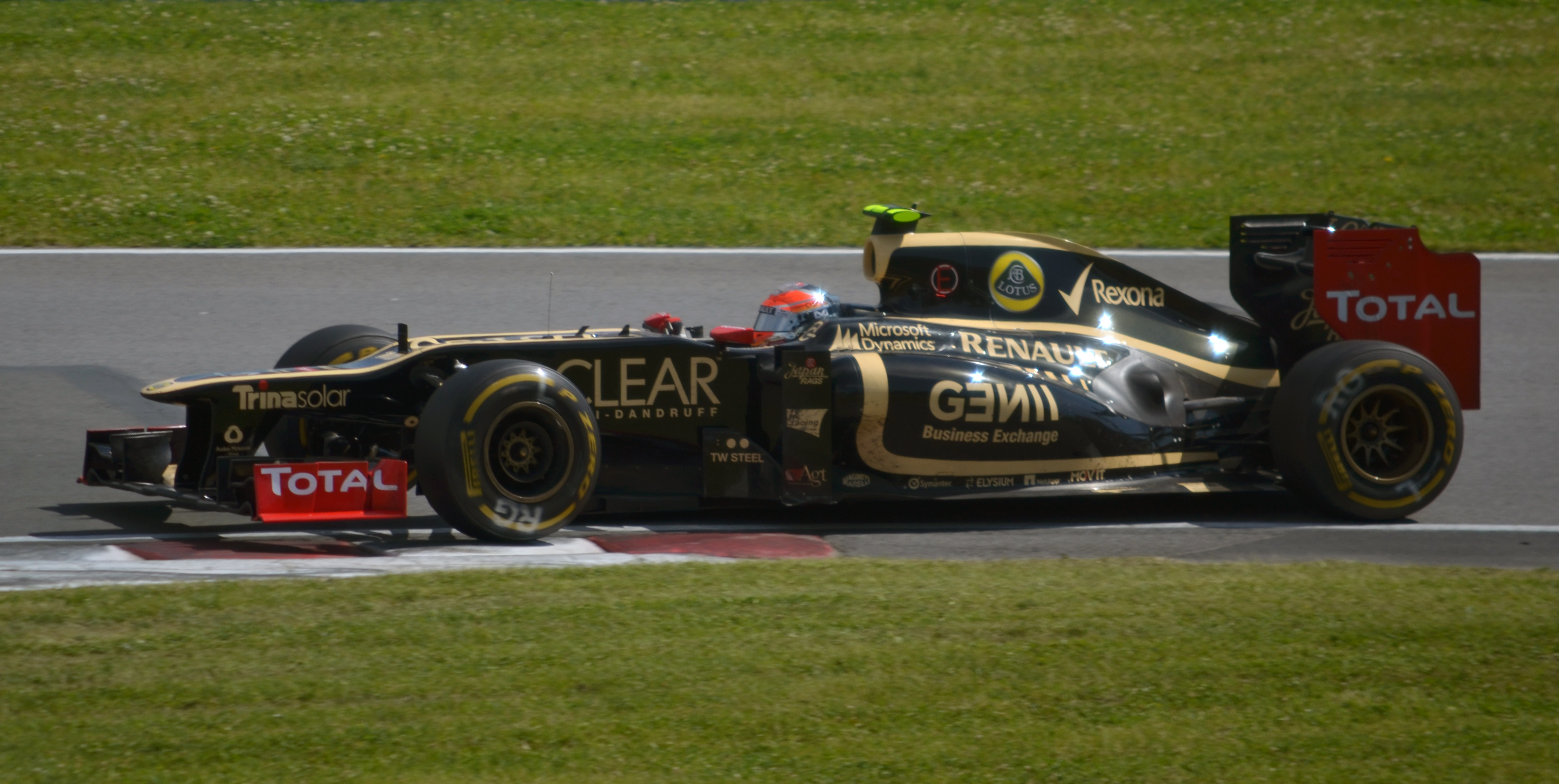
Romain Grosjean au Grand Prix du Canada.

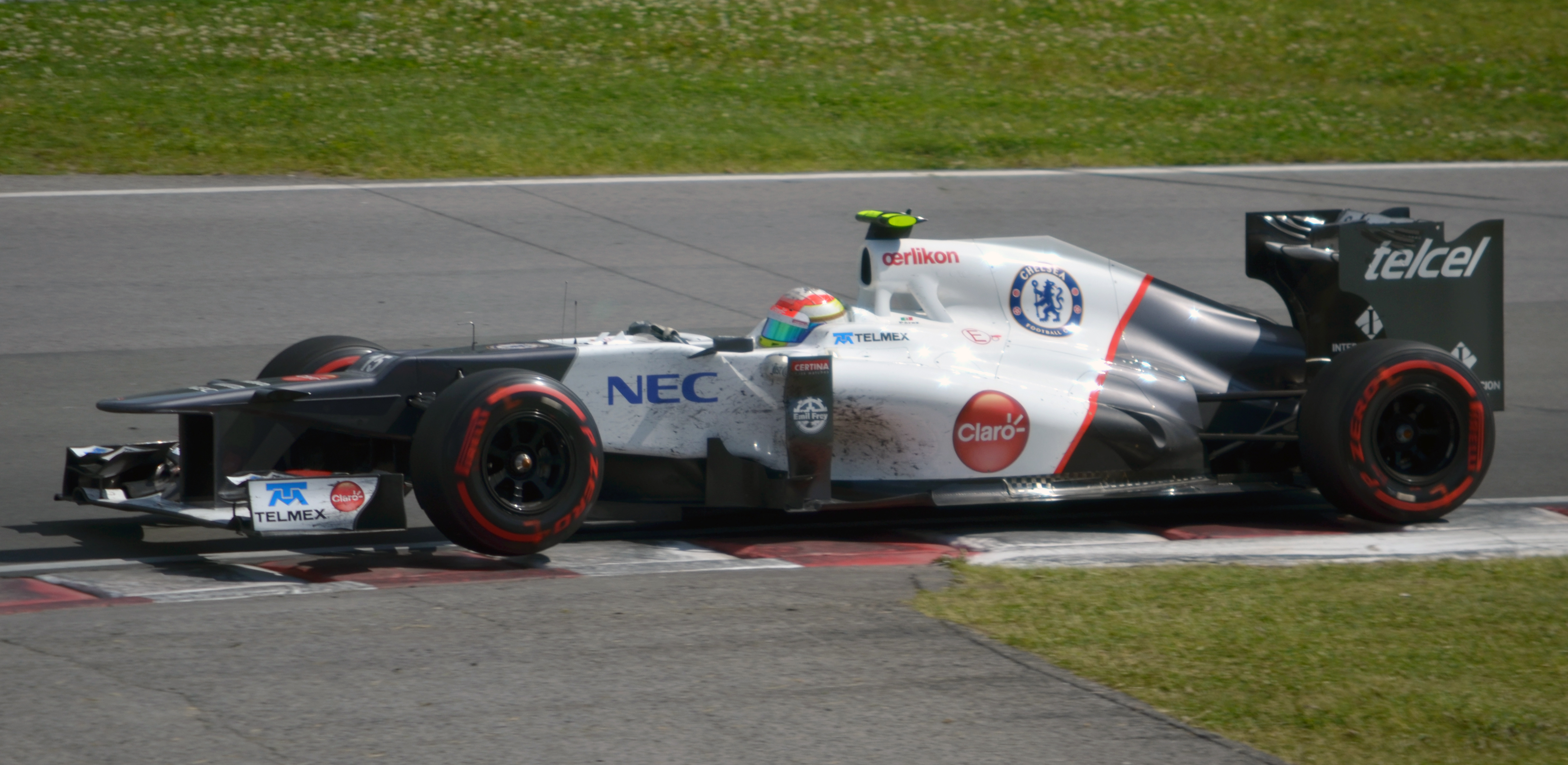
Sergio Pérez en pneus super-tendres au Grand Prix du Canada.

À l'extinction des feux, Sebastian Vettel prend un excellent départ depuis la pole position et vire en tête, suivi par Lewis Hamilton, Fernando Alonso, Mark Webber, Nico Rosberg, Felipe Massa, Paul di Resta, Romain Grosjean, Michael Schumacher, Button, Räikkönen et Kamui Kobayashi. Dès le deuxième tour, Massa dépasse Rosberg à la fin de la ligne droite et, au tour suivant, di Resta prend à son tour l'avantage sur Rosberg,,,.
Au cinquième passage, Vettel possède 2 secondes d'avance sur Hamilton, 3 s sur Alonso, 5 s sur Webber, 6 s sur Massa et 10 s sur di Resta. Quelques instants plus tard, Felipe Massa part en tête-à-queue et reprend la piste en douzième position. Ayant abimé ses pneumatiques dans l'incident, il est le premier à rentrer au stand en changer au douzième tour. Di Resta et Schumacher font de même au tour suivant, Button au quinzième, Vettel et Jean-Éric Vergne au seizième, Hamilton et Webber au dix-septième, Alonso et Rosberg au dix-neuvième, Grosjean et Hülkenberg au vingt-et-unième tour. À l'issue de cette première vague d'arrêt aux stands, Fernando Alonso se retrouve en piste devant Vettel et Hamilton. Toutefois, Hamilton ne tarde pas à dépasser l'Espagnol pour mener la course devant Alonso et Vettel. Si Bruno Senna et Kamui Kobayashi ne changent de pneus qu'au vingt-troisième tour, Kimi Räikkönen et Sergio Pérez tentent un pari encore plus osé en continuant le plus loin possible avec leur premier train de pneus durs,,,.
Au vingt-neuvième passage, Hamilton possède 3 secondes d'avance sur Alonso et 5 secondes d'avance sur Vettel ; suivent Räikkönen, Pérez, Webber, Rosberg, Grosjean, Massa et di Resta. Rosberg change une seconde fois de pneus au trente-huitième tour quand Räikkönen et Pérez effectuent leur premier arrêt aux quarante et quarante-et-unième tour. Hülkenberg change ses pneus au tour suivant, Schumacher, Vergne au quarante-troisième et di Resta au suivant. Alors que, sur la piste, Nico Rosberg prend l'avantage sur Räikkönen et Pérez qui n'ont pas encore mis leurs pneumatiques en température, Schumacher abandonne car son aileron arrière mobile est bloqué en position ouverte, ce qui est illégal et rend sa voiture inconduisible,,,.
Au quarante-septième tour, Hamilton possède 3 secondes d'avance sur Alonso, 7 s sur Vettel, 17 s sur Webber, 18 s sur Grosjean, 21 s sur Massa et 30 s sur Rosberg ; suivent Pérez, Räikkönen, Kobayashi, Ricciardo et di Resta. Hamilton s'arrête pour la dernière fois au cinquantième tour et Webber deux tours plus tard. Alonso et Vettel mènent désormais la course et peuvent tenter le pari de terminer l'épreuve sans passer une nouvelle fois par les stands. Au cinquante-sixième tour, Alonso devance Vettel de 3 secondes, Hamilton de 10 s, Grosjean de 14 s ; suivent Massa, Rosberg, Pérez, Webber, Räikkönen et Kobayashi. Hamilton, qui est chaussé de frais contrairement aux deux leaders, leur reprend plus d'une seconde au tour. Massa et Ricciardo changent de pneus pour la dernière fois au cinquante-huitième tour. Hamilton fait la jonction avec Vettel au soixante-et-unième tour et le double au tour suivant pour se rapprocher d'Alonso,,,.
Vettel, en difficulté avec ses pneus, est contraint de revoir sa stratégie de course et rentre au stand pour changer de pneumatiques : il cède ainsi sa troisième place à Romain Grosjean. Hamilton dépasse Alonso dans le soixante-quatrième tour et mène désormais l'épreuve. Romain Grosjean revient rapidement sur Fernando Alonso en difficulté avec ses pneus et le double deux tours plus tard. Sergio Pérez dépasse lui aussi Alonso à quelques encablures de l’arrivée puis Vettel, désormais en pneus frais, fait de même à un tour du but. Lewis Hamilton remporte sa première victoire de la saison et devient le septième vainqueur différent en sept Grands Prix. Romain Grosjean termine deuxième et Pérez complète le podium. Vettel, malgré une touchette contre le muret en fin de course, termine quatrième et devance Alonso, Rosberg, Webber, Räikkönen, Kobayashi et Massa,,,.
Hamilton est désormais en tête du championnat du monde avec 88 points et devance Alonso (86 points) et Vettel (85 points). Ils précèdent Webber (79 points), Rosberg (67 points) et Räikkönen (55 points). Au championnat du monde des constructeurs, Red Bull Racing possède 164 points et devance McLaren (133 points), Lotus F1 Team (108 points), Ferrari (97 points), Mercedes (69 points), Sauber (58 points), Williams (44 points), Force India (28 points) et Scuderia Toro Rosso (6 points).

### Grand Prix d'Europe
À l'extinction des feux, Sebastian Vettel s'engouffre en tête dans le premier virage tandis que Romain Grosjean ravit la place de Pastor Maldonado. Au premier passage sur la ligne de chronométrage, Vettel devance Lewis Hamilton, Grosjean, Kamui Kobayashi, Maldonado, Kimi Räikkönen, Nico Hülkenberg, Fernando Alonso, Paul di Resta, Felipe Massa, Nico Rosberg et Michael Schumacher,,,.
Tandis que Romain Grosjean reste dans les roues de Lewis Hamilton, Pastor Maldonado réussit à doubler Kimi Räikkönen. Pendant ce temps, Vettel compte déjà 4 secondes d'avance sur Hamilton, avance portée à plus de 5 secondes dès le troisième tour. Lewis Hamilton roule sur un rythme assez lent et ralentit tous les pilotes qui le suivent. Un train de voitures se forme derrière lui : Grosjean, Kobayashi, Maldonado, Räikkönen, Hülkenberg et Alonso,,,.
Au septième tour, Vettel précède Hamilton de 9 secondes, Grosjean de 10 s, Kobayashi de 11 s, Maldonado de 12 s, Räikkönen de 13 secondes ; suivent Hülkenberg, Alonso, di Resta et Massa. Romain Grosjean double Lewis Hamilton dans le neuvième tour et le distance immédiatement. 
Jenson Button et Sergio Pérez rentrent les premiers changer leurs pneus dans ce même tour. Massa s'arrête au tour suivant, Hamilton et Vitaly Petrov au treizième, Kobayashi, Räikkönen, Maldonado, Hülkenberg, et Daniel Ricciardo au quatorzième, Alonso au suivant, Vettel et Grosjean au seizième, Jean-Éric Vergne au dix-septième, Webber et Schumacher au dix-neuvième, Rosberg et Kobayashi (qui vient de s'accrocher avec Bruno Senna) au suivant et di Resta au vingt-troisième,,,.
Pendant ce temps, Räikkönen a doublé Maldonado dans le douzième tour et Fernando Alonso a fait de même au tour suivant. Ainsi, au vingt-quatrième tour, Vettel devance Grosjean de 21 s, Hamilton de 28 s, Alonso de 33 s, Räikkönen de 37 s, Maldonado de 40 s ; suivent Massa, Hülkenberg, Button, Pérez, Ricciardo et Rosberg.
Jenson Button change ses pneus au vingt-sixième tour, Massa au tour suivant pendant que Heikki Kovalainen et Vergne s'accrochent, ce qui provoque l'entrée de la voiture de sécurité. Profitant de la neutralisation de l’épreuve, Grosjean, Hamilton, Alonso, Räikkönen, Maldonado, Hulkenberg s'arrêtent immédiatement changer leurs pneus tandis que Vettel reste en piste un tour de plus que ses rivaux,,,.
Au trentième tour, derrière la voiture de sécurité, Vettel précède Grosjean, Alonso, Ricciardo, Räikkönen, Hamilton, Rosberg, Schumacher, Webber, Maldonado, Hülkenberg, di Resta, Kobayashi, Massa, Button, Pérez, Petrov, Pedro de la Rosa, Charles Pic, Kovalainen, Senna et Narain Karthikeyan,,,.
La course est relancée au trente-troisième tour et Fernando Alonso prend immédiatement l'avantage sur Romain Grosjean pour le gain de la deuxième place. Quelques minutes plus tard, Sebastian Vettel, toujours en tête, abandonne à la suite d'un problème d'alternateur. Fernando Alonso mène désormais cette course et Romain Grosjean est deuxième devant Hamilton, Räikkönen, Ricciardo, Schumacher, Webber, Maldonado, Hülkenberg, di Resta, Button, Pérez, Rosberg et Petrov,,,.
Quelques minutes plus tard, Romain Grosjean abandonne à son tour, victime lui aussi d'une panne d’alternateur : Lewis Hamilton occupe désormais la deuxième place devant Kimi Räikkönen et Pastor Maldonado. En tête, Fernando Alonso creuse un écart de 4 secondes sur Lewis Hamilton alors qu'il reste encore dix tours. Lewis Hamilton, dont les pneus arrière sont complètement détruits, doit laisser passer Kimi Räikkönen et se trouve désormais à la merci de Pastor Maldonado. Le Vénézuélien l'attaque et provoque un accrochage qui conduit à l'abandon d'Hamilton. Si Maldonado peut poursuivre jusqu’à l'arrivée et franchit le drapeau à damier en dixième position, il est pénalisé de vingt secondes pour avoir provoqué l'accrochage avec Hamilton et est finalement déclassé à la douzième place,,,.
Fernando Alonso remporte sa deuxième victoire de la saison, la deuxième place revenant à Kimi Räikkönen et la troisième à Michael Schumacher qui réalise son premier podium depuis son retour en Formule 1 en 2010. Suivent pour les points : Webber, Hülkenberg, Rosberg, di Resta, Button, Perez et Senna,,,.
Alonso est désormais en tête du championnat du monde avec 111 points et devance Webber (91 points) et Hamilton (88 points). Ils précèdent Vettel (85 points), Rosberg (75 points) et Räikkönen (73 points). Au championnat du monde des constructeurs, Red Bull Racing possède 176 points et devance McLaren (137 points), Lotus F1 Team (126 points), Ferrari (122 points), Mercedes (92 points), Sauber (60 points), Williams (45 points), Force India (44 points) et Scuderia Toro Rosso (6 points).

### Grand Prix de Grande-Bretagne

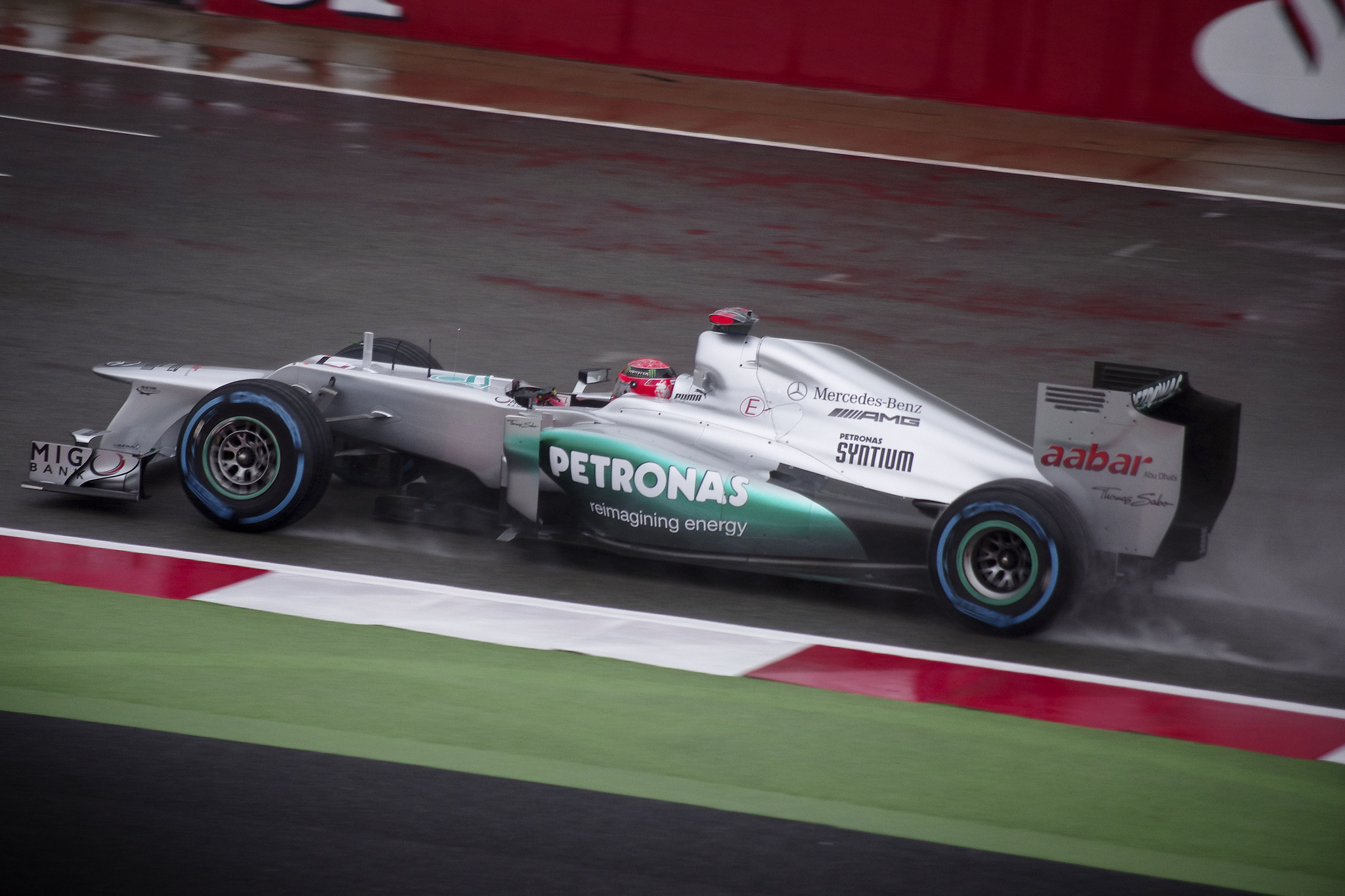
Michael Schumacher lors des essais libres du Grand Prix de Grande-Bretagne.

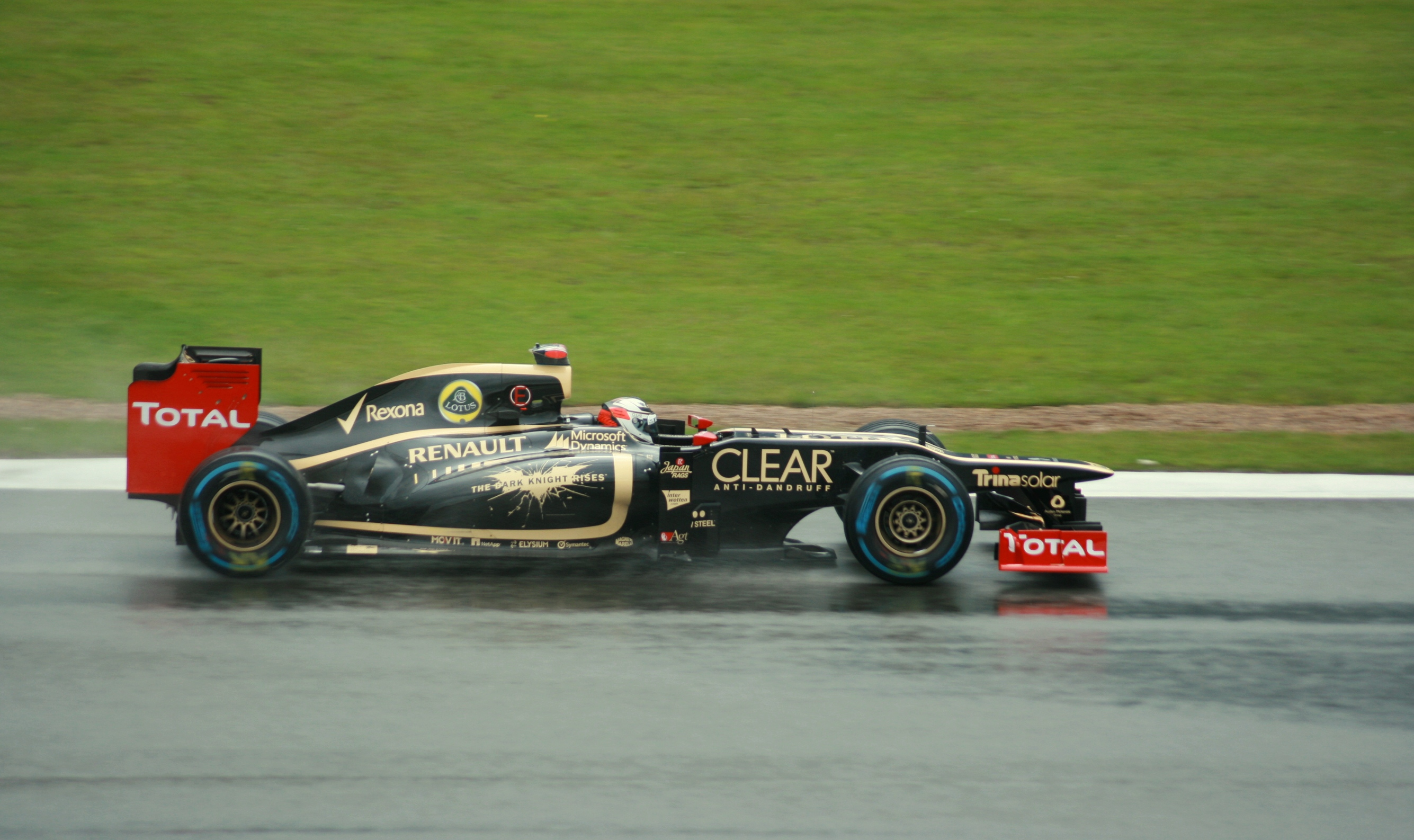
Kimi Räikkönen lors des essais libres du Grand Prix de Grande-Bretagne.

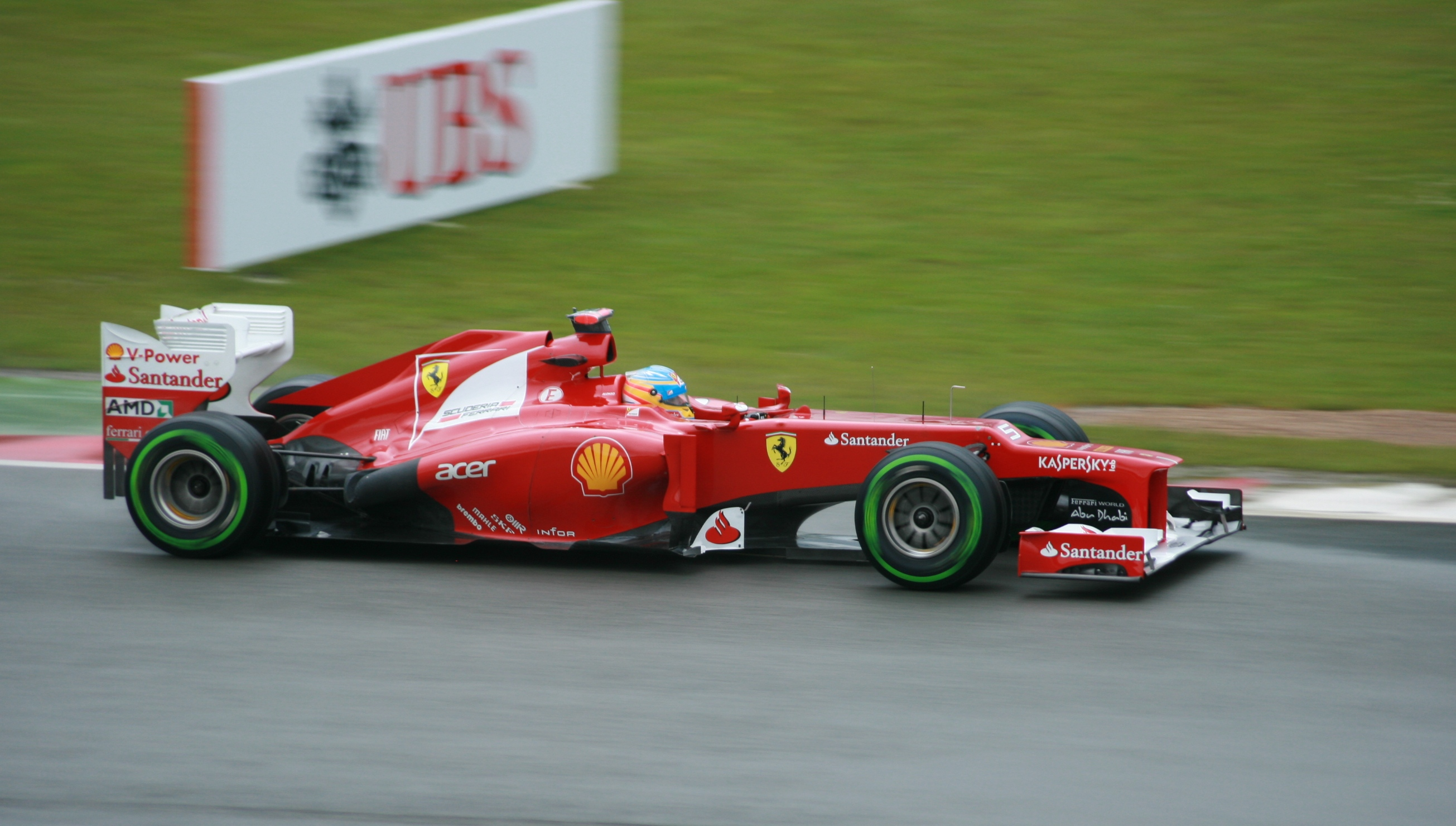
Fernando Alonso au Grand Prix de Grande-Bretagne.

Au départ du Grand Prix, il ne pleut pas et la piste est sèche alors que certains pilotes ont parié sur des réglages pour la pluie. Vitaly Petrov ne prend pas le départ à cause d’une défaillance de son moteur Renault. Fernando Alonso, en pole position, se présente avec des pneus durs alors que tous ses adversaires, sauf Lewis Hamilton, sont en gommes tendres. À l'extinction des feux, Fernando Alonso coupe la trajectoire de Mark Webber pour conserver son avantage et s'engouffre en tête dans le premier virage. Paul di Resta accroche la monoplace de Romain Grosjean et crève un de ses pneus : les deux pilotes bouclent leur tour au ralenti et regagnent chacun leur stand, Grosjean devant faire changer son aileron avant,,,.
Au premier passage sur la ligne de chronométrage, Alonso devance Webber, Michael Schumacher, Felipe Massa, Sebastian Vettel, Pastor Maldonado, Kimi Räikkönen, Hamilton, Bruno Senna, Sergio Pérez et Nico Hülkenberg. Paul di Resta abandonne quelques minutes plus tard. Au sixième passage, Alonso possède presque 2 secondes d'avance sur Webber, 4 s sur Schumacher et Massa, 5 s sur Vettel et 6 s sur Räikkönen ; suivent Maldonado, Hamilton, Pérez et Senna. Schumacher, Heikki Kovalainen, Vettel, Maldonado et Pérez s'arrêtent au douzième tour changer leurs pneus. Dès leur sortie des stands, Maldonado accroche Pérez et provoque son abandon. Massa et Räikkönen s'arrêtent au treizième tour, Webber, Senna et Jean-Éric Vergne au suivant, Alonso et Nico Rosberg au quinzième, Kamui Kobayashi, Hülkenberg, Jenson Button et Daniel Ricciardo au seizième et Hamilton au vingt-et-unième tour,,,.
Au vingt-deuxième passage, Alonso précède Webber de 5 secondes, Vettel de 8 s, Massa de 11 s, Schumacher de 16 s, Räikkönen de 17 s et Hamilton de 18 s ; suivent Grosjean, Kobayashi et Hülkenberg. Quelques instants plus tard, Räikkönen et Hamilton dépassent Schumacher, en difficulté avec une monoplace réglée pour la pluie. Grosjean change ses pneus au vingt-sixième tour, Hamilton au vingt-huitième, Ricciardo au tour suivant, Senna au trentième, Vettel et Button au tour suivant, Vergne au trente-deuxième, Webber au tour suivant, Räikkönen et Schumacher au trente-quatrième tour, Massa et Hülkenberg au suivant, Alonso et Kobayashi (qui renverse plusieurs de ses mécaniciens) au trente-septième tour. Au quarantième passage, Alonso possède 4 secondes d'avance sur Webber, 9 s sur Vettel, 13 s sur Massa, 18 s sur Räikkönen et 21 s sur Grosjean ; suivent Hamilton, Schumacher, Hülkenberg et Senna. En tête de la course, Fernando Alonso souffre de plus en plus en pneus tendres alors que Mark Webber, qui termine la course avec des pneus durs, se montre plus en verve. À 8 tours de l’arrivée, Webber est revenu à 1 seconde d'Alonso et peut utiliser son aileron arrière mobile pour l'attaquer. Il prend l'avantage dans le quarante-septième tour,,,.
Dans le cinquantième tour, la bagarre est rude entre Hülkenberg, Senna et Button. Hülkenberg sort un peu large et perd sa neuvième place au profit de Senna. Button profite de cet incident pour glaner le point de la dixième place. Mark Webber remporte sa deuxième victoire de la saison et conforte sa deuxième place au championnat derrière Fernando Alonso, deuxième de la course, Sebastian Vettel complétant le podium. Suivent pour les points Felipe Massa, Kimi Räikkönen, Romain Grosjean, Michael Schumacher, Lewis Hamilton, Bruno Senna et Jenson Button,,,.
Alonso conserve la tête du championnat du monde avec 129 points et devance Webber (116 points) et Vettel (100 points). Ils précèdent Hamilton (92 points), Räikkönen (83 points) et Rosberg (75 points). Au championnat du monde des constructeurs, Red Bull Racing possède 216 points et devance désormais Ferrari (152 points) et Lotus F1 Team (144 points). Suivent McLaren (142 points), Mercedes (98 points), Sauber (60 points), Williams (47 points), Force India (44 points) et Scuderia Toro Rosso (6 points).

### Grand Prix d'Allemagne

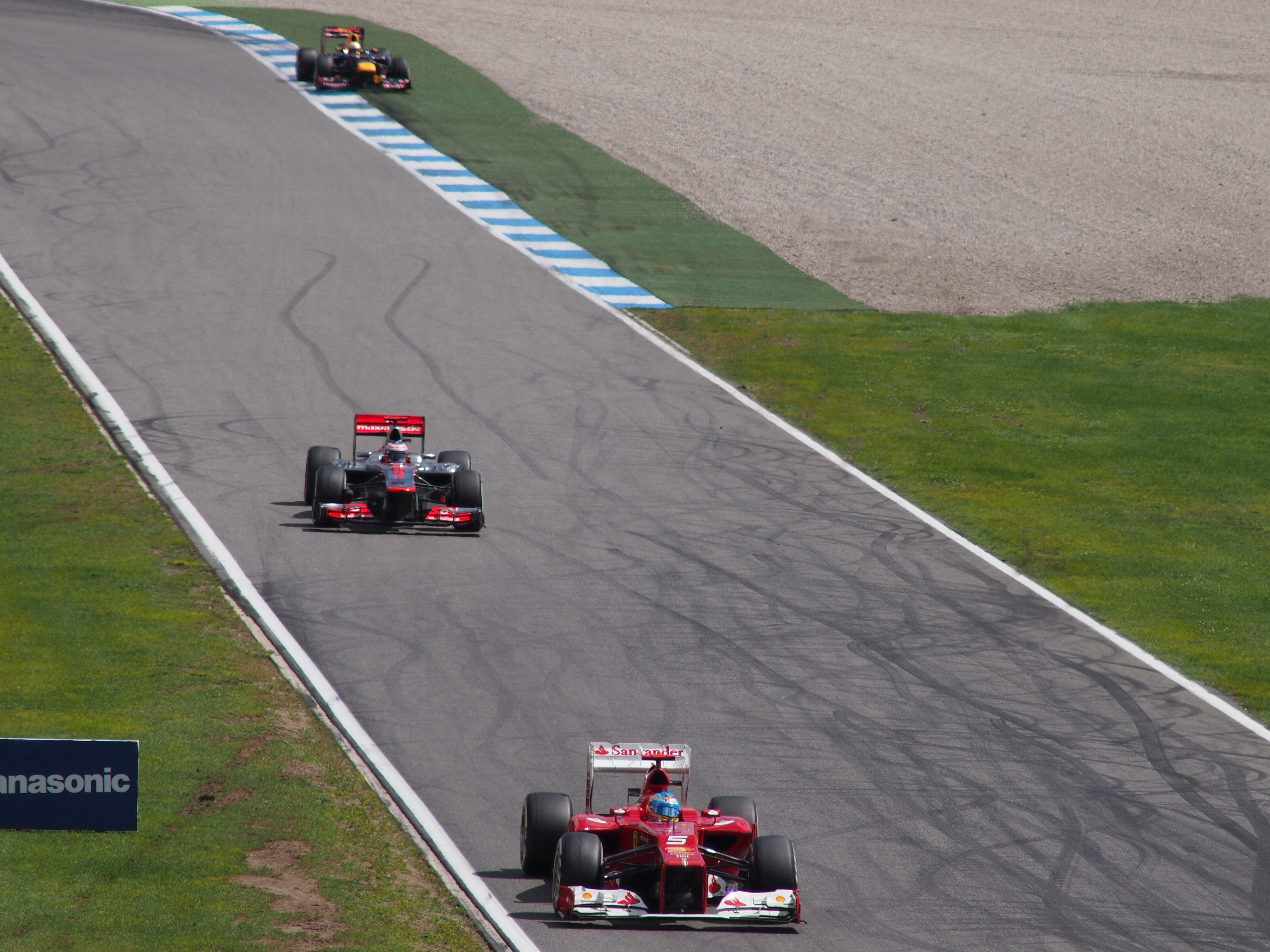
Fernando Alonso, Jenson Button et Sebastian Vettel en tête du Grand Prix d'Allemagne.

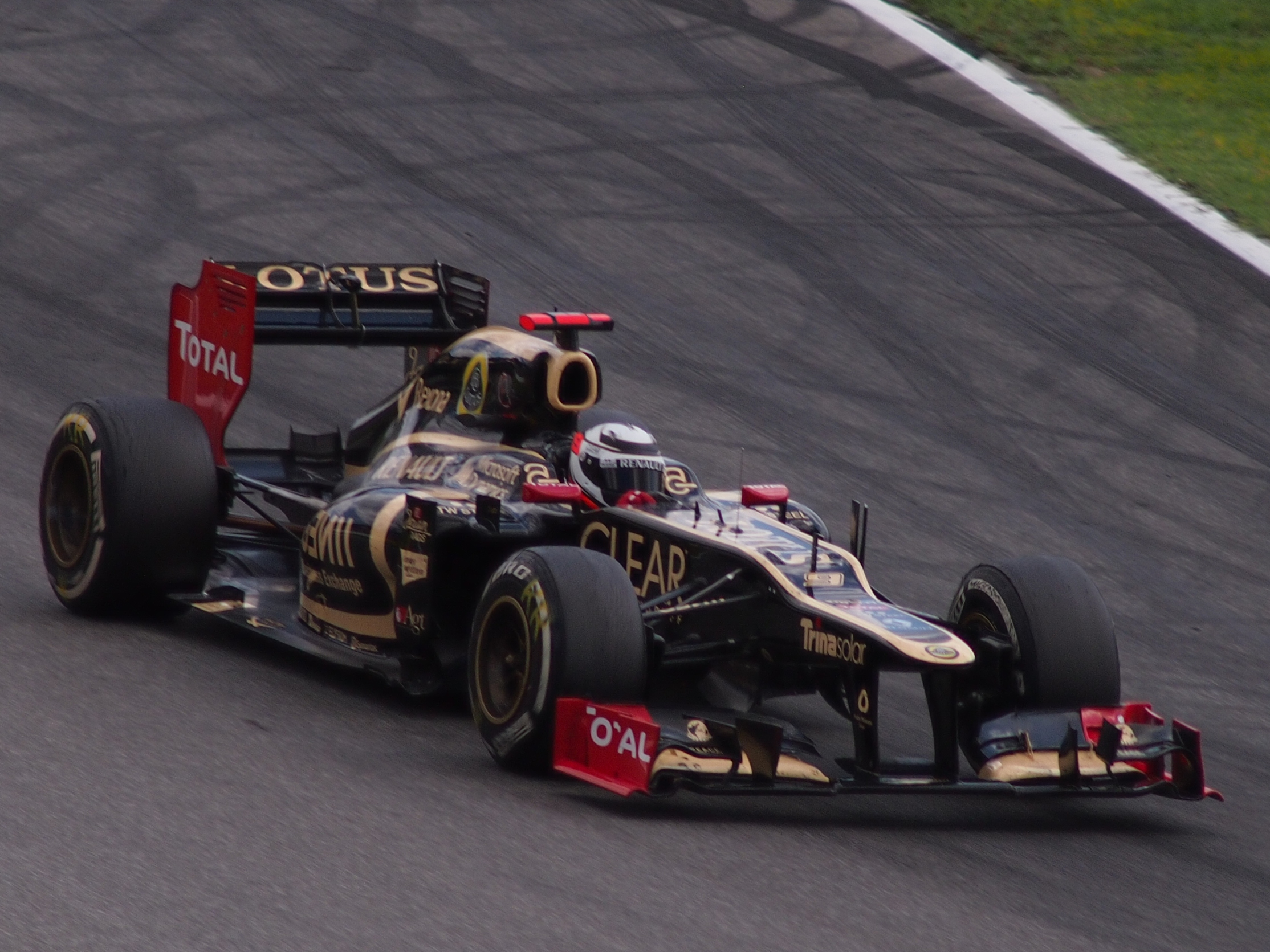
Kimi Räikkönen se classe troisième du Grand Prix d'Allemagne.

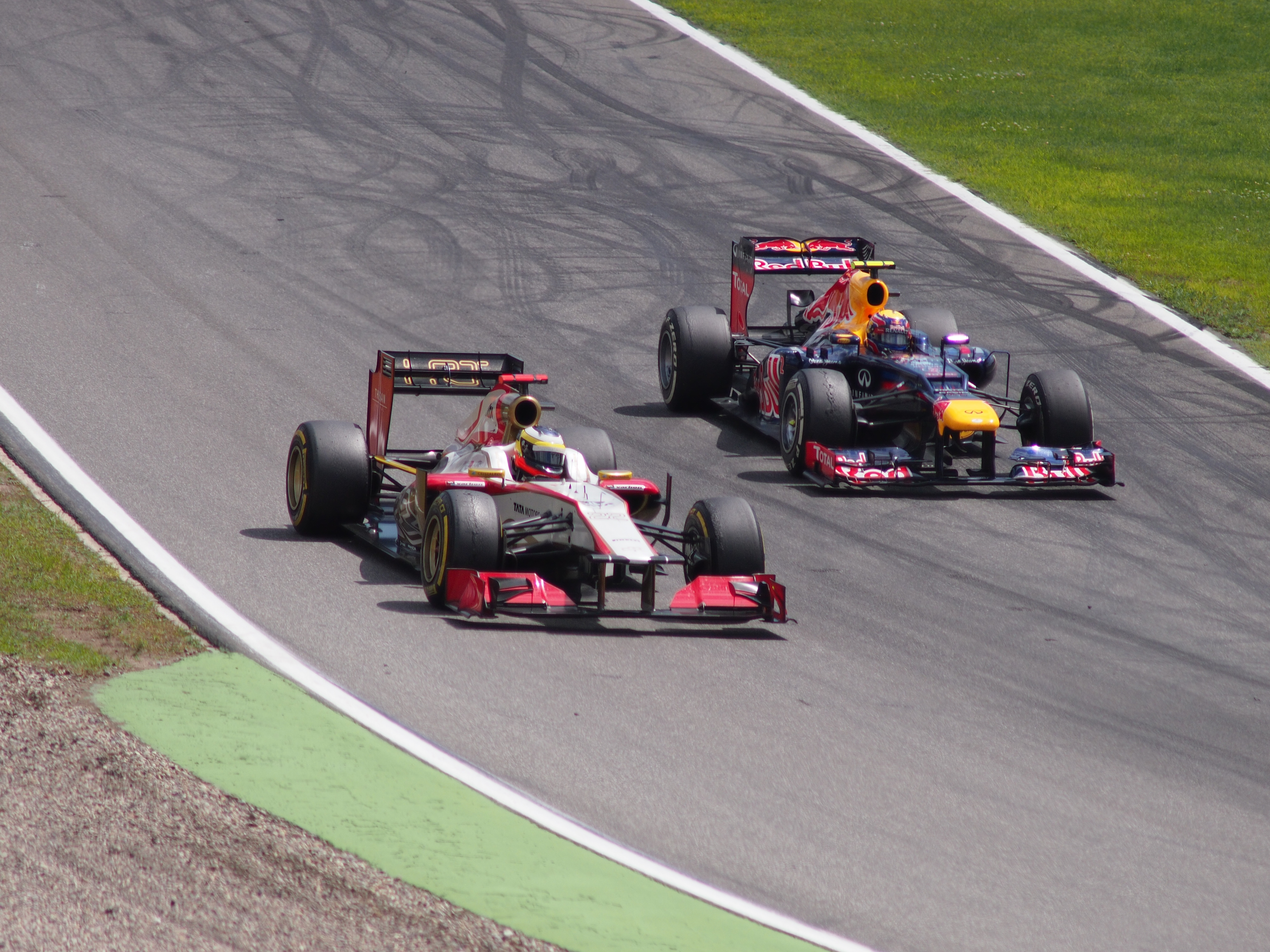
Pedro de la Rosa s'écarte pour ouvrir la voie à Mark Webber au Grand Prix d'Allemagne.

À l'extinction des feux, Fernando Alonso, en pole position, s'engouffre en tête dans le premier virage tandis que Sebastian Vettel se bat pour contenir Michael Schumacher. Felipe Massa doit rentrer au stand après un contact qui le prive de son aileron avant et Romain Grosjean doit faire de même pour changer un pneu crevé. Au premier passage, Alonso précède Vettel, Schumacher, Nico Hülkenberg, Jenson Button, Pastor Maldonado, Mark Webber, Lewis Hamilton, Kimi Räikkönen, Paul di Resta, Daniel Ricciardo et Kamui Kobayashi. Les débris des accrochages du départ provoquent une crevaison pour Lewis Hamilton qui remonte en piste à la vingt-deuxième place,,,.
En tête de course, Vettel reste dans le sillage d'Alonso alors que Räikkönen dépasse Paul di Resta et est désormais huitième. Peu après, Button prend la quatrième place à Nico Hülkenberg. Au neuvième passage sur la ligne, Alonso devance Vettel d'une seconde, Schumacher de 6 s, Button de 7 s et Hülkenberg de 8 s ; suivent Maldonado, Webber, Räikkönen, Sergio Pérez et di Resta, qui rentre le premier au stand changer ses pneus au dixième tour, au moment où Jenson Button dépasse Michael Schumacher. Räikkönen s'arrête au onzième tour, Hülkenberg, Webber et Rosberg au suivant, Maldonado, Kovalainen au treizième tour, Schumacher et Vitaly Petrov au suivant, Pérez au dix-septième, Alonso au suivant, Button, Ricciardo au dix-neuvième tour, Vettel au suivant et Kobayashi au vingt-deuxième tour,,,.
Au vingt-troisième tour, Alonso possède 2 secondes d'avance sur Vettel, 5 s sur Button, 12 s sur Räikkönen, 15 s sur Schumacher, 17 s sur Hülkenberg et Pérez, 20 s sur Webber et 25 s sur di Resta et Kobayashi. Massa et Grosjean, en stratégie décalée à la suite de leurs déboires du départ, changent leurs pneus au vingt-quatrième tour et remontent en piste en dix-septième et vingt-et-unième position. En tête de la course, Vettel et Button reviennent peu à peu sur Alonso et, au vingt-septième tour, Vettel est dans le sillage de la Ferrari, Button suivant à quatre secondes,,,.
Hülkenberg, Heikki Kovalainen et Hamilton changent leurs pneus au trente-et-unième tour, Rosberg et Petrov au suivant. Hamilton, dix-huitième, se dédouble vis-à-vis de Vettel et se retrouve intercalé entre Alonso et Vettel. Schumacher change ses pneus au trente-sixième tour, Räikkönen, Maldonado et Ricciardo au trente-huitième, di Resta au suivant, Button, Pérez et Webber au quarantième, Alonso, Vettel, Kobayashi, Grosjean au quarante-troisième et Hülkenberg au quarante-sixième. À l'issue de ces changements de pneus, Button a désormais pris la deuxième place devant Vettel,,,.
Jenson Button se rapproche de plus en plus d'Alonso et, au quarante-septième tour, l'écart entre les deux premiers est inférieur à la seconde, tandis que Sebastian Vettel suit à trois secondes du duo de tête. Si Fernando Alonso résiste jusqu'au drapeau à damier, la bataille entre Vettel et Button fait rage. Vettel prend l'avantage sur Button en fin de course mais réalise son dépassement hors-piste, ce qui lui vaut une pénalité de vingt secondes. Fernando Alonso remporte sa troisième victoire de la saison et devance Button et Räikkönen qui complètent le podium. Suivent Kobayashi, Vettel, Pérez, Schumacher, Webber, Hülkenberg et Rosberg pour le reste des points,,,.
Alonso conserve la tête du championnat du monde avec 154 points et devance Webber (120 points) et Vettel (110 points). Ils précèdent Räikkönen (98 points), Hamilton (92 points) et Rosberg (76 points). Au championnat du monde des constructeurs, Red Bull Racing possède 230 points et devance Ferrari (177 points) et McLaren (160 points). Suivent Lotus F1 Team (159 points), Mercedes (105 points), Sauber (80 points), Williams (47 points), Force India (46 points) et Scuderia Toro Rosso (6 points).

### Grand Prix de Hongrie
Lors de la mise en grille, Michael Schumacher rate son emplacement puis cale son moteur en manœuvrant : la direction de course relance donc les voitures pour un nouveau tour de formation pour permettre aux mécaniciens de l'équipe Mercedes d'évacuer la monoplace vers la voie des stands d'où il prendra le départ. La course est donc amputée d'un tour et se déroulera en 69 boucles. À l'extinction des feux, Lewis Hamilton, en pole position, s'engouffre en tête dans le premier virage devant Romain Grosjean, Sebastian Vettel et Jenson Button,,,.
Au premier passage sur la ligne de chronométrage, Hamilton devance Grosjean, Button, Vettel, Fernando Alonso, Kimi Räikkönen, Mark Webber, Bruno Senna, Felipe Massa, Nico Hülkenberg, Nico Rosberg, Pastor Maldonado, Sergio Pérez et Paul di Resta. Lewis Hamilton s'échappe immédiatement et, au deuxième passage, a 2 secondes d'avance sur Grosjean, 3 s sur Button, 4 s sur Vettel et 5 s sur Alonso. Pendant ce temps, Michael Schumacher rentre dès la fin du premier tour pour changer de pneus et, quelques minutes plus tard, reçoit une pénalité pour avoir franchi la ligne blanche à la sortie des stands,,,.
Au huitième passage sur la ligne, Hamilton précède Grosjean de 2 secondes, Button de 5 s, Vettel de 7 s, Alonso et Räikkönen de 10 s et Webber de 11 s ; suivent Senna, Massa et Hülkenberg. Jean-Éric Vergne change ses pneus au douzième tour, son coéquipier Daniel Ricciardo au quatorzième, Button, Hülkenberg et Maldonado au suivant, Senna, Rosberg et di Resta au seizième, Vettel, Alonso et Heikki Kovalainen au suivant, Hamilton, Massa et Vitaly Petrov au dix-huitième, Grosjean au suivant, Räikkönen et Webber au vingtième et Pérez au suivant. Lewis Hamilton et Jenson Button chaussent des pneus durs alors que Grosjean, Vettel, Räikkönen et Alonso ont choisi des pneus tendres. Au vingt-deuxième passage, Hamilton et toujours en tête devant Grosjean à 2 s, Button à 8 s, Vettel à 9 s, Räikkönen à 14 s, Alonso à 17 s, Webber à 18 s ; suivent Senna, Massa, Rosberg, Hülkenberg et Maldonado,,,.
Dans le vingt-quatrième tour, Romain Grosjean fait la jonction avec Hamilton et peut utiliser son aileron arrière. Toutefois le Français n'attaque pas son rival : il économise ses pneus tendres pour ne faire que deux arrêts avec un dernier relais en pneus durs. Jean-Éric Vergne change ses pneus au trentième tour, Schumacher au trente-troisième tour, Button et Ricciardo au suivant, Petrov au trente-cinquième tour, Vettel et di Resta au trente-huitième, Grosjean, Webber et Hülkenberg au suivant, Hamilton, Rosberg, Charles Pic et Kamui Kobayashi au quarantième tour. Après cette deuxième vague d'arrêts aux stands, Hamilton devance désormais Raikkonen de 3 secondes, Grosjean de 5 s, Vettel de 7 s, Webber de 15 s, Alonso de 24 s, Button de 25 s ; suivent Senna, Massa et Rosberg,,,.
Mark Webber s'arrête une dernière fois à l’entame du cinquante-cinquième tour pour chausser des gommes tendres. Hamilton maintient toujours son écart sur Räikkönen aux alentours de la seconde alors que Grosjean est désormais à quatre secondes de son coéquipier. Sebastian Vettel rentre au stand changer ses pneus dans le cinquante-huitième tour alors que les trois hommes de tête poursuivent. Vettel reprend la piste juste devant Alonso : son arrêt ne lui a pas coûté de place et lui permet d'augmenter son rythme de course. En tête, l'écart entre Lewis Hamilton et Kimi Räikkönen passe en deçà de la seconde mais le Finlandais ne parvient pas à le doubler. Hamilton résiste jusqu'au drapeau à damier pour obtenir sa deuxième victoire de la saison. Räikkönen et Grosjean complètent le podium ; suivent pour les points Sebastian Vettel, Fernando Alonso, Jenson Button, Bruno Senna, Mark Webber, Felipe Massa et Nico Rosberg,,,.
Alonso conserve la tête du championnat du monde avec 164 points et devance Webber (124 points) et Vettel (122 points). Ils précèdent Hamilton (117 points), Räikkönen (116 points) et Rosberg (77 points). Au championnat du monde des constructeurs, Red Bull Racing possède 246 points et devance McLaren (193 points) et Lotus F1 Team (192 points). Suivent Ferrari (189 points), Mercedes (106 points), Sauber (80 points), Williams (53 points), Force India (46 points) et Scuderia Toro Rosso (6 points).

### Grand Prix de Belgique
Sur la grille de départ, Kamui Kobayashi, en première ligne aux côtés de Jenson Button, voit ses freins évacuer une fumée épaisse due à une surchauffe. Alors que les feux de départ ne se sont pas encore éteints, Pastor Maldonado vole le départ. Button conserve sa position de tête alors que Kobayashi, toujours en délicatesse avec ses freins, manque son envol. Tous les pilotes derrière lui cherchent à se décaler vers la droite de la grille pour éviter de l'accrocher. Dans la manœuvre, Romain Grosjean tasse Lewis Hamilton et leurs roues s'engrennent : la Lotus décolle et percute violemment Fernando Alonso, victime collatérale, avec Sergio Pérez, de l'accrochage initial,,,.
Maldonado et Kobayashi, dont les monoplaces sont également endommagées, passent par leur stand dès le tour suivant alors que la voiture de sécurité fait son apparition en course. Derrière la voiture de sécurité, Jenson Button devance Kimi Räikkönen, Nico Hülkenberg, Paul di Resta, Michael Schumacher, Daniel Ricciardo, Jean-Éric Vergne, Mark Webber, Bruno Senna, Heikki Kovalainen, Felipe Massa, Sebastian Vettel et Nico Rosberg. La voiture de sécurité s'efface à l'entame du cinquième tour et Button prend rapidement de l'avance sur le second, Nico Hülkenberg, parti de la onzième place et Kimi Räikkönen. Maldonado abandonne au virage des Combes, son aileron avant étant endommagé. Après huit boucles, Button mène avec 5 secondes d'avance sur Hülkenberg tandis que Räikkönen a des problèmes avec son train avant au freinage. Michael Schumacher, qui a dépassé Paul di Resta en piste, est désormais quatrième à 6 secondes. Sebastian Vettel passe alors successivement Felipe Massa, son coéquipier Mark Webber et Bruno Senna en piste,,,.
Dans le onzième tour, Schumacher dépasse Räikkönen et prend la troisième position tandis que di Resta est le premier à s'arrêter pour changer de pneus. Räikkönen, Webber et Timo Glock l'imitent au tour suivant, Ricciardo, Massa et Petrov au douzième, Hülkenberg au treizième. Vergne et Pedro de la Rosa s'arrêtent au quinzième tour tandis que Button mène la course en solitaire : au quinzième passage sur la ligne, il possède 12 secondes d'avance sur Schumacher et 18 secondes sur Vettel : les trois hommes de tête retardent le plus possible leur passage par les stands et sont vraisemblablement sur une stratégie à un seul arrêt, stratégie facilitée par le rythme lent du début de la course,,,.
Bruno Senna et Charles Pic s'arrêtent changer leurs pneus au seizième tour, Schumacher au dix-neuvième, Button et Rosberg au vingtième et Vettel au suivant. À la faveur des arrêts aux stands, Räikkönen reprend l'avantage sur Hülkenberg. À l'avant du classement, Mark Webber revient sur la troisième place d’Hülkenberg, entraînant dans son sillage son coéquipier Sebastian Vettel. Hülkenberg, Webber et Massa s'arrêtent au vingt-septième tour changer de pneus. Räikkönen et Ricciardo s'arrêtent au suivant et Vergne au vingt-neuvième. Quelques minutes plus tard, Schumacher prend l'avantage sur Räikkönen qui manque de vitesse de pointe,,,.
À dix tours de l’arrivée, Michael Schumacher, troisième, se trouve désormais sous la pression de Räikkönen, Hülkenberg, Webber et Massa, tous se tenant en moins de deux secondes. Räikkönen attaque Schumacher juste en bas du Raidillon de l'Eau Rouge et le passe. Schumacher, surpris par cette manœuvre audacieuse, se fait dépasser par Hülkenberg dans la foulée. Schumacher, dont les pneus sont à l'agonie, observe finalement un second arrêt au trente-cinquième tour et rétrograde au septième rang de l'épreuve. Son coéquipier Rosberg a dû faire de même au tour précédent et Senna l'imite au trente-neuvième tour. En tête de la course, Jenson Button obtient sa deuxième victoire de la saison et devance sur le podium Sebastian Vettel et Kimi Räikkönen ; suivent pour les points : Hülkenberg, Massa, Webber, Schumacher, Vergne, Ricciardo et di Resta,,,.
Alonso conserve la tête du championnat du monde avec 164 points et devance désormais Vettel (140 points) et Webber (132 points). Ils précèdent Räikkönen (131 points), Hamilton (117 points) et Button (101 points). Au championnat du monde des constructeurs, Red Bull Racing possède 272 points et devance McLaren (218 points) et Lotus F1 Team (207 points). Suivent Ferrari (199 points), Mercedes (112 points), Sauber (80 points), Force India (59 points), Williams (53 points) et Scuderia Toro Rosso (12 points).

### Grand Prix d'Italie

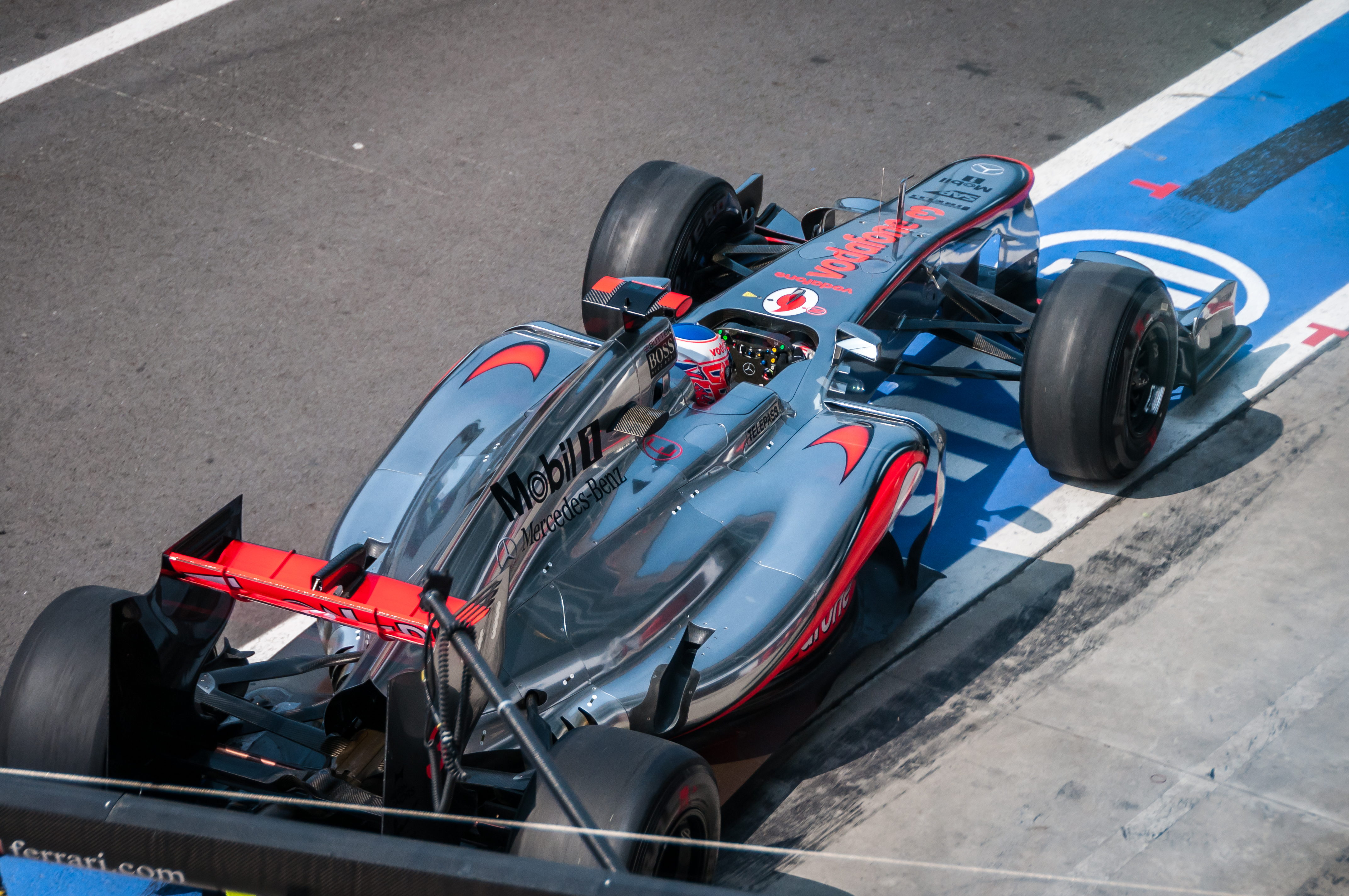
Jenson Button lors du Grand Prix d'Italie 2012.

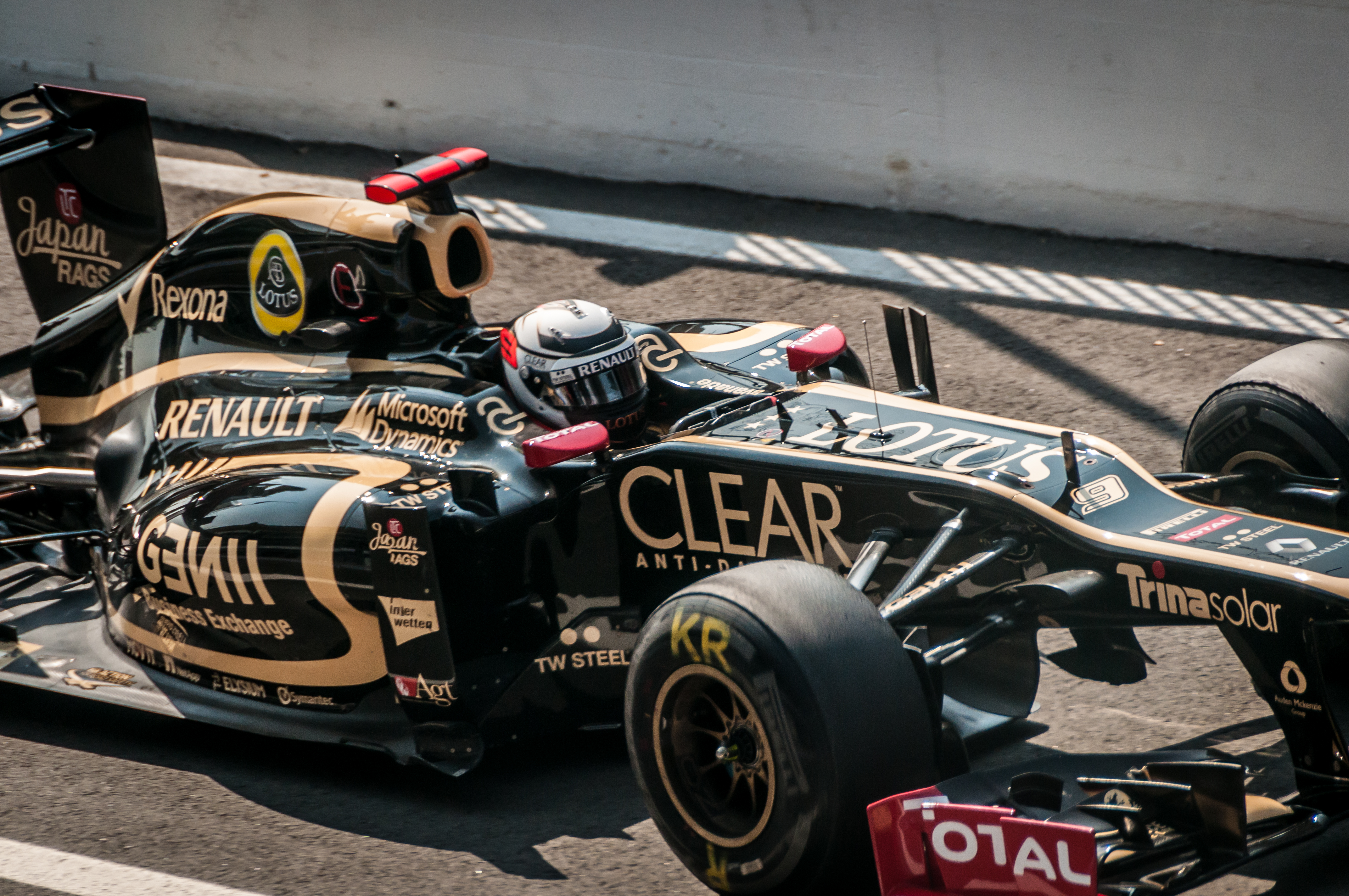
Kimi Räikkönen se classe cinquième du Grand Prix.

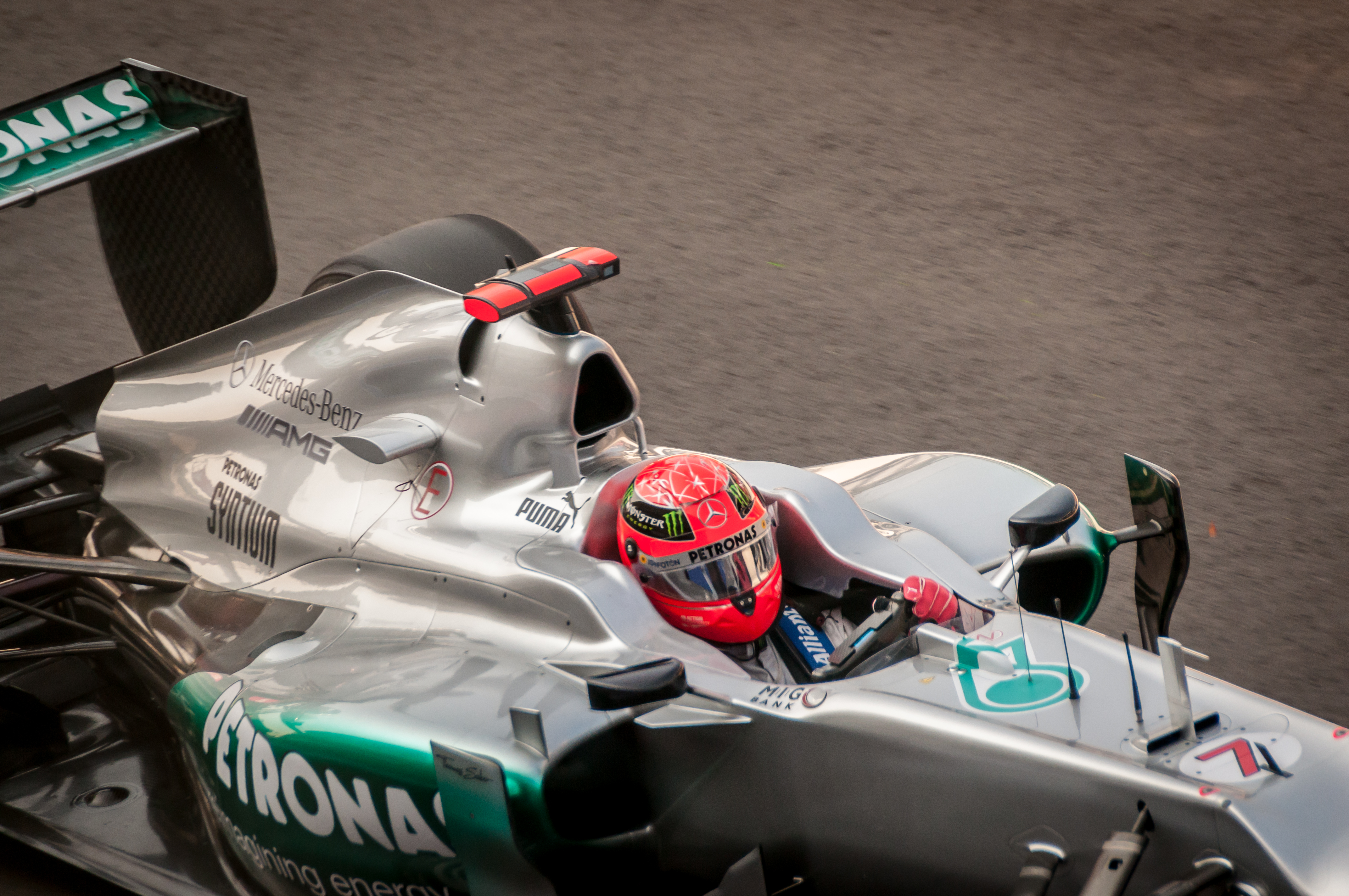
Michael Schumacher lors du Grand Prix d'Italie 2012.

À l'extinction des feux, Lewis Hamilton prend un excellent départ depuis la pole position et devance Felipe Massa et Jenson Button. Au premier passage sur la ligne de chronométrage, Hamilton devance Massa, Button, Michael Schumacher, Sebastian Vettel, Kimi Räikkönen, Fernando Alonso, Kamui Kobayashi, Paul di Resta, Bruno Senna, Nico Rosberg, Sergio Pérez, Daniel Ricciardo et Mark Webber,,,.
Alonso et Vettel remontent dans le classement quand Alonso prend l'avantage sur Räikkönen et Vettel sur Schumacher. Quelques minutes plus tard, Alonso prend à son tour le meilleur sur Schumacher. En tête de la course, Lewis Hamilton creuse l'écart : au huitième passage, il a une avance de 3 secondes sur Massa, 5 s sur Button, 6 s sur Vettel, 9 s sur Schumacher, 11 s sur Räikkönen, 12 s sur Pérez, 13 s sur Kobayashi et 14 s sur di Resta. Quelques instants plus tard, Jean-Éric Vergne perd le contrôle de sa monoplace dans la première chicane et abandonne,,,.
Pastor Maldonado change le premier ses pneus au treizième tour, Rosberg au tour suivant, Schumacher au seizième, Räikkönen et Heikki Kovalainen au suivant pendant que Jenson Button ravit en piste la deuxième place à Felipe Massa : les deux McLaren sont en tête de la course. Massa s'arrête au dix-neuvième tour, Vettel, Alonso, Kobayashi au suivant, Button au vingt-deuxième et Hamilton au suivant, ce qui permet à Pérez de prendre la tête de la course. Nico Hülkenberg et Jérôme d'Ambrosio s'arrêtent au vingt-septième tour et Pérez deux tours plus tard. Au trentième passage, Hamilton est en tête et devance Button de 7 secondes, Massa de 11 s, Alonso de 14 s, Vettel de 15 s ; suivent Schumacher, Räikkönen, Pérez, Rosberg et Webber. Dans le trente-troisième tour, Jenson Button abandonne à cause d'un problème d’alimentation en essence,,,.
Une passe d'armes s'engage entre Vettel et Alonso lorsque celui-ci tente de passer l'Allemand, qui a largement baissé de rythme, dans la Curva Grande : Vettel se déporte et force Alonso à mettre ses roues dans l'herbe. Le pilote espagnol réussit à maîtriser sa monoplace et les commissaires imposent à Vettel un drive-through en guise de pénalité. Hamilton mène désormais la course devant les deux Ferrari et, à la fin du trente-neuvième tour, Massa reçoit par radio la consigne de laisser passer son coéquipier,,,.
Schumacher s'arrête pour la deuxième fois dans le trente-septième tour et son coéquipier Rosberg au suivant. Pendant ce temps, Pérez remonte rapidement sur Alonso et Massa : le Mexicain est maintenant chaussé en pneus tendres quand les trois premiers sont en pneus durs. Dans le quarante-troisième tour Pérez dépasse Massa. Au tour suivant, le classement est donc : Hamilton, Alonso (à 12 secondes), Pérez (à 13 s), Massa (à 16 s) ; suivent Räikkönen, Vettel, Webber, di Resta, Schumacher et Kobayashi. Sergio Pérez double Alonso dans le quarante-sixième tour et est désormais deuxième à une dizaine de secondes de Lewis Hamilton,,,.
Dans le quarante-septième tour Vettel abandonne, victime d’un souci d'alternateur et, à trois tour du but, son coéquipier Webber part à la faute à la sortie de la chicane Ascari et rentre au stand au ralenti pour abandonner. Lewis Hamilton remporte sa troisième victoire cette saison, devant Sergio Pérez et Fernando Alonso ; suivent pour les points Massa, Räikkönen, Schumacher, Rosberg, di Resta, Kobayashi et Senna,,,.
Alonso conserve la tête du championnat du monde avec 179 points et devance désormais Hamilton (142 points) et Räikkönen (141 points). Vettel chute au quatrième rang (140 points) devant Webber (132 points) et Button (101 points). Au championnat du monde des constructeurs, Red Bull Racing reste à 272 points et devance McLaren (243 points) et Ferrari (226 points). Suivent Lotus F1 Team (217 points), Mercedes (126 points), Sauber (100 points), Force India (63 points), Williams (54 points) et Scuderia Toro Rosso (12 points).

### Grand Prix de Singapour

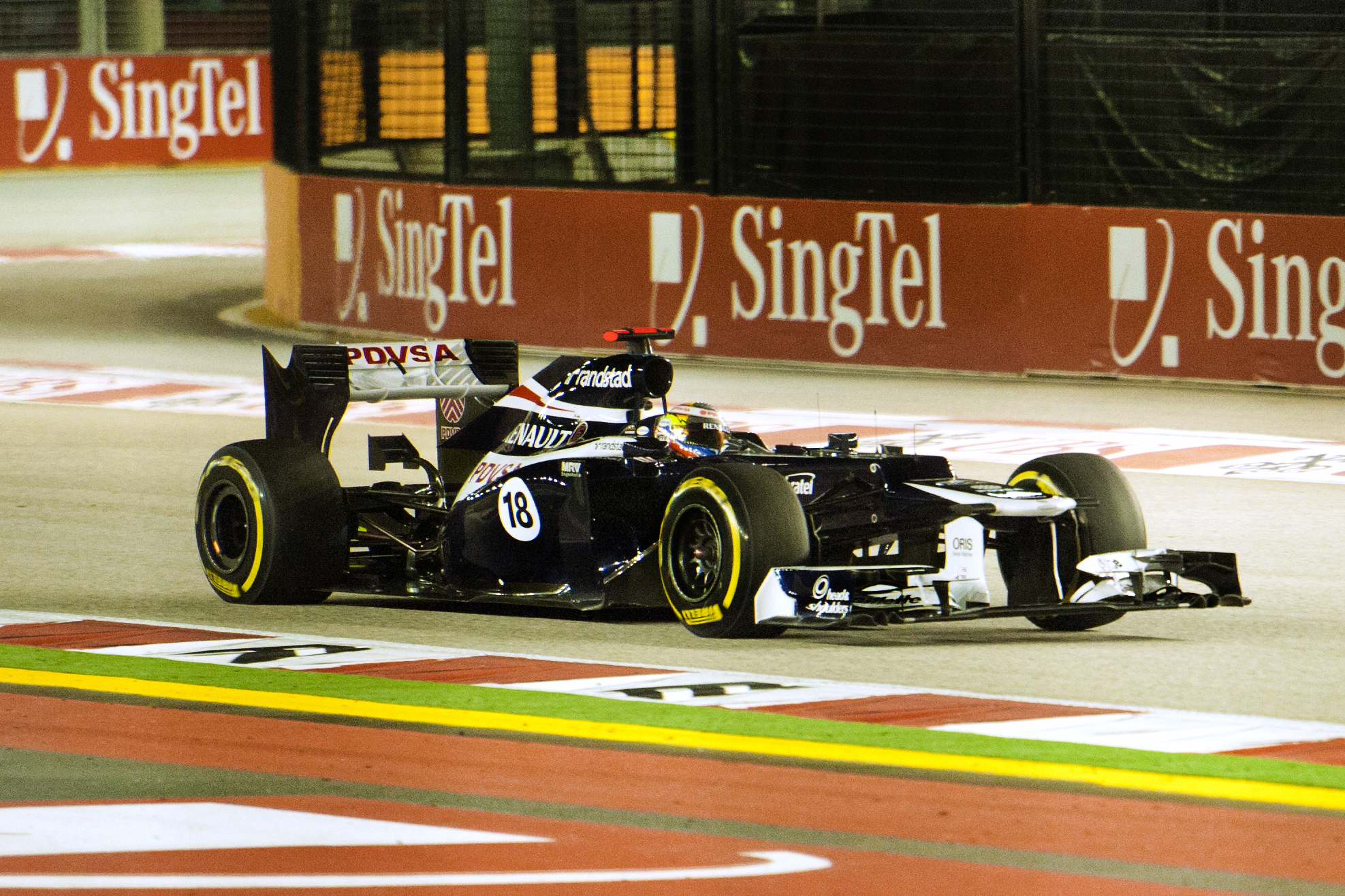
Pastor Maldonado abandonne sur panne hydraulique à Singapour.

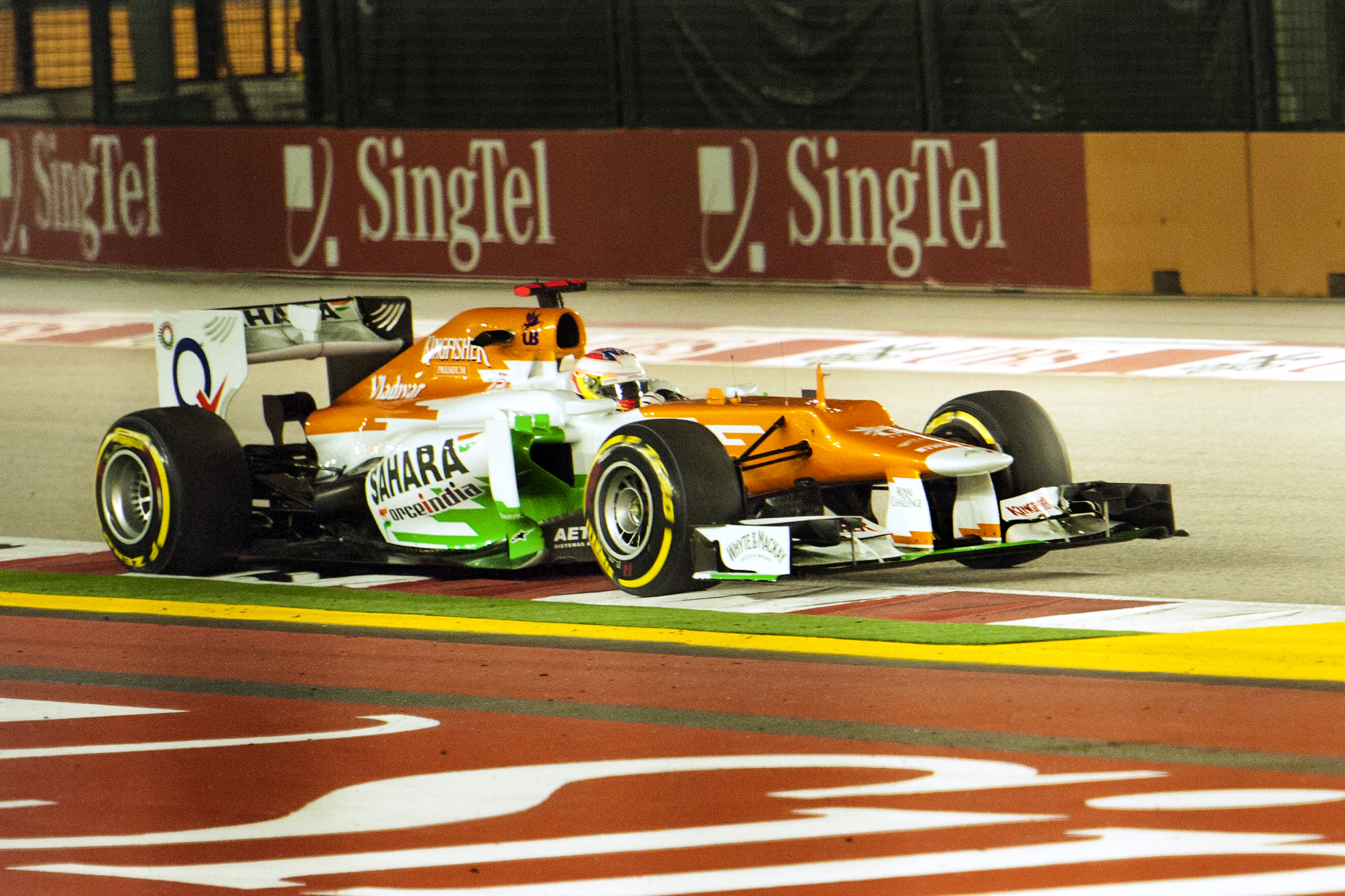
Paul di Resta à Singapour.

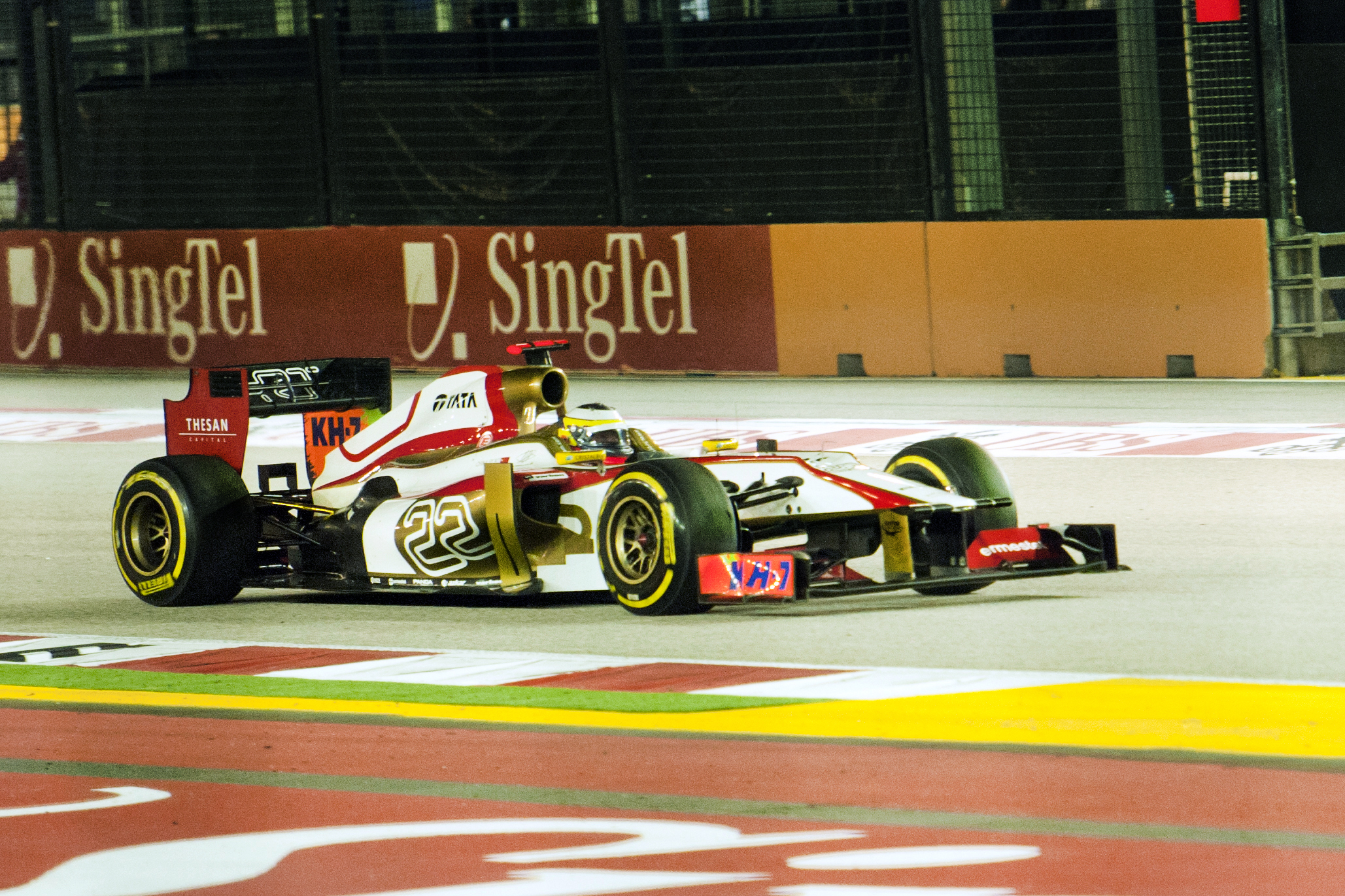
Pedro de la Rosa, en terminant dix-septième, égale son meilleur résultat de la saison à Singapour.

À l'extinction des feux, Lewis Hamilton, en pole position, prend la tête de la course quand Pastor Maldonado, deuxième sur la grille, est dépassé par Sebastian Vettel et Jenson Button. Plus loin dans le peloton, Vitaly Petrov doit faire changer son aileron avant tandis que Felipe Massa est victime d'une crevaison,,,.
Au premier passage sur la ligne, Hamilton devance Vettel, Button, Maldonado, Fernando Alonso, Paul di Resta, Mark Webber, Romain Grosjean, Nico Rosberg, Michael Schumacher, Kimi Räikkönen, Nico Hülkenberg et Sergio Pérez. Hamilton et Vettel s'échappent immédiatement, Button suit à plus de 5 secondes dès le troisième tour, Maldonado est à près de 7 secondes et Alonso à 9 secondes. À l'arrière, Felipe Massa, en pneus neufs, est le plus rapide en piste,,,.
Au septième passage, Hamilton a 2 secondes sur Vettel, 6 s sur Button, 9 s sur Maldonado, 12 s sur Alonso, 15 s sur di Resta, 16 s sur Webber, 19 s sur Grosjean, 20 s sur Rosberg et 22 s sur Schumacher. Mark Webber s'arrête le premier changer ses pneus dès le huitième tour quant Button revient sur son coéquipier, lui aussi en difficulté avec ses pneus. Timo Glock tape légèrement le mur mais peut continuer. Vettel et Senna s'arrêtent au dixième tour, Alonso, Schumacher et Daniel Ricciardo au suivant, Hamilton, di Resta, Rosberg, Jean-Éric Vergne et Heikki Kovalainen au douzième, Maldonado, Räikkönen et Timo Glock au suivant, Button, Grosjean et Kamui Kobayashi au quatorzième,,,.
Au dix-neuvième passage, Hamilton a toujours 2 secondes d'avance sur Vettel ; suivent Button à 5 s, Maldonado à 9 s, Alonso à 14 s, di Resta à 21 s, Webber à 23 s, Rosberg et Grosjean à 28 s et Schumacher à 35 s. Dans le vingt-deuxième tour, Lewis Hamilton immobilise sa McLaren en piste : il ne peut plus passer ses vitesses et doit abandonner. Sebastian Vettel hérite de la première place devant Button, Maldonado et Alonso,,,.
Vergne change ses pneus au vingt-quatrième tour, Webber au vingt-huitième, Maldonado et Alonso au suivant, Ricciardo au trente-et-unième et Räikkönen au trente-deuxième, juste avant que la voiture de sécurité n’entre en piste à la suite d'une sortie de piste de Narain Karthikeyan qui a percuté un mur de protection. Vettel, Button, di Resta, Rosberg, Grosjean, Maldonado, Schumacher, Senna et Massa profitent de la neutralisation de la course pour changer de pneus tandis qu'Alonso reste en piste. Au trente-quatrième passage, derrière la voiture de sécurité : Vettel précède Button, Alonso, di Resta, Hülkenberg, Webber, Pérez, Rosberg, Grosjean, Maldonado, Vergne, Schumacher, Räikkönen, Ricciardo, Senna, Kovalainen, Massa, Kobayashi, Glock, Pic, Petrov et de la Rosa. Alors que le peloton roule à vitesse réduite derrière la voiture de sécurité, Pastor Maldonado est contraint à l'abandon à cause d'un problème hydraulique. La course est relancée à l'entame du trente-huitième tour et quelques instants plus tard Schumacher rate un freinage et harponne Vergne alors en lutte contre Pérez : les deux pilotes abandonnent et la voiture de sécurité reprend aussitôt la piste : Webber, Hülkenberg, Pérez, Petrov et de la Rosa en profitent pour changer à leur tour de pneus,,,.
La course est relancée à l'entame du quarante-deuxième tour. Vettel est en tête devant Button, Alonso, di Resta, Rosberg, Grosjean, Räikkönen, Ricciardo, Massa, Senna, Kobayashi, Kovalainen, Webber, Hülkenberg, Pérez, Glock, Pic, de la Rosa et Petrov. Romain Grosjean, qui précède son coéquipier, reçoit la consigne de s'effacer car le Finlandais est toujours en lice pour le titre mondial. Quelques instants plus tard, Pérez et Hülkenberg s'accrochent légèrement mais continuent tous les deux leur course. Peu après, Hülkenberg s'accroche à nouveau, légèrement, avec Kobayashi tandis que la bataille entre Senna et Massa est intense : Massa réussit in extremis à éviter un accrochage quand Senna se rabat sur lui, ne l'ayant pas vu, alors qu'il est en passe d'être doublé,,,.
En tête, Vettel augmente son avance sur Button alors que la course est raccourcie de deux tours à cause du retard pris par les deux interventions de la voiture de sécurité. Vettel obtient sa deuxième victoire cette saison et reprend dix points à Fernando Alonso qui termine troisième derrière Jenson Button ; suivent pour les points Paul di Resta, Nico Rosberg, Kimi Räikkönen, Romain Grosjean, Felipe Massa, Daniel Ricciardo et Sergio Pérez,,,,.
Alonso conserve la tête du championnat du monde avec 194 points et devance désormais Vettel (165 points) et Räikkönen (149 points). Hamilton chute au quatrième rang (142 points) devant Webber (132 points) et Button (119 points). Au championnat du monde des constructeurs, Red Bull Racing, avec 297 points, devance McLaren (261 points) et Ferrari (245 points). Suivent Lotus F1 Team (231 points), Mercedes (136 points), Sauber (101 points), Force India (75 points), Williams (54 points) et Scuderia Toro Rosso (14 points).

### Grand Prix du Japon

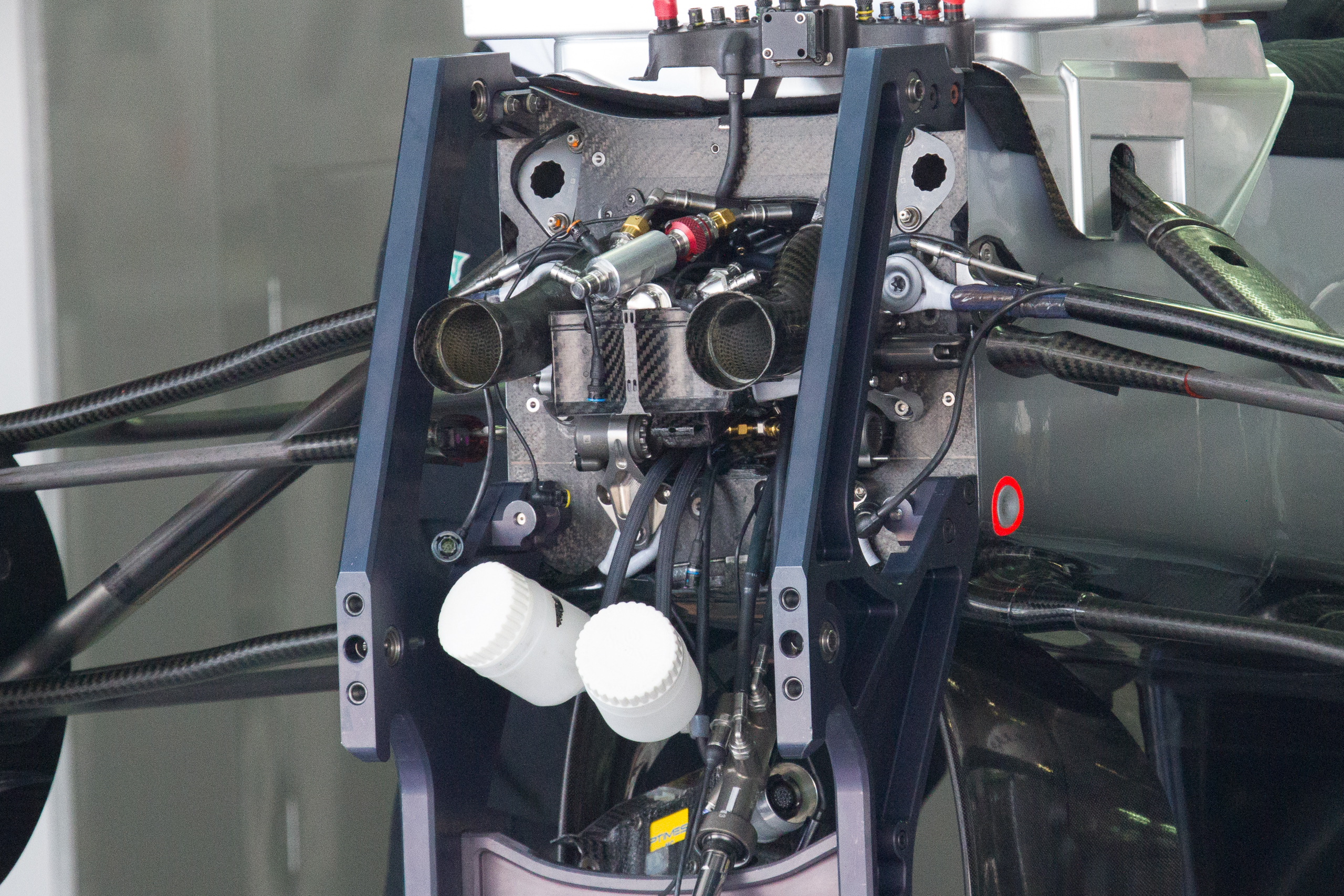
Vue des pipes d'admission du système de double DRS à l'avant de la Mercedes AMG F1 W03.

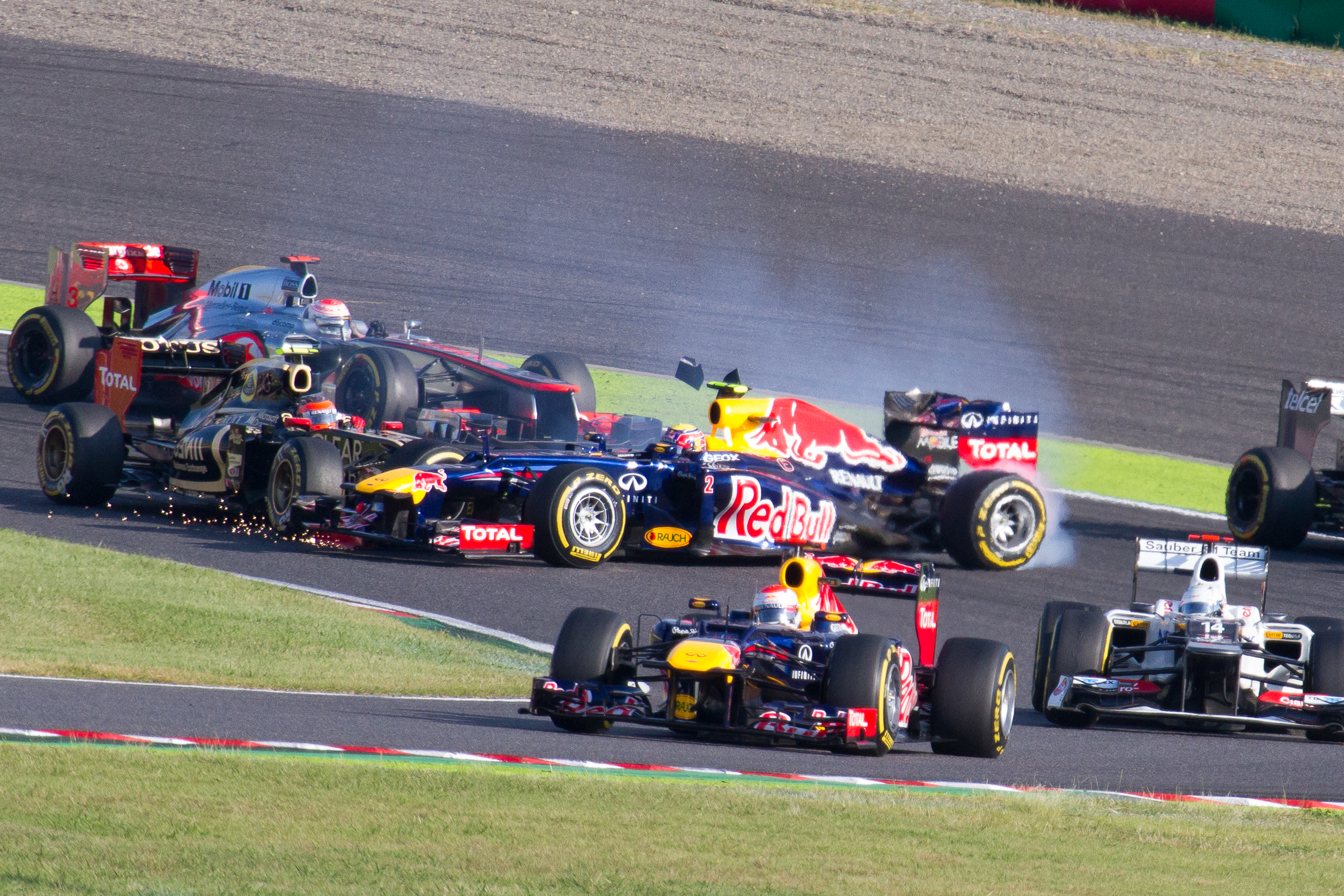
Romain Grosjean percute Mark Webber au départ de la course.

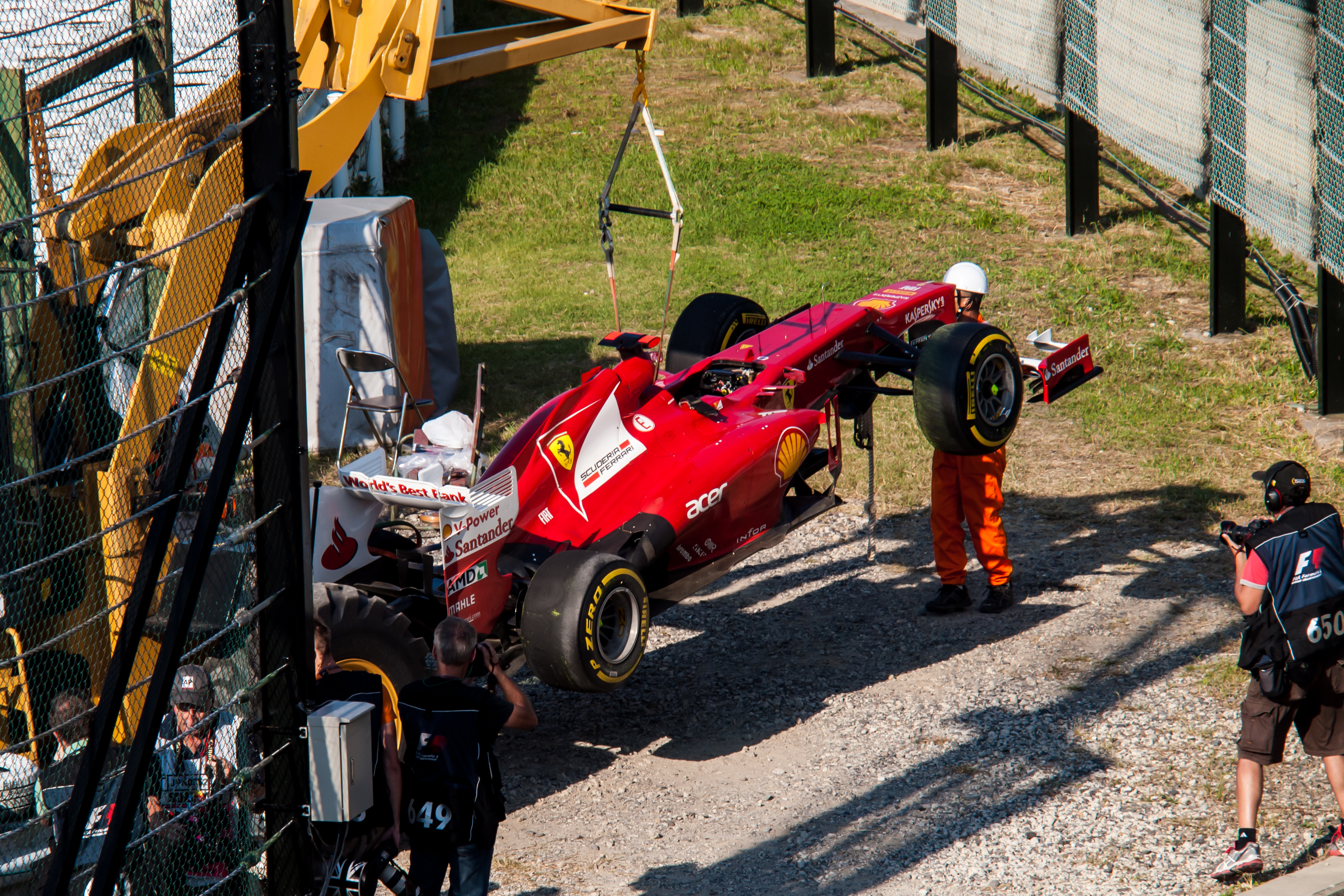
Évacuation de la monoplace d'Alonso après l'accident du départ.

À l'extinction des feux, Sebastian Vettel, en pole position, s'engouffre en tête dans le premier virage, devant Kamui Kobayashi et Jenson Button. Juste derrière ces pilotes, Fernando Alonso, enfermé à l'extérieur à l'abord du premier virage, vire large. Mettant ses roues dans l'herbe, sa monoplace revient en travers sur la piste et touche Kimi Räikkönen, ce qui l'envoie en tête-à-queue sur la piste. Le pilote espagnol abandonne quand Räikkönen peut poursuivre,,,.
Dans le même temps, Romain Grosjean n'anticipe pas le ralentissement devant lui lié aux frictions du départ et harponne Mark Webber. Le Français est sanctionné par un stop-and-go de dix secondes. Bruno Senna pour sa part percute l'arrière de la monoplace de Nico Rosberg, qui doit à son tour abandonner. Le Brésilien est quant à lui puni d'un drive-through par les commissaires de course,,,.
Derrière la voiture de sécurité qui est immédiatement entrée en piste, Webber, Grosjean et Senna passent par leur stand pour faire réparer leurs monoplaces tandis que Vettel devance Kobayashi, Button, Felipe Massa, Räikkönen, Sergio Pérez, Lewis Hamilton, Nico Hülkenberg, Pastor Maldonado et Daniel Ricciardo. La course est relancée dès le deuxième passage sur la ligne. Sebastian Vettel contient parfaitement Kobayashi et tous les pilotes parviennent à maintenir leur position face à leurs rivaux. Vettel creuse peu à peu un écart important : au dixième passage, il a un avantage de 6 secondes sur Kobayashi, 8 s sur Button, 9 s sur Massa et 13 s sur Räikkönen,,,.
Button, Räikkönen, Hülkenberg et Paul di Resta changent de pneus dès le treizième tour, Kobayashi et Charles Pic les imitent au tour suivant, Pérez s'arrête au quinzième, Hamilton, Maldonado et Senna au suivant, Vettel, Massa, Ricciardo, Michael Schumacher, Pedro de la Rosa au dix-septième. Quelques instants plus tard, profitant de ses pneus frais, Sergio Pérez attaque Button à l'extérieur de l'épingle, roule sur la partie sale et abandonne dans le bac à graviers. Au vingtième passage, Vettel possède 10 secondes d'avance sur Massa, 12 s sur Kobayashi, 15 s sur Button ; suivent Räikkönen, Hamilton, Hülkenberg, Maldonado, Webber et Ricciardo. Mark Webber change ses pneus au vingt-sixième tour alors qu'en tête, l'écart entre Vettel et son plus proche poursuivant passe à 13 secondes au vingt-neuvième passage,,,.
Räikkönen change ses pneus au trentième tour, Kobayashi, Hamilton, Hülkenberg au suivant, di Resta au trente-deuxième, Maldonado au suivant, Ricciardo et Senna au trente-quatrième, Button au suivant, Massa et Schumacher au trente-sixième et Vettel au suivant,,,.
L'Allemand n'a plus qu'à gérer sa course en tête jusqu'au drapeau à damier pour remporter sa troisième victoire de la saison, la deuxième consécutive après la course de Singapour. Derrière lui et Massa, la lutte pour la troisième place s'intensifie à coup de dixièmes de secondes entre Kobayashi et Button. Finalement, Felipe Massa et Kamui Kobayashi complètent un podium inhabituel : le Brésilien n'était plus monté sur un podium depuis le Grand Prix de Corée en 2010 tandis que le Japonais y monte pour la première fois, qui plus est devant son public. Suivent pour les points Jenson Button, Lewis Hamilton, Kimi Räikkönen, Nico Hülkenberg, Pastor Maldonado, Mark Webber et Daniel Ricciardo,,,.
Alonso conserve la tête du championnat du monde avec 194 points et n'a plus que quatre points d'avance sur Vettel (190 points). Räikkönen est troisième (157 points), Hamilton quatrième (152 points) devant Webber (134 points) et Button (131 points). Au championnat du monde des constructeurs, Red Bull Racing, avec 324 points, devance McLaren (283 points) et Ferrari (263 points). Suivent Lotus F1 Team (239 points), Mercedes (136 points), Sauber (116 points), Force India (81 points), Williams (58 points) et Scuderia Toro Rosso (15 points).

### Grand Prix de Corée

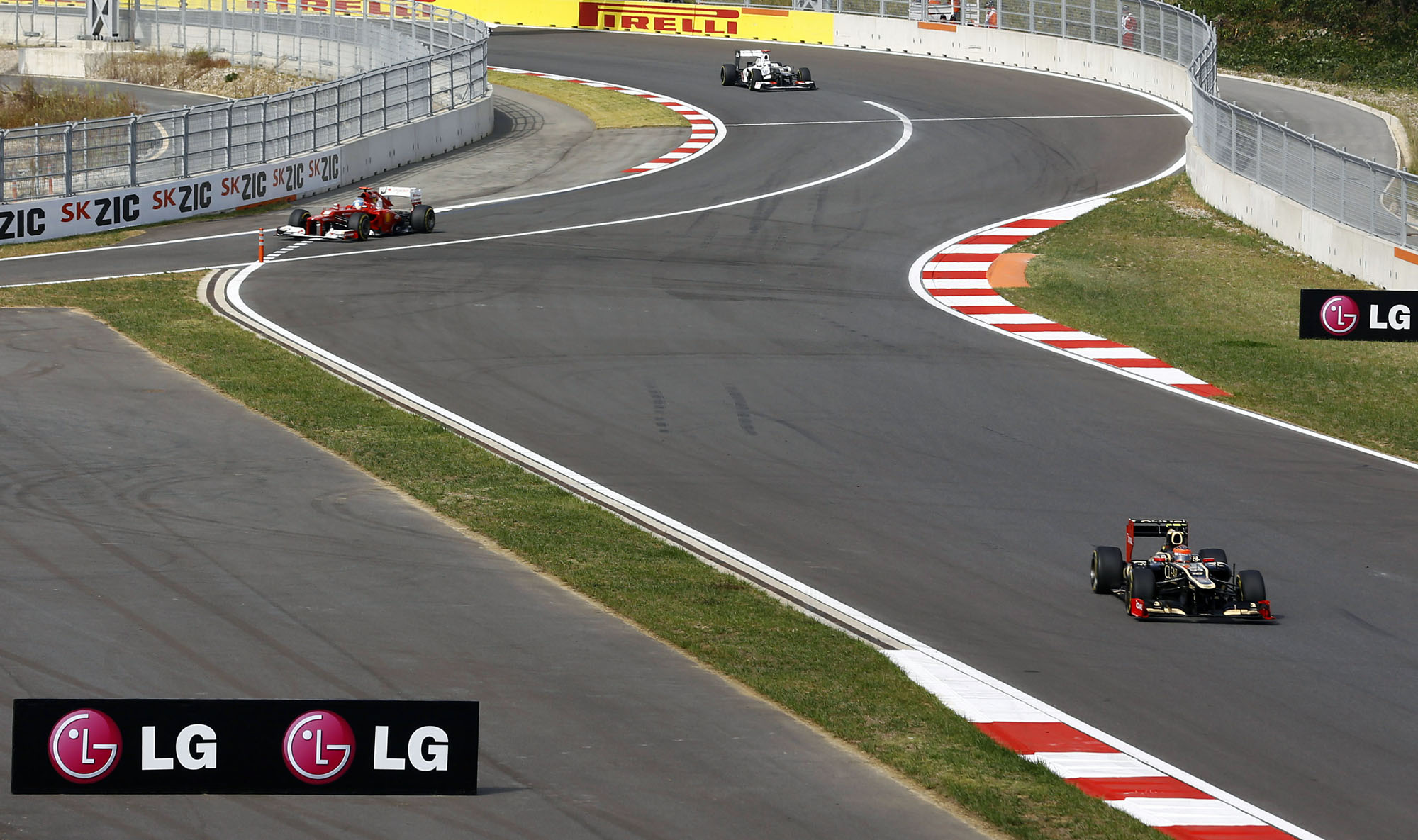
Fernando Alonso rentre au stand alors que Romain Grosjean précède Sergio Pérez en piste.

À l'extinction des feux, Vettel, deuxième sur la grille prend immédiatement l'avantage sur son équipier Mark Webber, en pole position, alors que, juste derrière, Kamui Kobayashi arrache la suspension avant-droite de Jenson Button et accroche Nico Rosberg : ils abandonnent dès les premiers hectomètres tandis que le Japonais est pénalisé par un drive-through avant d'abandonner à son tour un peu plus tard,,,.
Au premier passage, Vettel devance Webber, Alonso, Hamilton, Felipe Massa, Kimi Räikkönen, Nico Hülkenberg, Romain Grosjean, Sergio Pérez, Michael Schumacher, Paul di Resta, Bruno Senna, Pastor Maldonado, Jean-Éric Vergne et Daniel Ricciardo. Au septième passage, Vettel compte 1 seconde et demie d'avance sur Webber, 4 s sur Alonso, 6 s sur Hamilton, 7 s sur Massa, 8 s sur Räikkönen, 13 s sur Hülkenberg, 14 s sur Grosjean, 15 s sur Pérez et 19 s sur Schumacher. Hamilton, Hülkenberg, Grosjean, Schumacher et Vergne changent leurs pneus au treizième tour, Webber, Massa, Räikkönen et Ricciardo au suivant, Vettel, Alonso, di Resta au quinzième, Pérez au dix-huitième et Maldonado au vingt-et-unième. Pendant ce temps, Lewis Hamilton perd du terrain sur Fernando Alonso, se fait dépasser par Massa et rattraper par Räikkönen,,,.
Au vingt-deuxième passage, Vettel précède Webber de 7 secondes, Alonso de 9 s, Massa de 13 s, Hamilton de 16 s, Räikkönen de 17 s, Hülkenberg de 33 s, Grosjean de 35 s, Ricciardo de 42 s et Schumacher de 46 s. Räikkönen passe alors Hamilton mais le Britannique reprend l'avantage dès le virage suivant. Hamilton change ses pneus pour la deuxième fois au vingt-sixième tour, di Resta au vingt-huitième, Grosjean au trente-et-unième, Webber, Hülkenberg, Schumacher, Senna, Petrov au suivant, Pérez et Kovalainen au trente-troisième, Alonso au suivant, Vettel, Massa et Räikkönen au trente-cinquième et Vergne au trente-huitième,,,.
En tête de la course, Vettel compte désormais un avantage de 8 secondes sur Webber et 12 s sur Alonso. Hamilton, septième, s'arrête une troisième fois changer ses pneus dans le quarante-deuxième tour et chute encore au classement : il se retrouve désormais derrière les deux Toro Rosso et ne parvient pas à les dépasser à cause d'un gros problème de barre antiroulis. Sebastian Vettel remporte sa troisième victoire consécutive, ce qui lui permet de ravir la première place du championnat à Alonso. Mark Webber termine deuxième alors qu'Alonso limite les dégâts en terminant sur le podium. Suivent pour les points Massa, Räikkönen, Hülkenberg, Grosjean, Vergne, Ricciardo et Hamilton,,,.
Pour la première fois de la saison, Vettel prend la tête du championnat du monde avec 215 points et devance désormais Alonso (209 points). Räikkönen est toujours troisième (167 points), Hamilton quatrième (153 points) devant Webber (152 points) et Button (131 points). Au championnat du monde des constructeurs, Red Bull Racing, avec 367 points, devance désormais Ferrari (290 points) quand McLaren chute en troisième position avec 284 points. Suivent Lotus F1 Team (255 points), Mercedes (136 points), Sauber (116 points), Force India (89 points), Williams (58 points) et Scuderia Toro Rosso (21 points).

### Grand Prix d'Inde
Les Red Bull Racing sont en première ligne avec Sebastian Vettel en pole position, les McLaren sur la deuxième ligne et les Ferrari sur la troisième. À l'extinction des feux, Mark Webber prend un meilleur départ que son coéquipier départ mais Vettel reprend la tête dans le premier virage. Derrière, Fernando Alonso réussit à passer entre les deux McLaren mais retrouve sa position initiale après le premier virage ; il prend néanmoins peu après l'avantage sur Lewis Hamilton. Au premier passage sur la ligne de chronométrage, Vettel devance Webber, Button, Alonso, Hamilton, Felipe Massa, Kimi Räikkönen, Sergio Pérez, Nico Hülkenberg et Nico Rosberg. Jean-Éric Vergne accroche légèrement Michael Schumacher et les deux pilotes regagnent leurs stands, Vergne pour changer d'aileron avant, Schumacher à cause d'une crevaison à l'arrière,,,.
En tête de la course, Vettel creuse immédiatement l'écart : au quatrième passage, il a plus de 2 secondes d'avance sur Webber, 6 s sur Alonso qui vient de doubler Button désormais à 7 s, 8 s sur Hamilton et Massa, 9 s sur Räikkönen, 11 s sur Pérez, 12 s sur Hülkenberg et 14 s sur Rosberg. Quelques minutes plus tard, Lewis Hamilton double son coéquipier quand Alonso creuse un écart de 3 secondes sur le duo McLaren. Pérez change ses pneumatiques le premier au quatorzième tour mais, quatre tours plus tard, rentre vers son stand sur trois roues après un contact avec l'aileron avant de Ricciardo et décide d'abandonner au tour suivant. Dans le vingt-troisième tour, Alonso revient à moins de 2 secondes de Webber alors que Vettel mène avec 9 secondes d'avance. Button change ses pneus au vingt-cinquième tour, Senna rentre au tour suivant, Räikkönen, Rosberg, Maldonado et Ricciardo au vingt-septième, Massa, Hülkenberg, di Resta et Charles Pic au vingt-huitième, Alonso au suivant, Webber au trentième, Hamilton au trente-deuxième (il change également de volant) et Vettel au suivant. Pendant ce temps, Pastor Maldonado dépasse Kobayashi mais un léger contact entre eux provoque une crevaison à l'arrière droit pour Maldonado qui doit rejoindre son stand,,,.
Au trente-huitième passage, Vettel devance Webber de 12 secondes, Alonso de 13 s, Hamilton de 20 s, Button de 30 s, Massa de 37 s, Räikkönen de 37 s ; suivent Hülkenberg, Grosjean, Rosberg, Senna et di Resta. À une quinzaine de tours de l'arrivée, Webber annonce que son SREC est défaillant, ce dont veut profiter immédiatement Alonso. Pedro de la Rosa, en difficulté avec ses freins, sort de la piste : les drapeaux jaunes sont agités et l'usage de l'aileron arrière mobile est temporairement suspendu ce qui laisse un peu de répit à Webber, qui se fait toutefois doubler par Alonso dans le quarante-septième tour. Alors que Sebastian Vettel possède un avantage de 12 secondes sur ses poursuivants, son fond plat frotte la piste à certains endroits du circuit : Alonso est averti de cet incident et augmente son rythme de course : il revient à 10 secondes de son rival quand celui-ci franchit la ligne d’arrivée. Sebastian Vettel porte son avantage sur Fernando Alonso à 13 points puisque l'Espagnol termine deuxième, la troisième marche du podium revenant de justesse à Mark Webber menacé par Hamilton ; suivent pour les points restants Button, Massa, Räikkönen, Hülkenberg, Grosjean et Senna,,,.
Vettel accroît son avance en tête du championnat du monde avec 240 points et devance Alonso de 13 points (227 points). Räikkönen est toujours troisième (173 points), Webber désormais quatrième (167 points) devant Hamilton (165 points) et Button (141 points). Au championnat du monde des constructeurs, Red Bull Racing, avec 407 points, devance Ferrari (316 points) et McLaren (306 points). Suivent Lotus F1 Team (263 points), Mercedes (136 points), Sauber (116 points), Force India (93 points), Williams (59 points) et Scuderia Toro Rosso (21 points).

### Grand Prix d'Abou Dabi

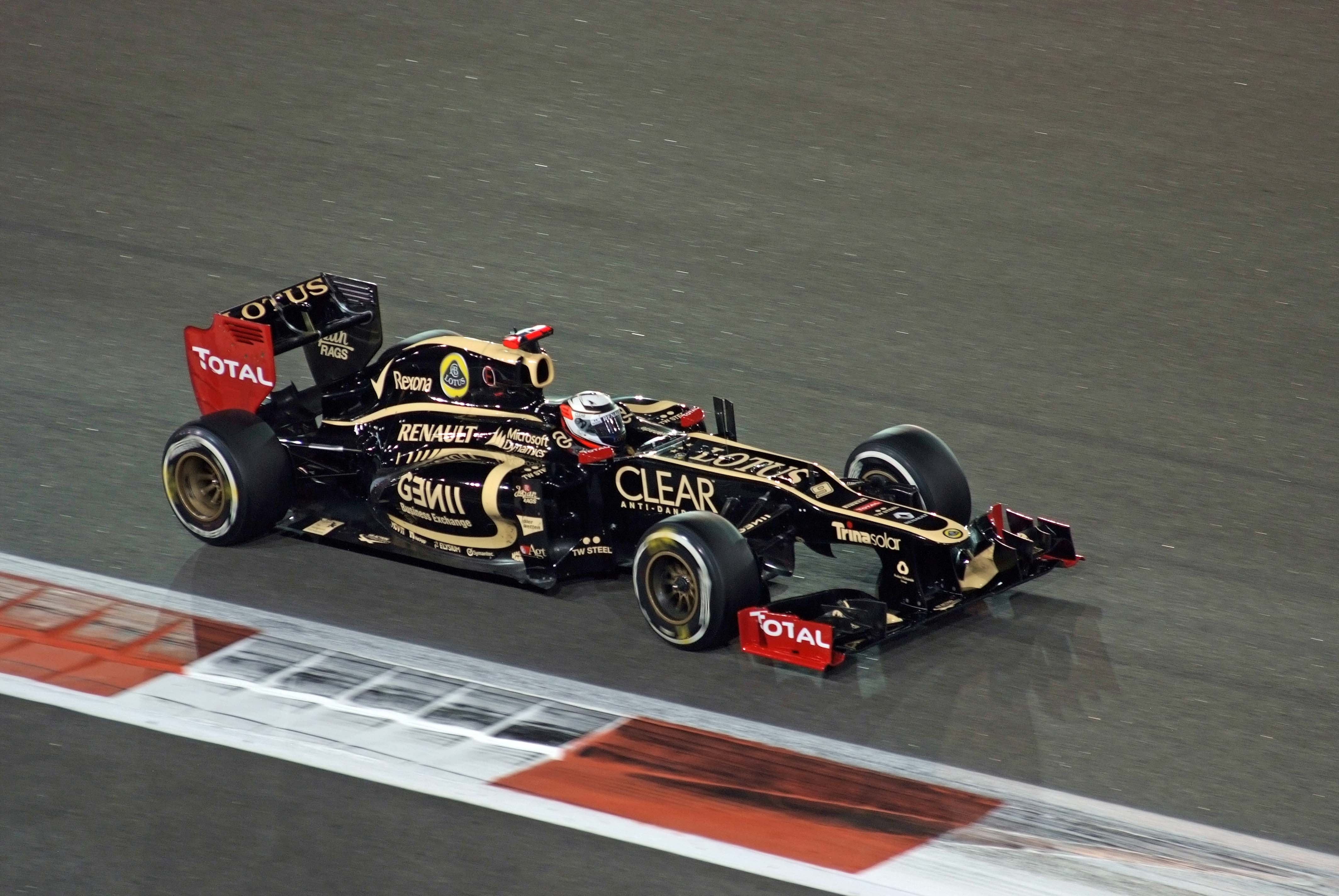
Kimi Räikkönen remporte le Grand Prix d'Abou Dabi, son premier succès depuis son retour en Formule 1.

Sebastian Vettel, à la suite de son déclassement, choisit de s'élancer depuis la voie des stands afin de pouvoir modifier les réglages de sa monoplace ; Pedro de la Rosa ne réussit pas à s'élancer pour le tour de formation et rejoint Vettel dans la voie des stands. À l'extinction des feux, Lewis Hamilton, en pole position, prend un excellent départ alors que Mark Webber, en première ligne, rate le sien et se fait doubler par Kimi Räikkönen, Pastor Maldonado et Fernando Alonso. À l'arrière du peloton, Bruno Senna et Nico Hülkenberg s'accrochent et l'Allemand abandonne. Nico Rosberg et Romain Grosjean se touchent légèrement et doivent rentrer à leur stand, Grosjean à cause d'une crevaison, Rosberg pour changer son aileron avant,,,.
Au premier passage sur la ligne de chronométrage, Hamilton devance Räikkönen, Maldonado, Alonso, Webber, Jenson Button, Felipe Massa, Kamui Kobayashi, Sergio Pérez, Michael Schumacher, Daniel Ricciardo et Nico Rosberg. Hamilton fait une lègère sortie de piste dans le deuxième tour : Kimi Räikkönen en profite pour tenter une attaque mais la McLaren garde l'avantage. Vettel signale à son équipe qu'une des ailettes droites de son aileron avant s'est décrochée à la suite d'un léger contact avec Bruno Senna. Au cinquième tour, Hamilton possède 2 secondes et demie d'avance sur Räikkönen, 4 s sur Maldonado, 5 s sur Alonso, 6 s sur Webber, 7 s sur Button, 8 s sur Massa, 9 s sur Pérez, 12 s sur Kobayashi et 13 s sur Schumacher tandis que Sebastian Vettel est remonté à la quatorzième place,,,.
Dans le huitième tour, Narain Karthikeyan est victime d'une casse de direction : le pilote freine fortement pour tenter d'en garder le contrôle et est violemment percuté par Rosberg qui, à pleine vitesse ne peut éviter la collision. Si la Mercedes touche violemment le muret après avoir escaladé la HRT, les deux pilotes s'en sortent indemnes. La voiture de sécurité prend la piste et, derrière elle, Hamilton précède Räikkönen, Maldonado, Alonso, Webber, Button, Massa, Pérez, Kobayashi, Schumacher, Daniel Ricciardo, Vettel, Jean-Éric Vergne, Heikki Kovalainen, Senna, Timo Glock, Vitaly Petrov, Charles Pic, de la Rosa, Grosjean et Paul di Resta. Derrière la voiture de sécurité, Ricciardo freine brutalement pour assurer le maintien en température de ses freins et Vettel sort de la piste pour l'éviter, percute un panneau et abîme encore un peu plus son aileron avant. Son équipe lui demande de rentrer pour en changer, ainsi que ses pneumatiques : il remonte en piste à la vingt-et-unième place,,,.
La course est relancée au quatorzième tour et Vettel double Grosjean en sortant des limites de la piste : pour éviter une pénalité, il lui rend sa position puis le repasse quelques instants plus tard. Au dix-neuvième passage, Hamilton mène avec 3 secondes d'avance sur Räikkönen, 7 s sur Maldonado, 8 s sur Alonso, 9 s sur Webber, 10 s sur Button, 12 s sur Massa et 13 s sur Pérez, Kobayashi et Schumacher. Toutefois, avant la fin de ce tour, Lewis Hamilton abandonne à cause d'une perte de la pression d'essence. Kimi Räikkönen est désormais en tête de la course alors que Fernando Alonso double Pastor Maldonado pour le gain de la deuxième place,,,.
Dans le vingt-troisième tour, Mark Webber attaque Pastor Maldonado et les deux pilotes s'accrochent : Webber remonte en piste à la septième place tandis que Button prend l'avantage sur Maldonado dont les pneus sont totalement usés. Kobayashi change ses pneus au vingt-cinquième tour quand Webber attaque Massa et percute légèrement la Ferrari. L'Australien sort de la piste sort de la piste et la reprend juste devant Massa, obligé de faire un écart et de partir en tête-à-queue pour éviter l'accrochage. Massa et Ricciardo changent leurs pneus au vingt-sixième tour, Schumacher, Glock et Petrov s'arrêtent au suivant, Alonso et Kovalainen au vingt-huitième, Button et Maldonado au suivant, Pérez et Webber au trentième et Räikkönen au suivant. Au trente-cinquième passage, Räikkönen devance Vettel de 3 secondes et demie, Alonso de 9 s, Button de 10 s, Grosjean de 23 s ; suivent di Resta, Pérez, Webber, Maldonado et Kobayashi,,,.
Vettel effectue son dernier changement de pneus au trente-septième tour et remonte en piste en cinquième position. Quelques instants plus tard, Paul di Resta attaque Grosjean et Pérez essaye de dépasser les deux pilotes d'un coup : il touche di Resta, sort de la piste vers la droite, quand di Resta fait de même vers la gauche. Les deux pilotes à la dérive reviennent en piste juste devant Grosjean, forcé de se décaler pour les éviter : ce faisant, il surprend Mark Webber qui tentait de le doubler et les deux pilotes doivent abandonner. Pérez, responsable de cet accrochage, est pénalisé d'un stop-and-go de dix secondes et ressort de son stand à la douzième place. La voiture de sécurité entre en action et derrière elle Räikkönen devance Alonso, Button, Vettel, Maldonado, Kobayashi, Schumacher, Massa, Senna, Vergne, di Resta, Ricciardo, Kovalainen, Pérez, Glock, Petrov, Pic (qui va abandonner au tour suivant) et de la Rosa. La voiture de sécurité s'efface au quarante-deuxième tour et Räikkönen se relance parfaitement devant Alonso, Button et Vettel. Räikkönen creuse rapidement un écart sur Alonso alors que Button a fort à faire pour défendre sa position face à Sebastian Vettel et ses pneus neufs : Vettel prend l'avantage dans le cinquante-deuxième tour,,,.
En tête de la course, Fernando Alonso revient peu à peu sur Räikkönen et l'écart est de seulement une seconde à deux tours de l'arrivée. Räikkönen remporte son premier succès depuis son retour en Formule 1 au début de la saison, sa dix-neuvième victoire de sa carrière. Alonso monte sur la deuxième marche du podium et Sebastian Vettel se classe troisième et ne perd ainsi que trois points sur son rival au championnat du monde ; suivent pour les points Button, Maldonado, Kobayashi, Massa, Senna, Di Resta et Ricciardo,,,.
Vettel concède trois points à son rival dans la course au titre et reste en tête du championnat du monde avec 255 points. Il devance Alonso (245 points) et Räikkönen (198 points). Webber reste quatrième (167 points) devant Hamilton (165 points) et Button (153 points). Au championnat du monde des constructeurs, Red Bull Racing, avec 422 points, devance Ferrari (340 points) et McLaren (318 points). Suivent Lotus F1 Team (288 points), Mercedes (136 points), Sauber (124 points), Force India (95 points), Williams (73 points) et Scuderia Toro Rosso (22 points).

### Grand Prix des États-Unis

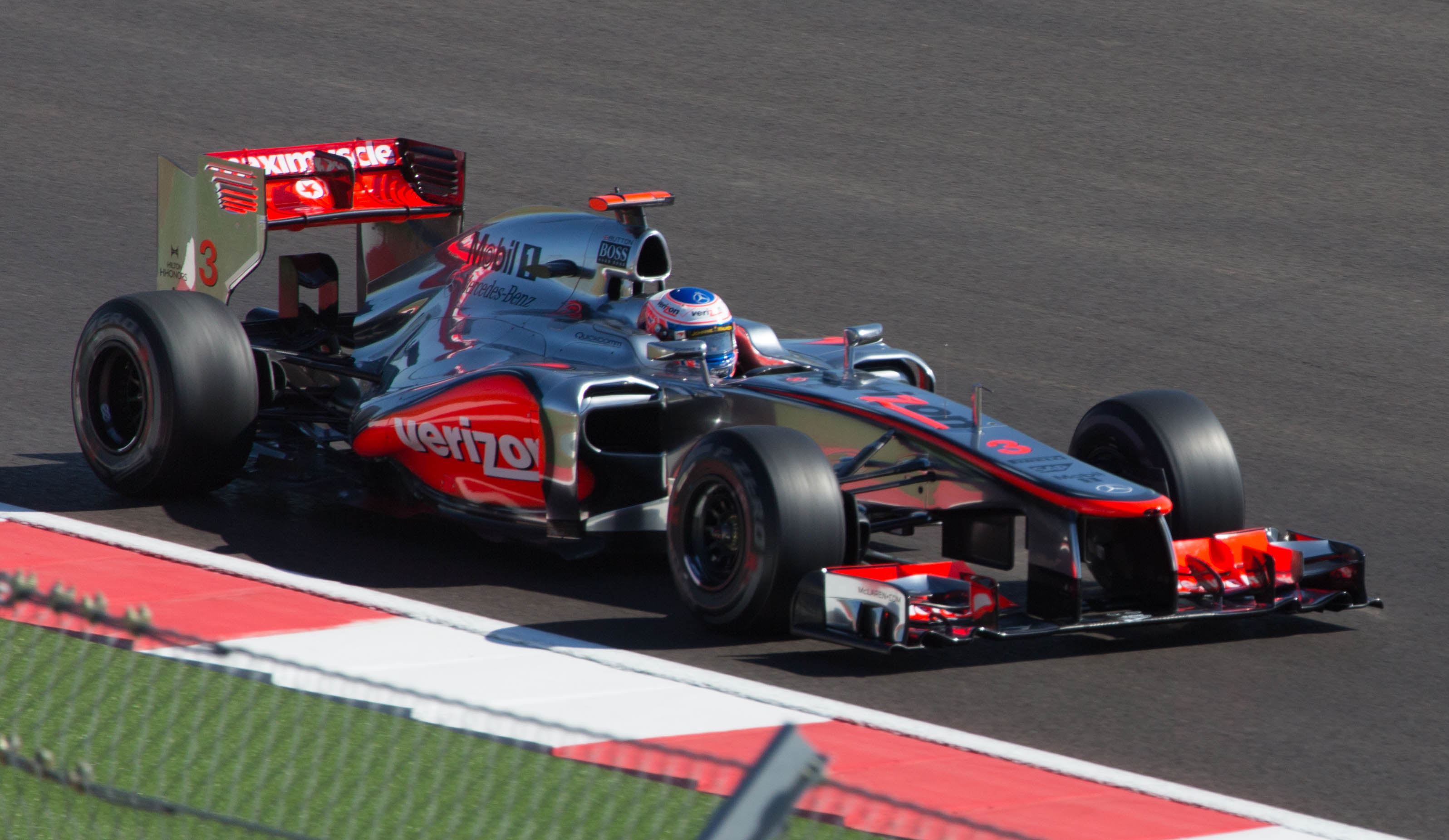
Jenson Button au Grand Prix automobile des États-Unis 2012.

Sebastian Vettel part depuis la pole position alors que Fernando Alonso, son unique rival pour le titre mondial, est sur la septième place sur la grille. À l'extinction des feux, Vettel s'engouffre en tête dans le premier virage devant Mark Webber, Lewis Hamilton et Alonso qui a dépassé plusieurs concurrents. Au premier passage, Vettel devance Webber, Hamilton, Alonso, Michael Schumacher, Nico Hülkenberg, Kimi Räikkönen, Romain Grosjean, Paul di Resta, Felipe Massa, Sergio Pérez, Bruno Senna, Pastor Maldonado, Nico Rosberg et Jenson Button,,,.
Schumacher se fait dépasser par Hülkenberg et Grosjean tandis que Lewis Hamilton harcèle Mark Webber pour le gain de la deuxième place, et le double dans le troisième tour. Au quatrième passage sur la ligne, Vettel précède Hamilton (à 2 secondes et demie), Webber (à 3 s), Alonso (à 6 s) ; suivent Hülkenberg, Grosjean, Räikkönen, di Resta, Schumacher et Massa. À l'avant, Vettel et Hamilton tournent dans les mêmes temps quand Webber, Alonso et les pilotes qui les suivent perdent progressivement du temps. Quelques instants plus tard, Grosjean part à la faute et remonte en piste à la dixième place. Il se fait ensuite dépasser par Pérez et Senna. En tête de la course, Hamilton revient peu à peu sur Vettel : au septième passage, l'écart n'est plus que de 2 secondes entre les deux pilotes, et tombe à 1 s 6 deux tours plus tard. Grosjean rentre au stand au neuvième tour pour changer ses pneus alors que Schumacher intimide très fortement Button pour l'empêcher de le doubler. Au douzième passage, Vettel a toujours moins de deux secondes d'avance sur Hamilton ; Webber suit à 7 s et Alonso à 22 s. Ils précèdent Hülkenberg, Räikkônen, Massa, di Resta, Pérez et Senna. Quelques secondes plus tard, Räikkönen double Hülkenberg : il est le pilote le plus rapide en piste,,,.
Kamui Kobayashi change ses pneus au treizième tour et Schumacher au tour suivant alors qu'en tête l'écart Vettel-Hamilton est inférieur à la seconde. Mark Webber tombe alors en panne de SREC puis abandonne peu après à cause d'une récurrent problème d'alternanteur. Hülkenberg change ses pneus au dix-septième tour tandis que Vettel accroît son avantage sur Hamilton à plus de trois secondes. Hamilton et Alonso s'arrêtent pour changer de pneus au vingtième tour et Alonso perd beaucoup de temps. Vettel, di Resta et Maldonado s'arrêtent au tour suivant tour, Pérez au vingt-deuxième, Räikkönen au vingt-quatrième (pour lui aussi, l'arrêt est très long). Au trente-et-unième passage, Vettel devance Hamilton de 2 secondes, Button de 24 s, Alonso de 29 s et Räikkönen de 38 s ; suivent Massa, Grosjean, Rosberg, Hülkenberg et Senna. Seuls Button et Rosberg n'ont pas encore changé leurs pneus,,,.
Au trente-troisième passage, Hamilton est revenu à 1 s 2 de Vettel et va bientôt pouvoir utiliser son aileron arrière mobile. Au tour suivant, l'écart tombe à 6 dixièmes de seconde. Rosberg et Button effectuent alors leur unique changement de pneus et Alonso récupère la troisième place : le titre mondial n'est donc toujours pas acquis à Vettel. Felipe Massa attaque Räikkönen et le passe dans le trente-neuvième tour. Hamilton prend enfin l'avantage sur Vettel dans le quarante-deuxième tour. Au passage suivant sur la ligne, Hamilton possède 1 s 3 d'avance sur Vettel, 31 s sur Alonso, 42 s sur Massa, 48 s sur Räikkönen, 49 s sur Button et 50 s sur Grosjean ; suivent Hülkenberg, Senna et Maldonado,,,.
À cinq tours du terme, Maldonado passe son coéquipier Senna de manière très autoritaire. Lewis Hamilton résiste jusqu'au drapeau à damier et remporte la victoire, devant Sebastian Vettel et Fernando Alonso ; suivent pour les points Massa, Button, Räikkönen, Grosjean, Hülkenberg, Maldonado et Senna,,,.
Vettel reprend trois points à son rival dans la course au titre et reste en tête du championnat du monde avec 273 points. Il devance Alonso (260 points) et Räikkönen (206 points). Hamilton (190 points) ravit la quatrième place à Webber (167 points) qui devance Button (163 points). Red Bull Racing (440 points) remporte dès cette course le championnat du monde des constructeurs et devance Ferrari (367 points) et McLaren (353 points). Suivent Lotus F1 Team (302 points), Mercedes (136 points), Sauber (124 points), Force India (99 points), Williams (76 points) et Scuderia Toro Rosso (22 points).

### Grand Prix du Brésil
C'est sous une pluie fine et en pneus pour piste sèche que les pilotes terminent le tour de formation et prennent place pour le départ. À l'extinction des feux, si Lewis Hamilton, en pole position, prend un bon évol, Felipe Massa, cinquième sur la grille, surprend tous ses rivaux et s'engouffre dans le premier virage juste derrière la McLaren du Britannique. Un peu plus loin, Bruno Senna touche Sebastian Vettel et l'envoie en tête-à-queue en plein milieu de la piste : tous les pilotes parviennent à éviter l'Allemand en perdition qui repart vingtième tandis que son rival pour le titre, Fernando Alonso remonte à la troisième place. Senna et Sergio Pérez, victime collatérale de l'incident, abandonnent dans le premier tour de course,,,.
Au deuxième passage sur la ligne de chronométrage, Hamilton devance Jenson Button, Alonso, Nico Hülkenberg, Mark Webber, Massa, Paul di Resta, Kimi Räikkönen, Kamui Kobayashi et Nico Rosberg. Victime de la fine pluie, Fernando Alonso fait un tout-droit et perd sa troisième place au profit d'Hülkenberg. Romain Grosjean effectue une sortie de piste et abandonne sa monoplace accidentée dans le mur de pneus. Mark Webber part aussi à la faute mais reprend le contrôle de sa monoplace après un tête-à-queue. En tête de la course, Button dépasse Hamilton sur une piste de plus en plus mouillée,,,.
Kobayashi et Michael Schumacher changent leurs pneus au huitième tour alors que Vettel est déjà remonté à la sixième place. Rosberg, Daniel Ricciardo et Webber chaussent des pneus intermédiaires au neuvième tour ; Hamilton, Alonso, Vettel et di Resta rentrent au tour suivant. Quelques instants plus tard, en piste, Webber laisse passer Vettel pour lui permettre de préserver ses chances de remporter le titre mondial. En tête de la course, Button, toujours en pneus slicks, tourne dans les mêmes temps que ses rivaux en pneus intermédiaires,,,.
Au quinzième passage, Button mène avec 1 seconde d'avance sur Hülkenberg, 15 s sur Hamilton, 31 s sur Alonso, 37 sur Kobayashi et Vettel, 41 s sur Webber, 44 s sur Rosberg, 45 s sur di Resta et 46 s sur Ricciardo. Nico Hülkenberg, lui aussi en pneus slicks, prend la tête à l'entame du dix-huitième tour. Alors que la pluie se fait de moins en moins présente, Hamilton, Alonso, Kobayashi, Rosberg et di Resta rentrent à nouveau au stand pour rechausser des pneus slicks. Vettel, Webber, Ricciardo, Räikkönen, Massa, Timo Glock, Vitaly Petrov, Heikki Kovalainen, Charles Pic, Jean-Éric Vergne, Rosberg et Pedro de la Rosa rentrent au vingtième tour,,,.
Si Hülkenberg et Button semblent avoir fait le bon choix en ce début de course puisqu'ils sont restés en piste en pneus slicks durant l'averse et occupent les deux premières places, l'entrée en piste de la voiture de sécurité dans le vingt-deuxième tour risque de mettre à mal leur stratégie : Nico Rosberg, dont le train arrière est endommagé sème des débris de carbone sur la trajectoire qui provoquent sa propre crevaison et les commissaires doivent évacuer les morceaux éparpillés sur le circuit. Hülkenberg et Button rentrent changer leurs pneus et, grâce à l'avance conquise en piste, conservent les deux premières places,,,.
Au vingt-quatrième passage, derrière la voiture de sécurité, Hülkenberg devance Button, Hamilton, Alonso, Vettel, Kobayashi, Webber, di Resta, Ricciardo, Räikkönen, Massa, Glock et Vergne. La course est relancée au vingt-neuvième tour et Webber et Kobayashi attaquent immédiatement Vettel : le Japonais réussit sa manœuvre alors que Webber vire au large. Un tour plus tard, Hamilton ravit la deuxième place à Button alors que Hülkenberg creuse un léger écart en tête de course. Kobayashi dépasse ensuite Alonso mais L'Espagnol récupère sa quatrième position dès le tour suivant. Au trente-troisième tour, Hülkenberg précède Hamilton de 2 secondes et demie, Button de 4 s, Alonso de 5 s, Kobayashi et Vettel de 6 s et Massa de 7 s ; suivent Ricciardo, di Resta et Webber. Massa s'impose successivement sur Vettel puis Kobayashi dans le trente-sixième tour et vient faire office de protection à son leader,,,.
Une fine pluie fait son retour à partir du quarante-quatrième tour et les pilotes doivent baisser leur rythme. Néanmoins, Hamilton fait la jonction avec Nico Hülkenberg quand Vettel ne parvient toujours pas à prendre l'avantage sur Kobayashi. Sur une piste de plus en plus glissante, Hülkenberg part à la faute et, s'il évite de justesse le tête-à-queue, laisse sa première place à Lewis Hamilton. Au cinquante-deuxième tour, alors que la pluie s'intensifie, Vettel chausse des pneus pour piste sèche. Pendant ce temps, Räikkönen manque un freinage et s'engouffre dans une échappatoire. Au cinquante-quatrième tour, Hülkenberg tente un dépassement par l'intérieur sur Hamilton, rate son freinage à la fin de la ligne droite et heurte son rival : si l'Allemand peut poursuivre, Hamilton, suspension cassée, doit abandonner,,,.
Pendant ce temps, Vettel rentre à nouveau au stand, cette fois pour chausser des pneus intermédiaires mais son arrêt est trop long. Les commissaires infligent un drive-through de pénalité à Hülkenberg alors que Button change ses pneus au cinquante-septième tour et remonte en piste en tête. Au cinquante-huitième tour, sous une pluie battante, Button devance Massa de 13 secondes et Alonso de 18 s ; suivent Webber, Hülkenberg, Schumacher, Vettel, Kobayashi, Vergne et di Resta. Au soixante-deuxième tour, Felipe Massa laisse passer Fernando Alonso qui se lance à la poursuite de Button mais l'écart est de plus de 20 secondes,,,.
À deux tours du but, Kamui Kobayashi part à la faute et perd plusieurs positions tandis que Paul di Resta tape le mur dans la remontée vers la ligne droite des stands : la voiture de sécurité prend la piste pour sécuriser le secteur : la course se termine sous ce régime et voit Button terminer la saison comme il l'avait entamée, en remportant la victoire. Fernando Alonso et Felipe Massa l'accompagnent sur le podium ; suivent pour les points : Webber, Hülkenberg, Vettel, Schumacher, Vergne, Kobayashi et Räikkönen,,,.
Sebastian Vettel avec 281 points, remporte son troisième titre mondial consécutif avec trois points d'avance sur Alonso (278 points). Räikkönnen, pour son retour dans la discipline, se classe troisième avec 207 points. Lewis Hamilton termine sa carrière chez McLaren en se classant quatrième avec 190 points. Il devance de deux points son coéquipier Jenson Button qui, grâce à sa victoire ravit la cinquième place à Mark Webber (188 points contre 179). Felipe Massa, auteur d'une seconde partie de saison en fanfare, se classe septième du championnat avec 122 points.
Red Bull Racing remporte le championnat du monde des constructeurs pour la troisième année consécutive, avec 460 points et devance Ferrari (400 points). Suivent McLaren Racing (378 points), Lotus F1 Team (303 points), Mercedes Grand Prix (142 points), Sauber (126 points), Force India (109 points), Williams (76 points) et Scuderia Toro Rosso (26 points). Plus loin dans le classement, Vitaly Petrov, en terminant onzième, permet à Caterham de reprendre la dixième place du championnat des constructeurs à Marussia,,,.

## Classement saison 2012

### Attribution des points
| Position             | 1er | 2e | 3e | 4e | 5e | 6e | 7e | 8e | 9e | 10e |
| Points en Grand Prix | 25  | 18 | 15 | 12 | 10 | 8  | 6  | 4  | 2  | 1   |

### Pilotes
| Pos.     | Pilotes            | AUS | MAL | CHI | TUR | ESP | MON | CAN | EUR | GBR | ALL | HUN | BEL | ITA | SIN | JAP | KOR | IND | UAE | UAE | BRA | Points |
| -------- | ------------------ | --- | --- | --- | --- | --- | --- | --- | --- | --- | --- | --- | --- | --- | --- | --- | --- | --- | --- | --- | --- | ------ |
| Champion | Sebastian Vettel   | 18  | -   | 10  | 25  | 8   | 12  | 12  | -   | 15  | 10  | 12  | 18  | -   | 25  | 25  | 25  | 25  | 15  | 18  | 8   | 281    |
| 2        | Fernando Alonso    | 10  | 25  | 2   | 6   | 18  | 15  | 10  | 25  | 18  | 25  | 10  | -   | 15  | 15  | -   | 15  | 18  | 18  | 15  | 18  | 278    |
| 3        | Kimi Räikkönen     | 6   | 10  | -   | 18  | 15  | 2   | 4   | 18  | 10  | 15  | 18  | 15  | 10  | 8   | 8   | 10  | 6   | 25  | 8   | 1   | 207    |
| 4        | Lewis Hamilton     | 15  | 15  | 15  | 4   | 4   | 10  | 25  | -   | 4   | -   | 25  | -   | 25  | -   | 10  | 1   | 12  | -   | 25  | -   | 190    |
| 5        | Jenson Button      | 25  | -   | 18  | -   | 2   | -   | -   | 4   | 1   | 18  | 8   | 25  | -   | 18  | 12  | -   | 10  | 12  | 10  | 25  | 188    |
| 6        | Mark Webber        | 12  | 12  | 12  | 12  | -   | 25  | 6   | 12  | 25  | 4   | 4   | 8   | -   | -   | 2   | 18  | 15  | -   | -   | 12  | 179    |
| 7        | Felipe Massa       | -   | -   | -   | 2   | -   | 8   | 1   | -   | 12  | -   | 2   | 10  | 12  | 4   | 18  | 12  | 8   | 6   | 12  | 15  | 122    |
| 8        | Romain Grosjean    | -   | -   | 8   | 15  | 12  | -   | 18  | -   | 8   | -   | 15  | -   | Np. | 6   | -   | 6   | 2   | -   | 6   | -   | 96     |
| 9        | Nico Rosberg       | -   | -   | 25  | 10  | 6   | 18  | 8   | 8   | -   | 1   | 1   | -   | 6   | 10  | -   | -   | -   | -   | -   | -   | 93     |
| 10       | Sergio Pérez       | 4   | 18  | -   | -   | -   | -   | 15  | 2   | -   | 8   | -   | -   | 18  | 1   | -   | -   | -   | -   | -   | -   | 66     |
| 11       | Nico Hülkenberg    | -   | 2   | -   | -   | 1   | 4   | -   | 10  | -   | 2   | -   | 12  | -   | -   | 6   | 8   | 4   | -   | 4   | 10  | 63     |
| 12       | Kamui Kobayashi    | 8   | -   | 1   | -   | 10  | -   | 2   | -   | -   | 12  | -   | -   | 2   | -   | 15  | -   | -   | 8   | -   | 2   | 60     |
| 13       | Michael Schumacher | -   | 1   | -   | 1   | -   | -   | -   | 15  | 6   | 6   | -   | 6   | 8   | -   | -   | -   | -   | -   | -   | 6   | 49     |
| 14       | Paul di Resta      | 1   | 6   | -   | 8   | -   | 6   | -   | 6   | -   | -   | -   | 1   | 4   | 12  | -   | -   | -   | 2   | -   | -   | 46     |
| 15       | Pastor Maldonado   | -   | -   | 4   | -   | 25  | -   | -   | -   | -   | -   | -   | -   | -   | -   | 4   | -   | -   | 10  | 2   | -   | 45     |
| 16       | Bruno Senna        | -   | 8   | 6   | -   | -   | 1   | -   | 1   | 2   | -   | 6   | -   | 1   | -   | -   | -   | 1   | 4   | 1   | -   | 31     |
| 17       | Jean-Éric Vergne   | -   | 4   | -   | -   | -   | -   | -   | -   | -   | -   | -   | 4   | -   | -   | -   | 4   | -   | -   | -   | 4   | 16     |
| 18       | Daniel Ricciardo   | 2   | -   | -   | -   | -   | -   | -   | -   | -   | -   | -   | 2   | -   | 2   | 1   | 2   | -   | 1   | -   | -   | 10     |
| 19       | Vitaly Petrov      | -   | -   | -   | -   | -   | -   | -   | -   | Np. | -   | -   | -   | -   | -   | -   | -   | -   | -   | -   | -   | 0      |
| 20       | Timo Glock         | -   | -   | -   | -   | -   | -   | -   | Np. | -   | -   | -   | -   | -   | -   | -   | -   | -   | -   | -   | -   | 0      |
| 21       | Charles Pic        | -   | -   | -   | -   | -   | -   | -   | -   | -   | -   | -   | -   | -   | -   | -   | -   | -   | -   | -   | -   | 0      |
| 22       | Heikki Kovalainen  | -   | -   | -   | -   | -   | -   | -   | -   | -   | -   | -   | -   | -   | -   | -   | -   | -   | -   | -   | -   | 0      |
| 23       | Jérôme d'Ambrosio  |     |     |     |     |     |     |     |     |     |     |     |     | -   |     |     |     |     |     |     |     | 0      |
| 24       | Narain Karthikeyan | Nq. | -   | -   | -   | -   | -   | -   | -   | -   | -   | -   | -   | -   | -   | -   | -   | -   | -   | -   | -   | 0      |
| 25       | Pedro de la Rosa   | Nq. | -   | -   | -   | -   | -   | -   | -   | -   | -   | -   | -   | -   | -   | -   | -   | -   | -   | -   | -   | 0      |

### Constructeurs
| Classement | Équipe               | AUS | MAL | CHI | TUR | ESP | MON | CAN | EUR | GBR | ALL | HUN | BEL | ITA | SIN | JAP | KOR | IND | UAE | UAE | BRA | Points |
| ---------- | -------------------- | --- | --- | --- | --- | --- | --- | --- | --- | --- | --- | --- | --- | --- | --- | --- | --- | --- | --- | --- | --- | ------ |
| Champion   | Red Bull-Renault     | 30  | 12  | 22  | 37  | 8   | 37  | 18  | 12  | 40  | 14  | 12  | 26  | -   | 25  | 27  | 43  | 40  | 15  | 18  | 20  | 460    |
| 2e         | Ferrari              | 10  | 25  | 2   | 8   | 18  | 23  | 11  | 25  | 30  | 25  | 12  | 10  | 27  | 19  | 18  | 27  | 26  | 24  | 27  | 33  | 400    |
| 3e         | McLaren-Mercedes     | 40  | 15  | 33  | 4   | 6   | 10  | 25  | 4   | 5   | 18  | 33  | 25  | 25  | 18  | 22  | 1   | 22  | 12  | 35  | 25  | 378    |
| 4e         | Lotus-Renault        | 6   | 10  | 8   | 33  | 27  | 2   | 22  | 18  | 18  | 15  | 33  | 15  | 10  | 14  | 8   | 16  | 8   | 25  | 14  | 1   | 303    |
| 5e         | Mercedes             | -   | 1   | 25  | 11  | 6   | 18  | 8   | 23  | 6   | 7   | 1   | 6   | 14  | 10  | -   | -   | -   | -   | -   | 6   | 142    |
| 6e         | Sauber-Ferrari       | 12  | 18  | 1   | -   | 10  | -   | 17  | 2   | -   | 20  | -   | -   | 20  | 1   | 15  | -   | -   | 8   | -   | 2   | 126    |
| 7e         | Force India-Mercedes | 1   | 8   | -   | 8   | 1   | 10  | -   | 16  | -   | 2   | -   | 13  | 4   | 12  | 6   | 8   | 4   | 2   | 4   | 10  | 109    |
| 8e         | Williams-Renault     | -   | 8   | 10  | -   | 25  | 1   | -   | 1   | 2   | -   | 6   | -   | 1   | -   | 4   | -   | 1   | 14  | 3   | -   | 76     |
| 9e         | Toro Rosso-Ferrari   | 2   | 4   | -   | -   | -   | -   | -   | -   | -   | -   | -   | 6   | -   | 2   | 1   | 6   | -   | 1   | -   | 4   | 26     |
| 10e        | Caterham-Renault     | -   | -   | -   | -   | -   | -   | -   | -   | -   | -   | -   | -   | -   | -   | -   | -   | -   | -   | -   | -   | 0      |
| 11e        | Marussia-Cosworth    | -   | -   | -   | -   | -   | -   | -   | -   | -   | -   | -   | -   | -   | -   | -   | -   | -   | -   | -   | -   | 0      |
| 12e        | HRT-Cosworth         | nq  | -   | -   | -   | -   | -   | -   | -   | -   | -   | -   | -   | -   | -   | -   | -   | -   | -   | -   | -   | 0      |